# Dědice (Vyškov)

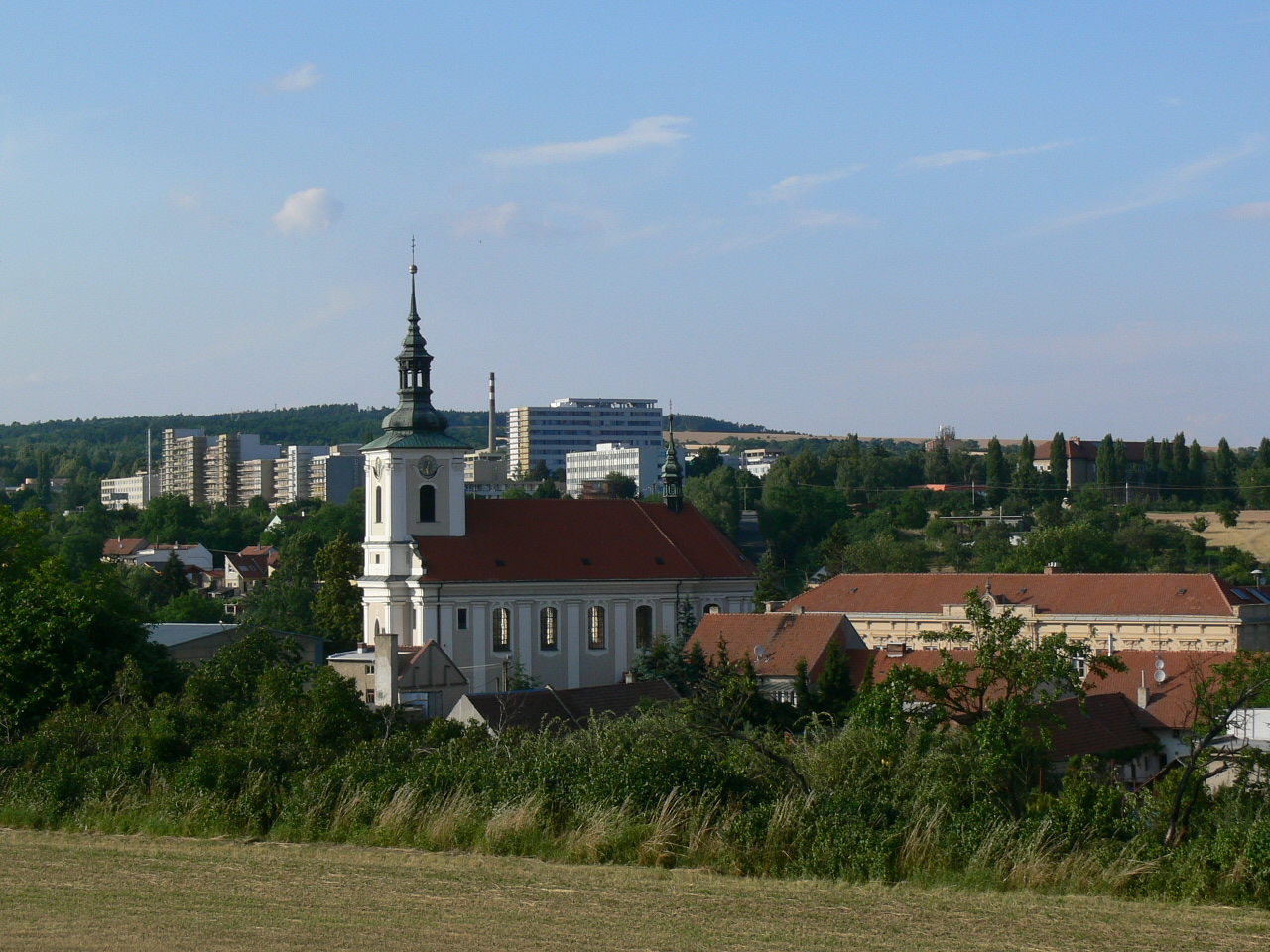
Vue de l'église de la Sainte Trinité et de l'ancien bâtiment de l'école de médecine ; en arrière-plan, une caserne et une école militaire.

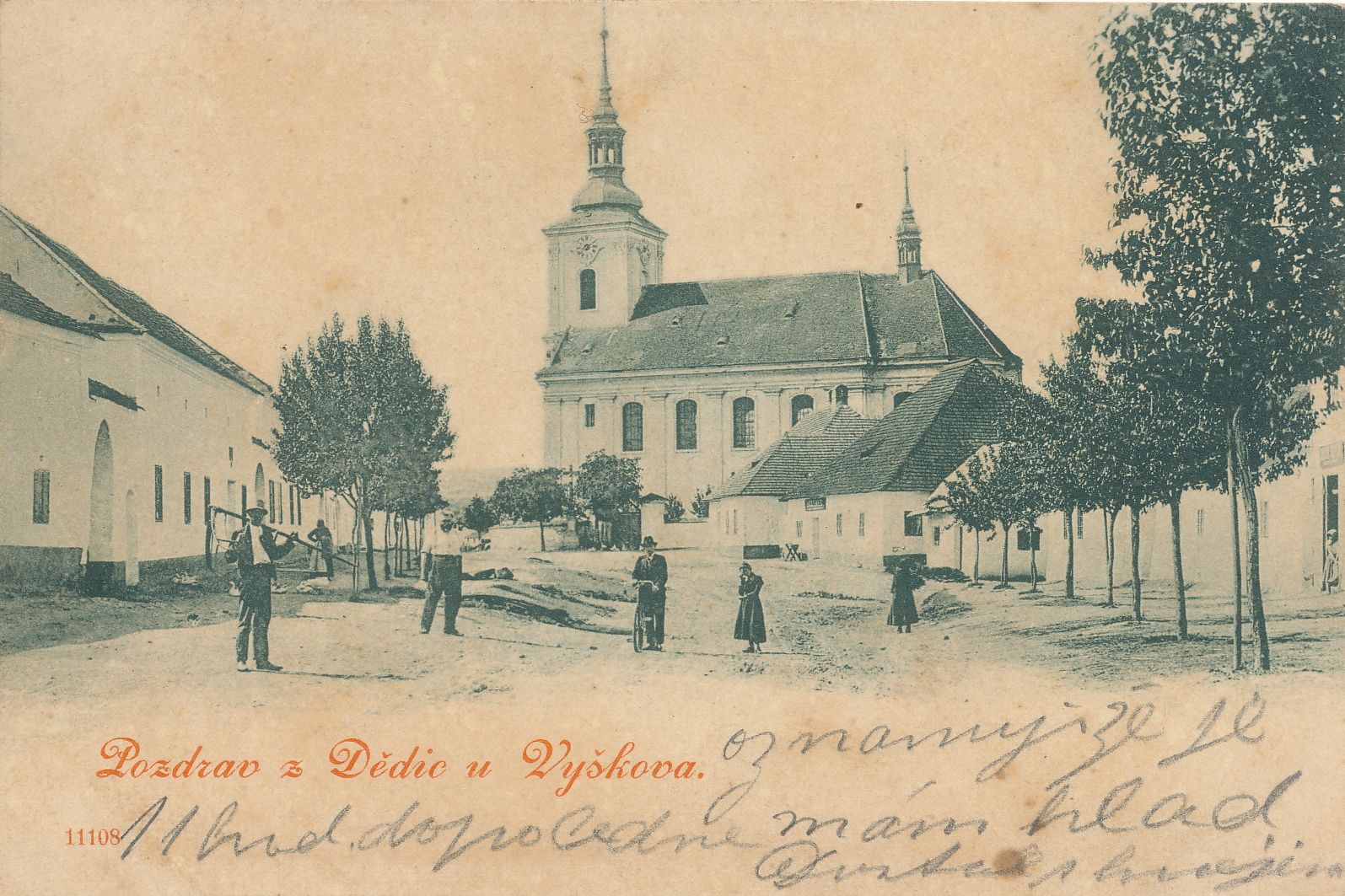
Vue historique de 1899

Dědice est une partie administrative de la ville de Vyškov dans la région de Moravie-du-Sud de la République tchèque. Selon les découvertes archéologiques, Dědice est l'un des plus anciens établissements de Moravie. Dans la ville, il y a une église paroissiale de la Sainte Trinité, dans la tour de laquelle il y a une zone protégée, dans laquelle le Grand Murin séjourne pendant l'été. Il y a des casernes militaires à Dědice depuis 1935.
Dědice est également le lieu de naissance présumé de Klement Gottwald, qui disposait d'une salle d'exposition dans la rue Revoluční, dans la soi-disant "maison natale de Klement Gottwald (1954)",. Ce bâtiment, dans lequel, après les modifications commencées en mai 1954, des foules d'écoliers et d'ouvriers ne pouvaient manquer de se rendre, est publiquement accepté par les historiens après la Révolution de Velours comme un lieu où Gottwald n'est pas né avec certitude,.

## Géographie
Dědice est situé au pied sud des collines de Drahany, à la confluence des ruisseaux Velká Haná et Malá Haná dans la Haná. Au nord s'étend la zone d'entraînement militaire de Březina. Au nord s'élève le point culminant du territoire Kozí horka, à 361 mètres.
Dědice est limitrophe des municipalités indépendantes Radslavice au nord-ouest et Drnovice à l'ouest.
Un changement important dans l'étendue territoriale et le tracé de la frontière cadastrale au nord a été provoqué au milieu des années 1930 par la création d'une zone d'entraînement militaire, lorsque Dědice a perdu une partie importante de la forêt continue dans cette zone, sur la rive gauche de la Velká Haná.

## Nom
Le nom est historiquement documenté dans des documents et des livres officiels du XIIe siècle. La façon d'écrire a changé: (1141) Dedicih; 1278 de Diedicz; 1295 de Tiediz; 1371 oppidi nostri Diedicz..., in Diedycz..., in Dyedycz; 1376 in villa Diedicz; 1381 Dyedycz 1398 in villa Dyedycz, prope Wysskow 1406 oppidi nostri Diedicz; 1442 ville de marché Dědice; 1482 dans le village Dědice; 1492 dans le village Diediczych; 1512 de Diedicz; 1531 in the market town Diediczich; 1536 ville Diedicze; 1633 Dědice; 1656 ex Dieditz; 1671 recteur de Diediczky; 1675 ville de marché, Dieditz,; 1708/12 Dietitz, ville non fortifiée; 1718 et 1751 Dieditz; Années 1880 (I. cartographie militaire) Dieditz; 1846 Dieditz, Dědice; 1850 Dědice = Dieditz (avec des règlements Hamiltony, Pazderna), caractère non spécifié; 1880 ville; 1890 Dědice = Děditz; 1924 Dědice; 1940 Dieditz = Dědice; 1941 colonie de Vyškov; 1945 Dědice, municipalité; 1949 colonie de Vyškov,.

## Histoire

### Le Moyen Âge
La première mention écrite de Dědice se trouve dans un document émis par l'évêque d'Olomouc Henri Zdík, daté à l'origine de 1131. Le document traite du transfert du siège du diocèse de l'ancienne église Saint-Pierre à l'église Saint-Venceslas d'Olomouc, nouvellement consacrée. L'acte énumère tous les biens immobiliers du diocèse d'Olomouc en Moravie. Un champ de l'étendue territoriale de Dědice (une charrue) appartenait à l'église d'Olomouc à cette époque, et donc à l'évêque d'Olomouc. Sa superficie était d'environ 18,5 hectares,,. Le document contient la date du jour du 30 juin, mais ne comporte pas d'inscription de date.
L'année 1131 est mentionnée dans le Codex diplomaticus et epistolaris Moraviae I, publié par Antonín Boček en 1836, et dans le Codex diplomaticus et epistolaris regni Bohemiae I, publié par Gustav Friedrich au début du XXe siècle. Les recherches modernes menées dans la seconde moitié du XXe siècle ont révisé la chronologie précédente de la charte et l'ont déplacée vers 1141. Bien que la date exacte de la charte ne soit pas connue, son existence même prouve que Dědice était colonisé avant sa rédaction,. Cependant, d'autres ajustements de la datation ne sont pas à exclure, bien que l'opinion repoussant l'époque de la création du document aux environs de 1135 n'ait pas encore été acceptée sans équivoque.
En 1241, lors de la campagne contre les Tatars, Jaroslav de Šternberk (personnage fictif de la famille Šternberk et de l'histoire de la Moravie) s'est arrêté ici. À la fin du XIIIe siècle, Dědice était la propriété de Milota de Dědice (1252–1307), issu de la famille Benešovici, qui avait une abrasion dans son blason - une balle enroulée. Son nom est documenté sous la forme de Milota de Dieditz dans les années 1278–1295,. Du fait que Milota a été écrit après Dědice en 1278 pour la première fois, on peut conclure que le château patrimonial a été construit peu avant et qu'il s'agissait du siège où il résidait le plus souvent.
Au début du XIVe siècle, les Šternberk ont acquis Dědice. L'évêque Albrecht Aleš de Šternberk a accordé à Dědice de nombreux droits et privilèges. Albrecht et son neveu Pierre de Šternberk ont confirmé la foire à Dědice en 1371. La confirmation indique que le marché hebdomadaire du lundi avait lieu à Dědice depuis les temps anciens. Les voisins étaient, moyennant une certaine rançon, libérés des robots et des charrettes distantes (pour un salaire de 4 hryvnia), et de la déshérence. Les Dědice étaient autorisés à utiliser les forêts seigneuriales de plus de six ans pour le pâturage dans des endroits qui leur étaient déclarés par le burgrave de Dědice. Par le fait qu'ils n'étaient pas soumis à la déshérence, ils étaient libres de léguer leurs biens à n'importe qui. Ces droits ont été révoqués et renouvelés de nombreuses fois au cours du temps,,  En 1381, Pierre de Šternberk a enregistré une dot pour sa femme Anna sur le domaine de Dědice.
Après la mort de Pierre de Šternberk (1397), Dědice fut hérité par son beau-frère Pierre Plumlovský de Kravaře, qui vendit la même année dans la partie de Dědice, qui est plus proche de Vyškov, au monastère augustinien 16 champs sans quartier, 6 pubs, 4 sièges et 5 niveaux 941 groschen hryvnia,,. En 1406, il a confirmé les privilèges de la ville à Dědice. De cette manière, les Dědice ont depuis été divisés en deux parties. Après la mort de Pierre de Kravaře et Plumlov en 1411, la majeure partie était en possession de son fils Henri Plumlovský de Kravař, qui tomba à la bataille de Vyšehrad en 1420. Comme il n'avait pas de descendants, Dědice passa d'abord à son cousin Pierre Strážnický de Kravař († 1434), puis au fils de Pierre Strážnický de Kravaře, Georges de Kravař et Strážnice, qui en 1442 confirma les privilèges de la ville à Dědice.
En 1460, le roi Georges de Poděbrady a confirmé la partie de Dědice, Nezamyslice, la plante Buděcko avec une forêt de chênes et Laškov au monastère Lanškroun d'Olomouc (le monastère augustin de Tous les Saints),. Les seigneurs de Kravaře ont possédé Dědice jusqu'à la seconde moitié du XVe siècle. Après la mort de Jiří de Kravaře et Strážnice Dědice en 1466, Václav de Boskovice épousa une fille de Jiří de Kravaře et Strážnice Kunka de Kravaře et Strážnice. Kunka de Kravaře et Strážnice légua Dědice à Ladislav de Boskovice. Les Boskoviques ont tenu Dědice jusqu'en 1537.

### L'époque moderne

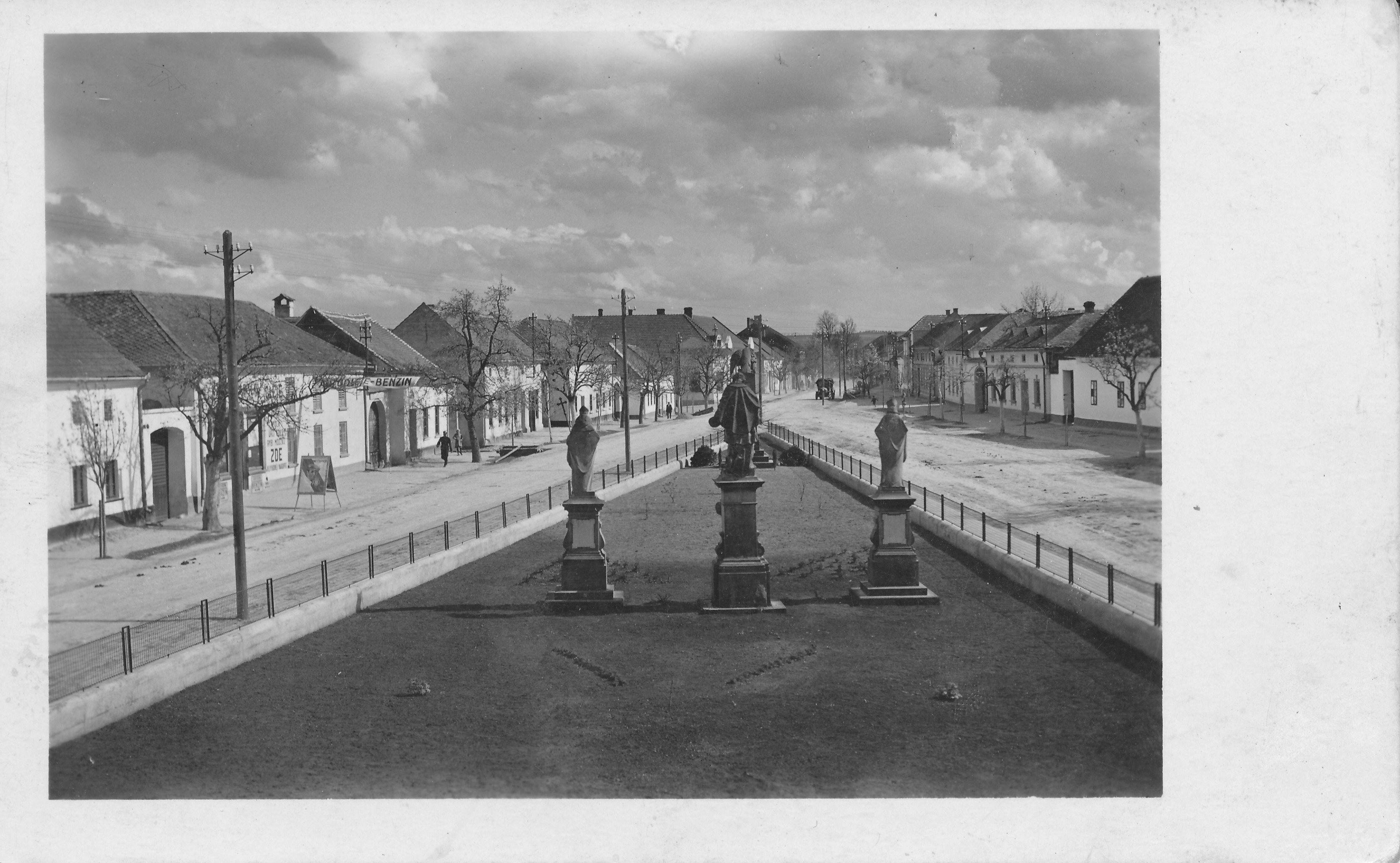
Place devant l'hôtel de ville de Dědice dans les années 1930 avec les statues des saints Cyrille et Méthode (1901) et Jean de Népomucène (1826). En face d'elles se dresse un monument aux victimes de la Première Guerre mondiale

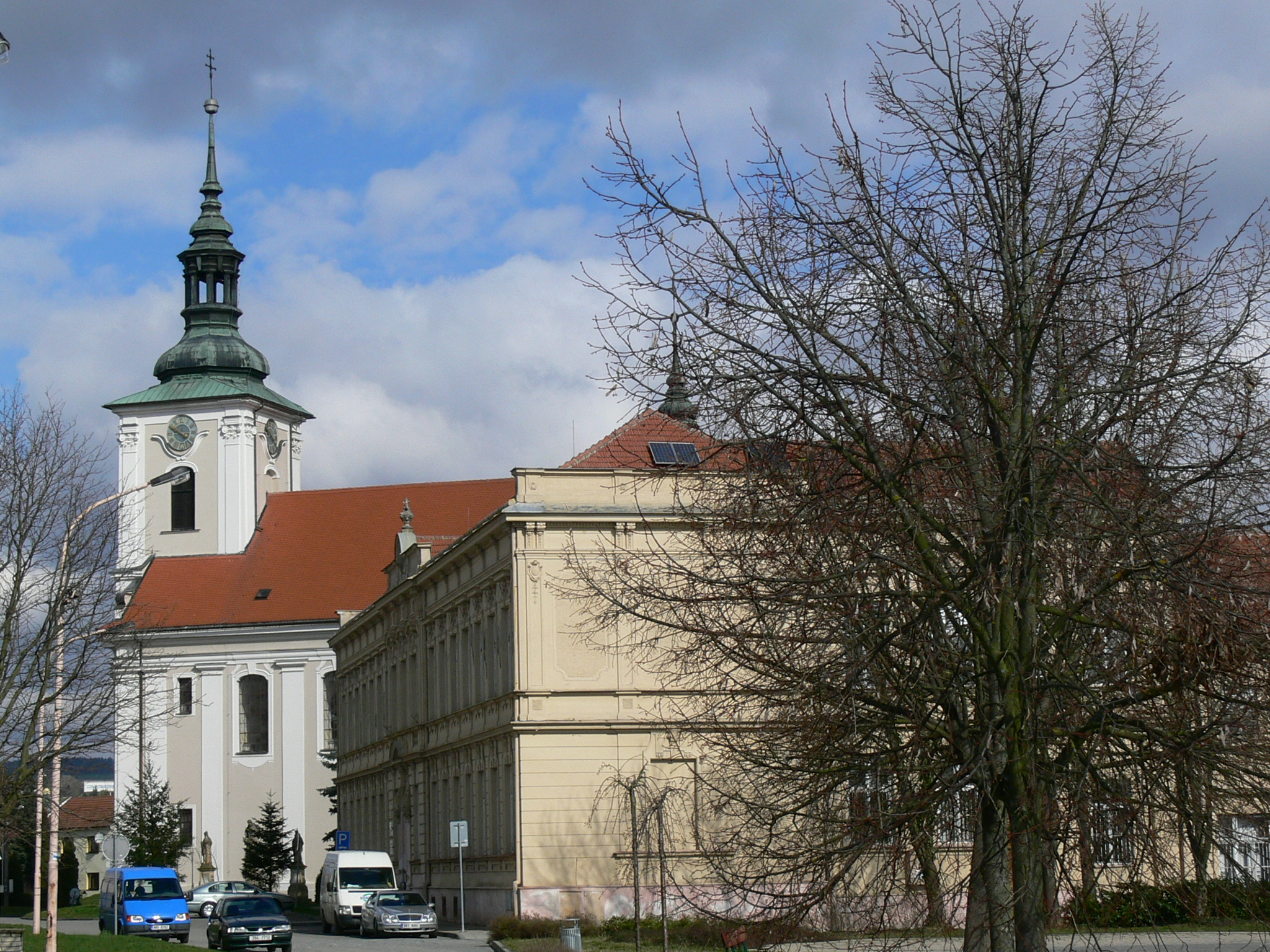
Église de la Sainte Trinité et bâtiment de l'ancienne école secondaire de médecine

Sur la base de contrats partiels entre Dobeš Černohorský de Boskovice et Jean Černohorský de Boskovice, Dobeš acquiert Dědice. En 1533, Dobeš changea de statut pour Dědice, Lhota, Opatovice, Rychtářov et Radslavice, et en 1537, il mit sa part de Dědice avec ses serfs, Lhota avec la cour du vieux château, Rychtářov avec un château désolé, Opatovice et Radslavice à Jean IV de Pernštejn (vendu pour 6800 pièces d'or moraves). En 1538, Dědice se composait de deux parties, dont l'une appartenait au monastère de Lanškroun de 1397, qui s'est déplacé à Olomouc pendant les guerres hussites. Le second était un fief permanent de l'évêque d'Olomouc. Jean de Pernštejn ne garda pas longtemps Dědice, et avec le consentement de l'évêque, il vendit la ferme et les accessoires énumérés (y compris la ville désolée de Hrádek) à Jean de Doubravka et Hradiště pour en faire un domaine de l'évêque. Jean de Pernštejn a échangé la ferme contre une ferme de Passau,. En 1539, Jean de Doubravka fit transférer Dědice à l'évêque d'Olomouc, de sorte que ces domaines devinrent un domaine de l'évêque.
Le monastère augustin de Tous les Saints à Olomouc a conclu un traité avec l'évêque en 1590. Les serfs de Dědice devaient prendre de la bière de la brasserie de Vyškov pendant trois ans, et le monastère devait recevoir en retour 1 tas de carpes provenant des étangs de Vyškov. En raison du fait que les Dědice se sont révoltés contre le monastère lors du soulèvement, ils ont perdu leurs privilèges.
En 1623, César Nardus de Montepoli, prévôt du monastère augustinien d'Olomouc, rétablit les privilèges et la déshérence à Dědice ; limités en raison de la participation à la révolte de Bohême. La raison de la restauration des privilèges était la crainte que les habitants ne déménagent. Dědice est en outre libéré des travaux statutaires, à l'exception de huit travaux statutaires, qui lui seront spécifiquement commandés.
En 1628, le cardinal Franz von Dietrichstein confirme les privilèges de Dědice et nomme des laboureurs de statuts. Lorsque les habitants de Dědice ont refusé de récolter les céréales seigneuriales en 1653, plusieurs d'entre eux ont été emprisonnés dans le château de Vyškov. Après avoir brisé la résistance le 1er août 1653, Dědice s'engagea à tenir ces travaux statutaires.
Même les travaux statutaires restants, consistant en huit jours de travaux statutaires dans la ferme de Nezamyslice, étaient pénibles pour les serfs du monastère de Dědice. C'est pourquoi, à leur demande, en 1634, le prévôt André Orlík de Lažisko les a changés en salaire. En 1679, le privilège fut rétabli par le prévôt Georges Karásek.
Cette partie a été vendue par le monastère en 1683 pour 7000 ducats. En 1684, le monastère de Toussaint d'Olomouc la transféra à Georges Protivec Žalkovský de Žalkovice, propriétaire de la ferme Viceměřice. En 1732, Georges Fridrich, John et Milota Žalkovský transfèrent une partie de Dědice à Maria Élisabeth, duchesse de Schleswig-Holstein, née princesse de Liechtenstein (au domaine de Kojetín). Depuis 1683, un grand nombre de seigneurs ont repris la propriété ici (par exemple, les seigneurs d'Utting, les seigneurs de Metternich et autres). Cette partie comptait 42 numéros et une auberge.
La ferme libre de Dědice était tenue par Zdeněk Martinkovský de Rozseč († 1646) pendant la guerre de Trente Ans. En 1675, il y avait une ferme libre de Miniatti à Dědice.
La ferme se trouvait dans la partie épiscopale en 1750. En 1784, la ferme a été divisée. Selon les titulaires, la première partie de Dědice était appelée épiscopale ou princière et la seconde monastère, Žalkovská ou Vicoměřická. De nouveaux statuts ont été choisis par les habitants de Dědice en 1777,,.

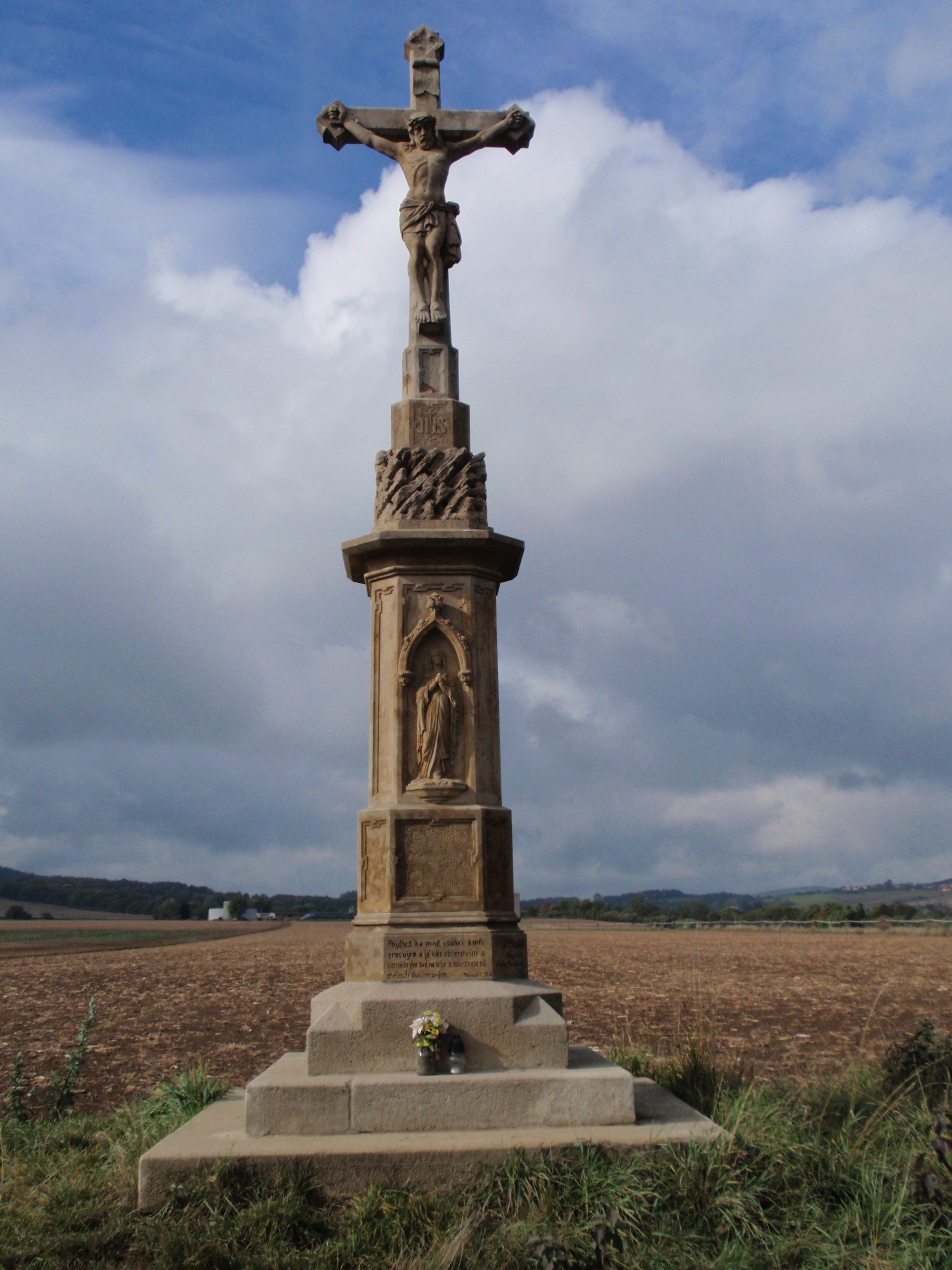
Statue du Christ crucifié

Les guerres ont eu un grand impact sur la ville de marché. Au XVe siècle, elle a été touchée par le mouvement hussite. Un soulèvement et la guerre de Trente Ans ont suivi. Dědice a été particulièrement touchée par la dernière phase de la guerre de Trente Ans, appelée la guerre de Suède. Après la guerre de Trente Ans, la population est tombée à seulement "17 voisins et 14 veuves". La guerre a également entraîné d'énormes pertes pour l'économie. Une autre menace constante était celle des Turcs, qui menaçaient la région. Au XVIIIe siècle, les troupes prussiennes ont défilé pendant les guerres napoléoniennes. Au début du mois de décembre 1805, l'église locale a été pillée par des soldats français. Après la bataille de Sadová en 1866, les soldats prussiens envahirent à nouveau Dědice, poursuivant l'armée impériale vaincue vers Vienne.
En plus des guerres, Dědice a également connu des catastrophes naturelles sous forme de tempêtes de grêle, d'autres fois c'était des gelées avec beaucoup de neige (en 1622 même en mai). Il y avait aussi de graves sécheresses ou des inondations, qui étaient alors la principale cause de mauvaises récoltes et de pauvreté. Parmi les autres désastres, citons les incendies fréquents et dévastateurs et les épidémies (peste, variole, choléra ou typhus). En 1830, 46 maisons ont brûlé à Dědice.

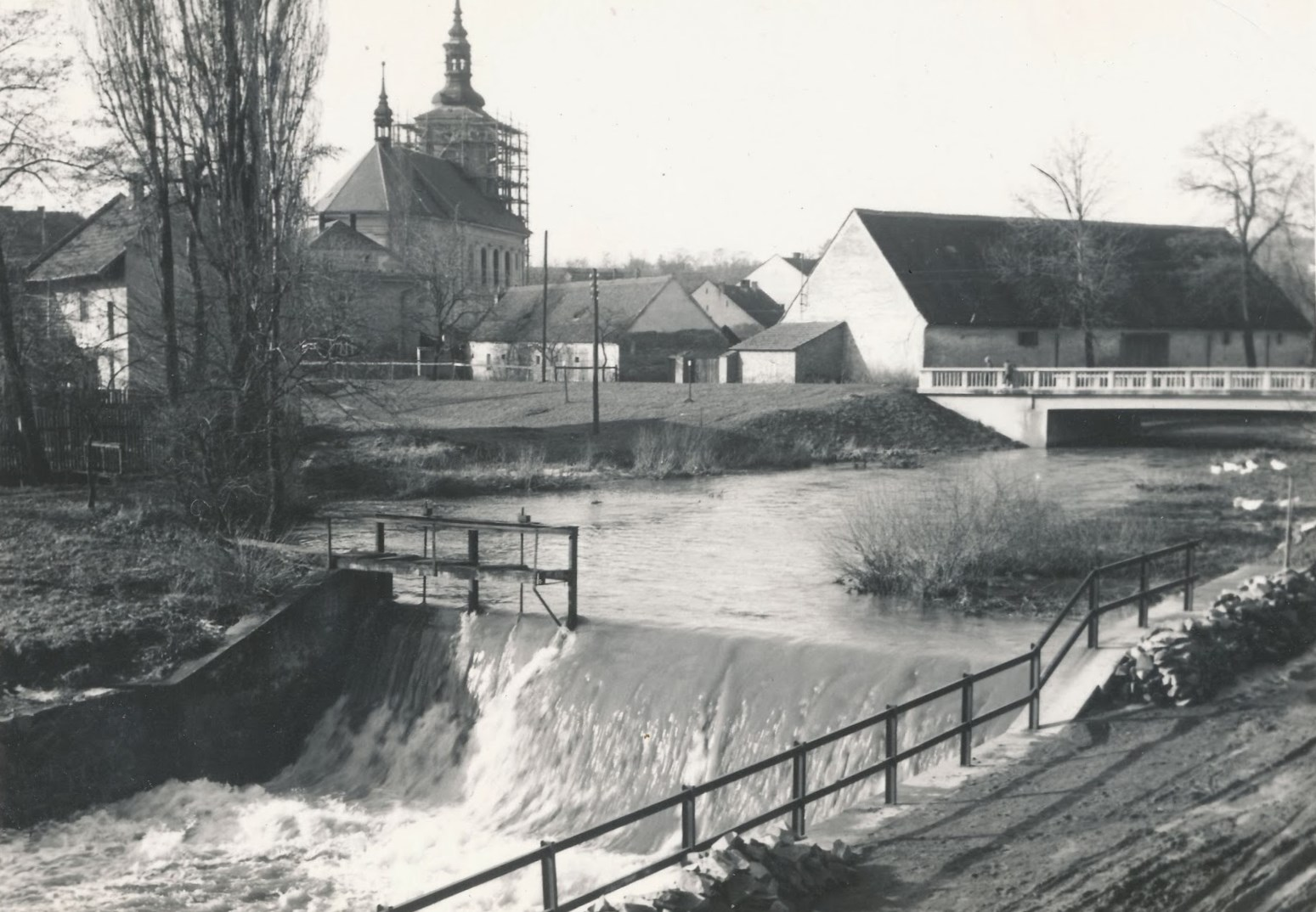
Réparation de l'église de Dědice (1967)

Le riche passé de Dědice est principalement attesté par l'église baroque locale de la Sainte-Trinité, construite en 1753 sur le site d'une église gothique plus ancienne du XIVe siècle, qui a été détruite dans un grand incendie. La plus ancienne cloche de l'église de Dědice, qui a été coulée par le clocher de Vyškov Philip Konwarz, date de 1556. Le temple a été presque détruit en 1731 après que la foudre l'ait frappé et mis le feu. À cette époque, les paroissiens, avec le pasteur de l'époque, P. Charles Léopold Félix (1727-1750), entreprennent immédiatement des réparations et relèvent la tour, qui a été conservée. En 1750, la tour est démolie car les paroissiens décident de construire une toute nouvelle église.
Le successeur de Felix, P. John Antonín Grosspeter, commença à mettre en œuvre le plan prévu. La construction a commencé le 6 mars 1752 et s'est achevée sans décoration intérieure ni équipement un an plus tard, en 1753. La nouvelle église baroque a été solennellement consacrée le 18 juin 1780 par le premier archevêque d'Olomouc, Antonín Theodor Colloredo (1777-1811).
Le plus grand effort pour faire prospérer la paroisse de Dědice et l'école peut être vu au XVIIIe siècle. Une église nouvellement construite a été consacrée ici et une nouvelle école a été construite, qui a rapidement brûlé. Sa restauration n'a été organisée qu'en 1799 par le comte Althan. Jusqu'en 1919, Dědice avait sa propre administration spirituelle. L'avantage était la position près de Vyškov, la noblesse achetait des maisons et des fermes à Dědice,.

### XXesiècle

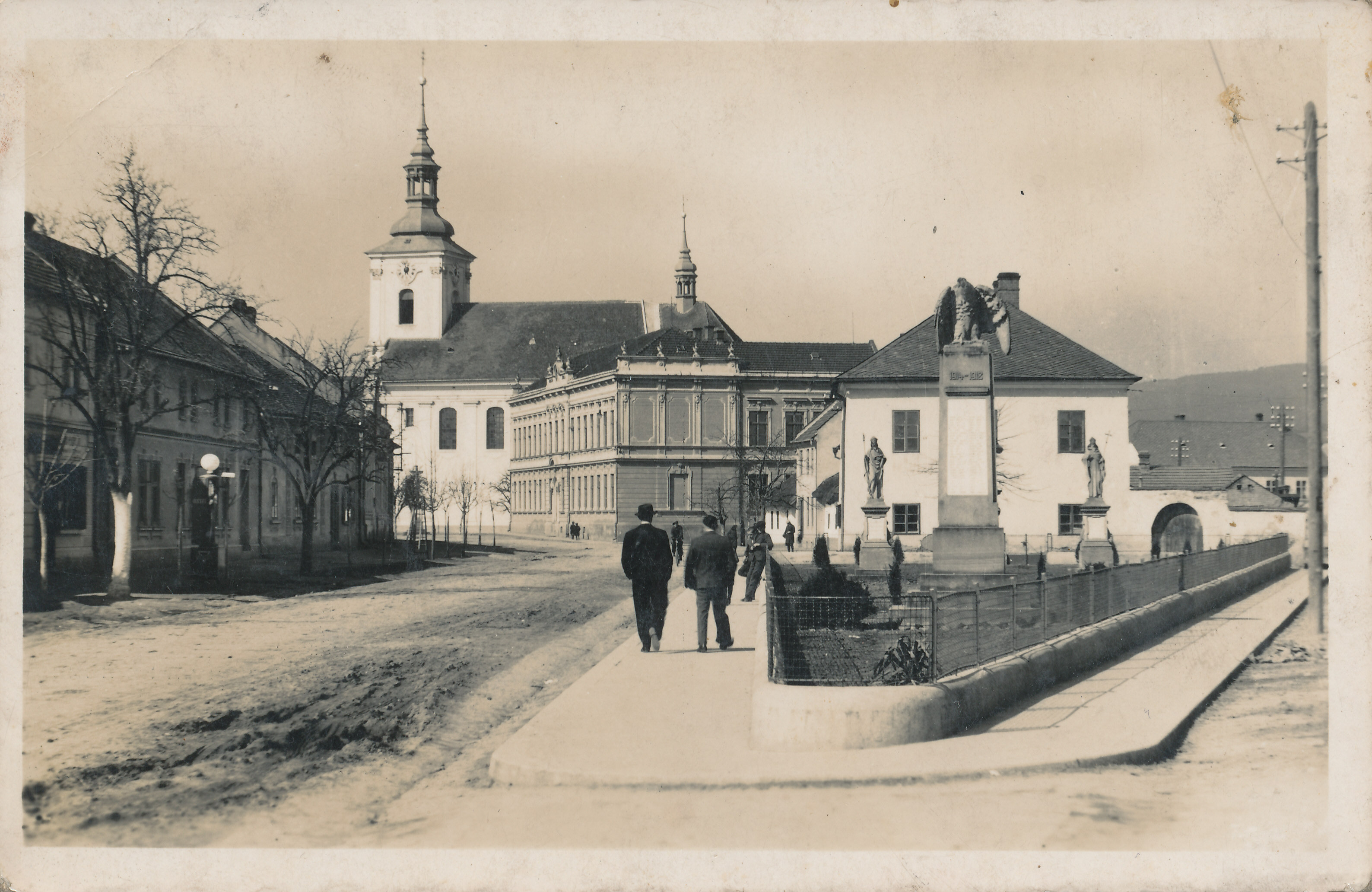
La place devant l'hôtel de ville avec des statues de saints et un monument aux victimes de la première guerre mondiale

Après la Première Guerre mondiale, il y avait au total 439 maisons à Dědice en 1921 (315 à Dědice, 80 à Hamiltony, 44 à Pazderna) et 2529 habitants (1843 à Dědice, 478 à Hamiltony, 208 à Pazderna), selon les résultats du premier recensement de la population en République tchécoslovaque publié en 1924. Dědice avait une superficie de 18,9 km2 (1890 ha).

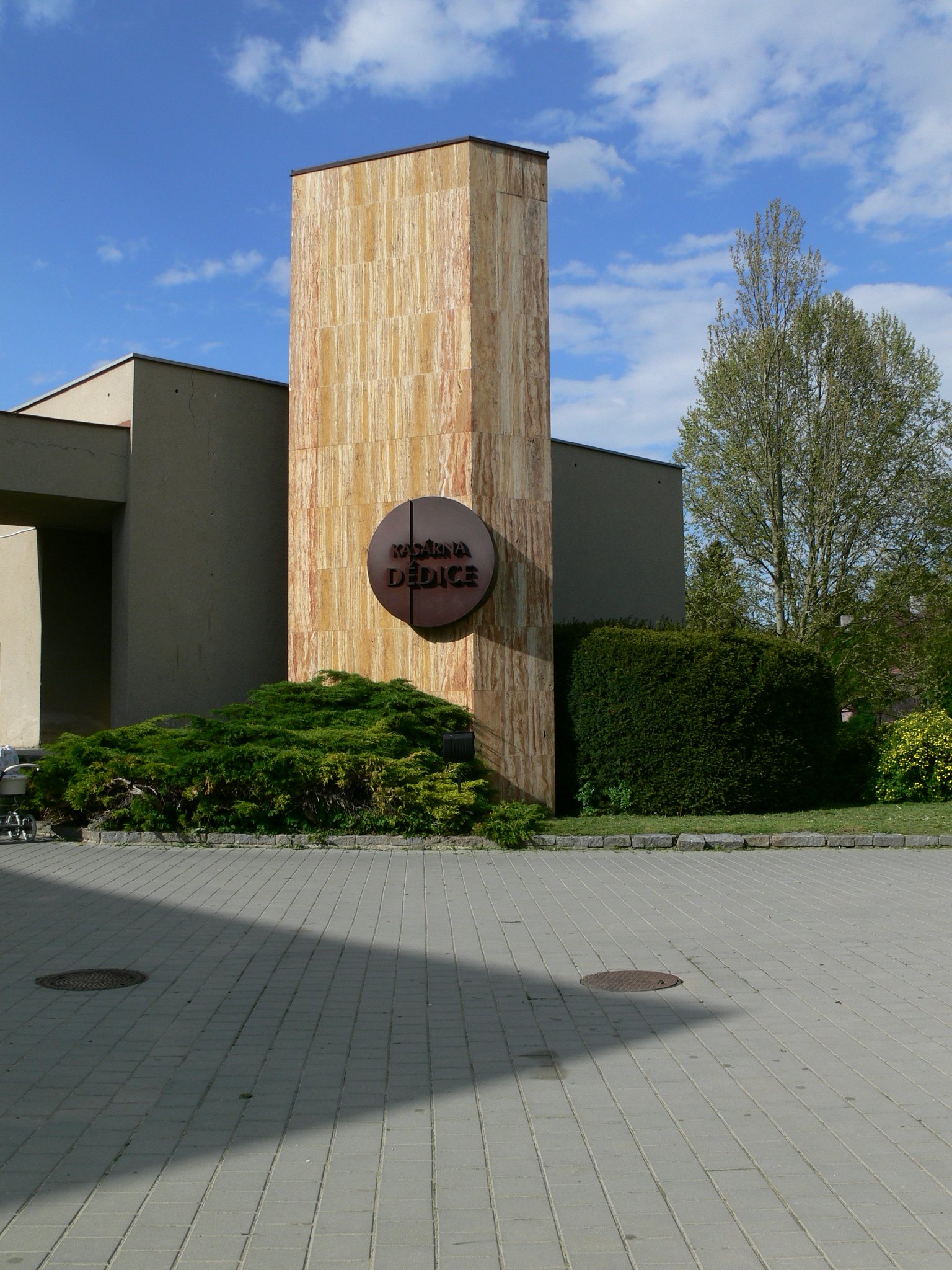
Caserne Dědice

À la fin de la Seconde Guerre mondiale, de violents combats ont frappé la région de Vyškov.

Carte de Vyškov après l'unification avec les communes environnantes : une partie de la zone cadastrale de Dědice au nord dans la moitié supérieure de la carte (une plus petite partie reste hors carte) et les zones cadastrales de Brňany, Křečkovice, Nosálovice, la ville de Vyškov et le faubourg de Vyškov principalement dans la moitié inférieure de la carte

#### Fusion de Dědice et Vyškov
Avant la fusion avec Vyškov en 1941, Dědice avait le titre légal de ville. Dědice se composait des localités de Dědice, Hamiltony (lieu de pèlerinage) et Pazderna. En 1941, sur la base d'un décret du gouverneur du district (V-2677 / 3-1941 + n° 47/1942 UL), Dědice est devenu une commune de Vyškov. La municipalité de Dědice a été supprimée et Dědice et Vyškov ont été fusionnés dans Vyškov. Lexique historique des villes. Le développement de la position et de la fonction des agglomérations urbaines dans l'histoire de la division territoriale des terres tchèques de 1850 à nos jours de Štěpán Mleziva et Karel Kuča indique qu'après la guerre, une séparation a été effectuée lorsque la municipalité de Vyškov a été divisée en municipalités de Brňany, Dědice, Křečkovice, Nosálovice, Vyškov en 1945. En 1949, ces communes devaient être réunies (n° 249/1949 U2 ; U2 = Journal officiel II (1945-1951)). La municipalité de Dědice a été supprimée et Dědice, avec Brňany, Křečkovice, Nosálovice et Vyškov, est redevenue la commune de Vyškov. D'autre part, les documents d'époque montrent qu'après 1945, Dědice et d'autres municipalités ne sont pas redevenues indépendantes après leur annexion à Vyškov en 1941 et 1942, respectivement. À la suite du décret du comité de district de Vyškov du 26 octobre 1945, et après que le comité provincial de Brno se soit également prononcé en faveur de l'administration conjointe provisoire des communes fusionnées en décembre, le comité local de Vyškov a continué à gérer les affaires de Dědice. Par un décret du 7 février 1946, le ministère de l'Intérieur ordonna l'administration conjointe de Vyškov, Brňany, Dědice, Křečkovice et Nosálovice. Sur cette base, le comité local de Vyškov fut complété en mars 1946 par des représentants de Dědice.
Pendant le reste de l'année, les citoyens de Dědice ont néanmoins cherché à renverser la décision du ministère et n'ont pas hésité à se tourner vers Klement Gottwald dans cette affaire. Le résultat de leurs efforts fut au moins qu'une branche du comité local de Vyškov fut créée à Dědice en 1946. Un tournant majeur se produisit au début de l'année 1947, lorsque le décret du Comité de district de Vyškov annonça que, selon le Comité provincial de Brno, "l'administration commune des communes de Vyškov, Brňany, Dědice, Křečkovice et Nosálovice", établie par un décret du ministère de l'Intérieur du 7 février 1946 n° B-8111-28 / 1-1946-II / 2 selon le § 27 du décret n°. 121/45 Coll. a expiré le 17 février 1947. En conséquence, il est nécessaire d'activer leur propre administration dans les municipalités nommées, c'est-à-dire de créer des comités nationaux locaux dans les différentes municipalités en fonction des résultats des élections à l'Assemblée nationale constituante."
Vyškov a dû prendre acte de cette décision. En raison de la composition des comités nationaux basée sur les résultats des élections, des comités électoraux ont été formés dans lesquels deux membres ont été désignés par chaque parti. Après que les mandats aient été recalculés, les réunions inaugurales des nouveaux comités locaux se sont tenues. La réunion du comité local de Dědice a eu lieu le 10 août 1947.
Selon l'avis du Comité de district de Vyškov, la tâche des comités locaux nouvellement créés était de vérifier, entre autres, si ces municipalités voulaient se réunir avec Vyškov ou rester indépendantes. En septembre 1947, ils ont voté pour la fusion uniquement à Nosálovice, mais le Comité local de Vyškov a insisté pour que toutes les municipalités soient réunies. Cependant, à part Nosálovice, d'autres comités locaux n'ont pas accepté la fusion. Sur le territoire de Vyškov, il y avait plus ou moins formellement cinq comités locaux (les comités locaux en dehors du comité local de Vyškov n'avaient en fait aucune autorité, car il n'y avait pas de division de la gestion financière), ce qui a duré jusqu'au début de 1948. Le 19 janvier 1948, il a été décidé de confier l'administration aux comités locaux des différentes municipalités, même "de facto". Cela devait avoir lieu le 23 février 1948. La seule chose qui manquait était l'approbation du Comité provincial de Brno. Le Comité de district de Vyškov, avant qu'elle ne soit accordée, a convoqué un représentant des comités locaux le 19 février, puis a émis un acompte le 21 février, décidant que Vyškov devait être administré par un comité local commun avant la fin du mois de mars 1948. Jusqu'à cette date, le Comité provincial de Brno devait émettre un avis sur la fusion ou la séparation des communes. Le comité provincial de Brno a émis une instruction sur la base de laquelle le comité de district de Vyškov a tenu une réunion le 25 février, à laquelle ont participé des représentants du comité provincial, du comité de district et des comités locaux de Vyškov et de Dědice.
Les habitants de Dědice ont été les plus actifs sur la question de leur indépendance, lorsqu'ils ont demandé instamment cette solution au comité provincial de Brno. Les arguments en faveur de la fusion des communes en une seule unité ont été présentés à la réunion par Jaroslav Sedlák, membre du comté du comité provincial. L'affaire a ensuite été formellement conclue par une décision du comité provincial de Brno du 9 mars 1948 sur la fusion des communes voisines avec Vyškov, qui était justifiée par "l'intérêt public urgent". La situation fut ainsi clarifiée et les communes ne furent pas séparées de Vyškov. Cependant, les Dědice en particulier n'avaient pas l'intention d'accepter cette situation et, fin janvier 1949, leur message est parti pour Prague vers le bureau du président de la République tchécoslovaque. Ils y protestent contre la fusion avec Vyškov. La mission n'ayant pas abouti, Dědice (ainsi que des représentants de Brňany) ont fait appel au ministère de l'Intérieur contre la décision du comité provincial du 9 mars 1948 sur la fusion des communes. Mais là non plus, ils n'ont pas réussi.
Par son décret du 14 septembre 1949, le comité de district de Vyškov a enfin pu déclarer que "... la décision citée de l'ancien comité provincial de Brno sur la fusion des communes de Vyškov, Dědice, Brňany, Křečkovice et Nosálovice est entrée en vigueur...". Depuis 1950, Dědice fait partie de Vyškov dans le district de Vyškov,.

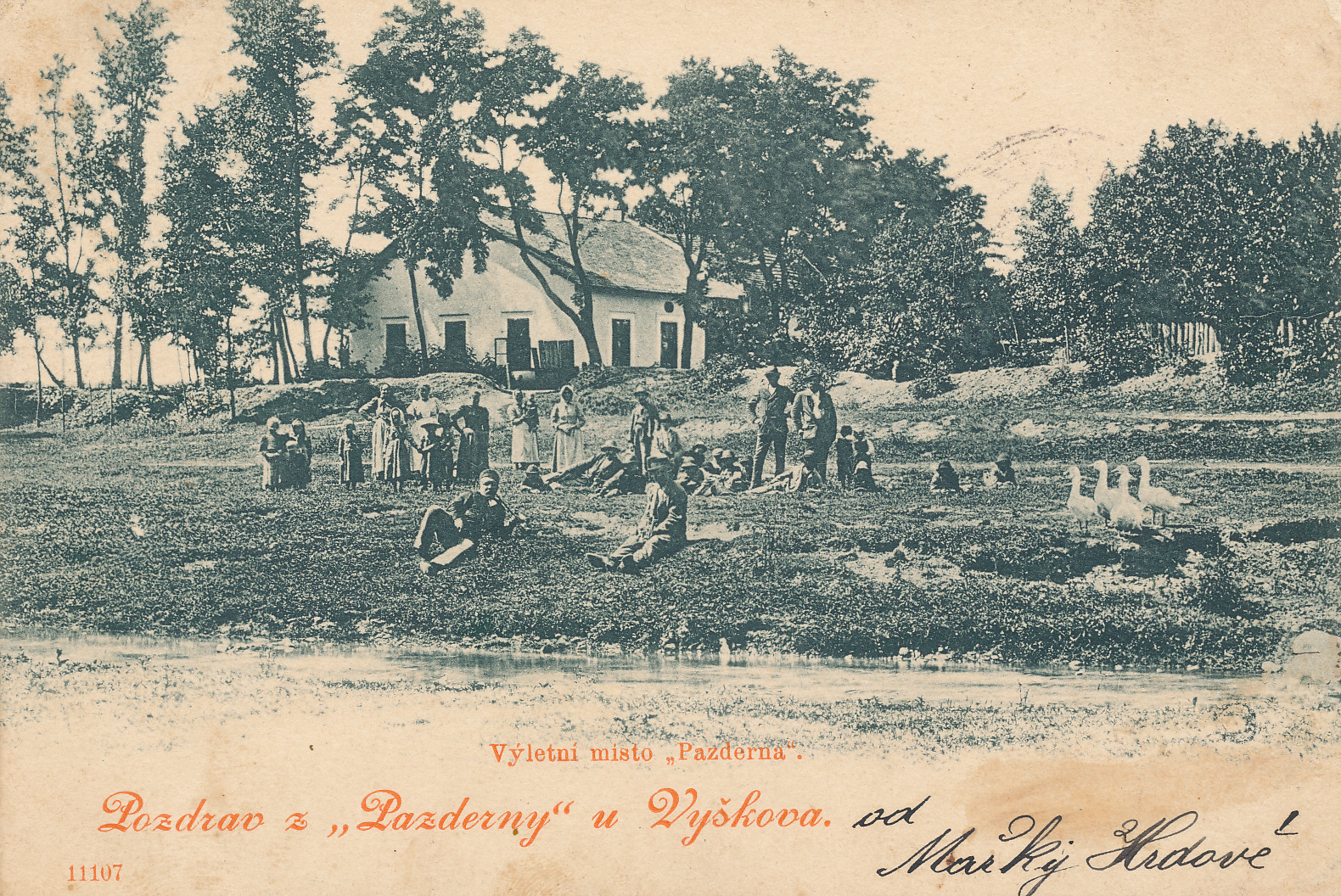
Colonie de Dědice : Pazderna, 1900
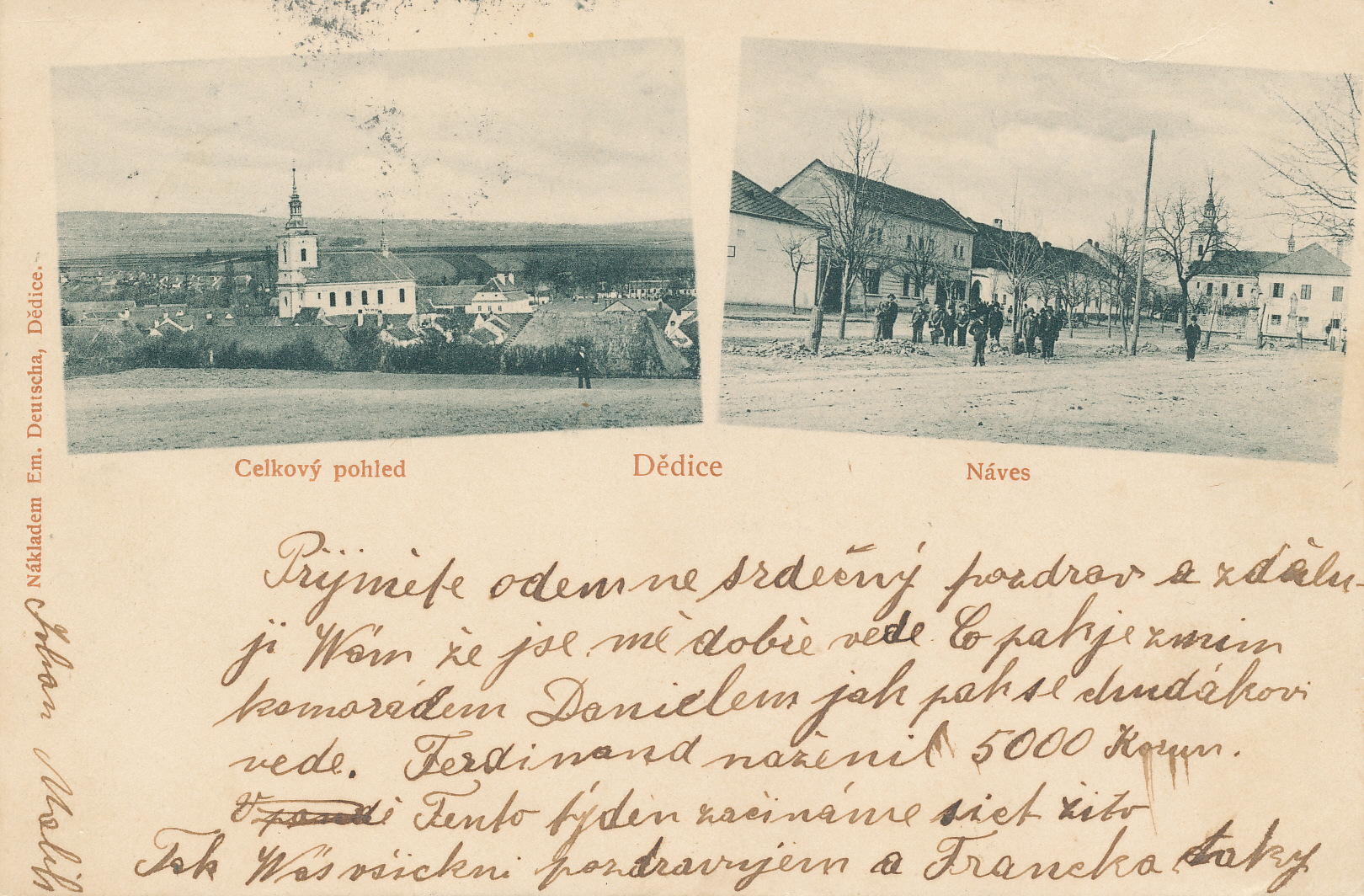
Début du XXe siècle
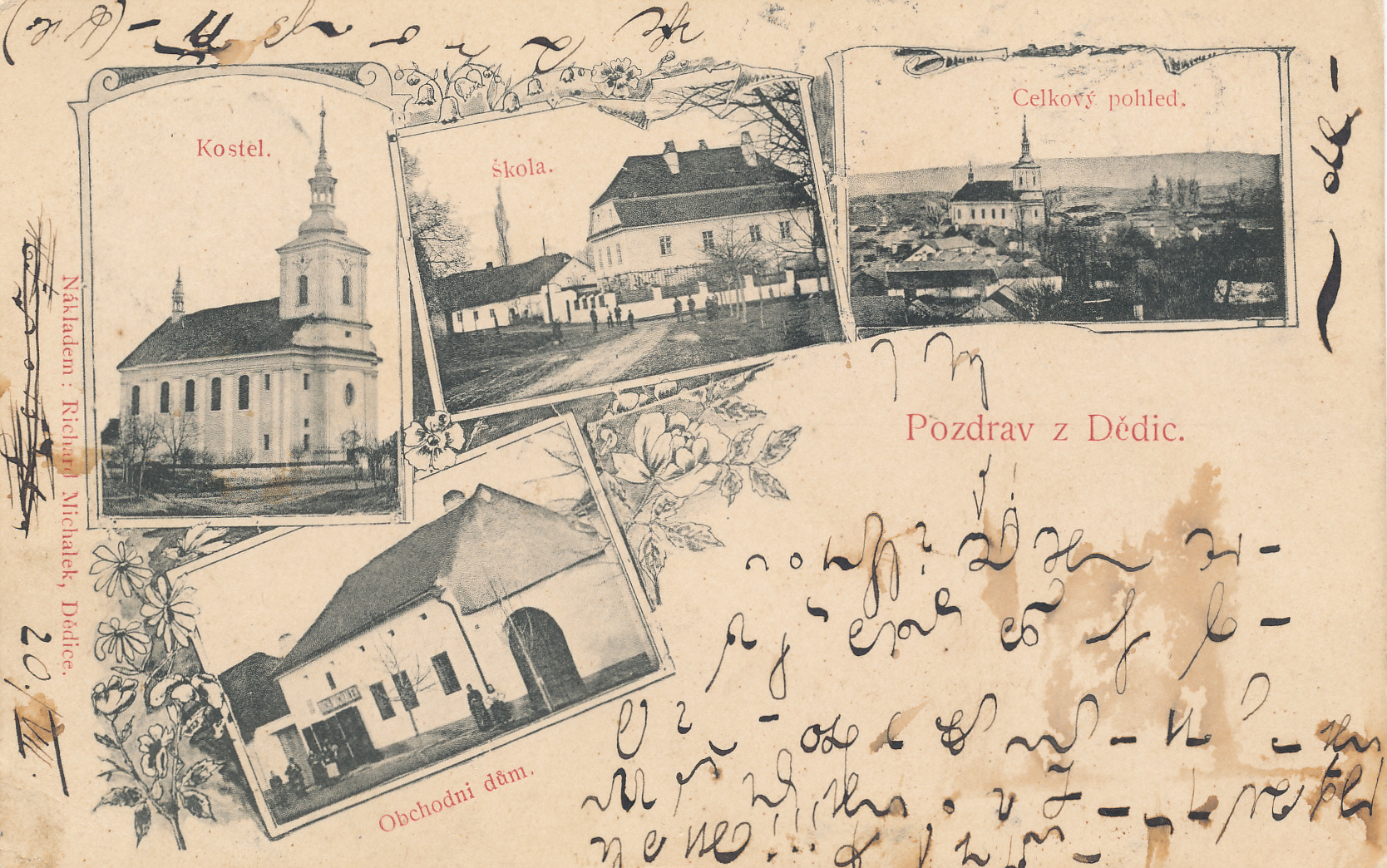
Dědice, 1ère décennie du XXe siècle
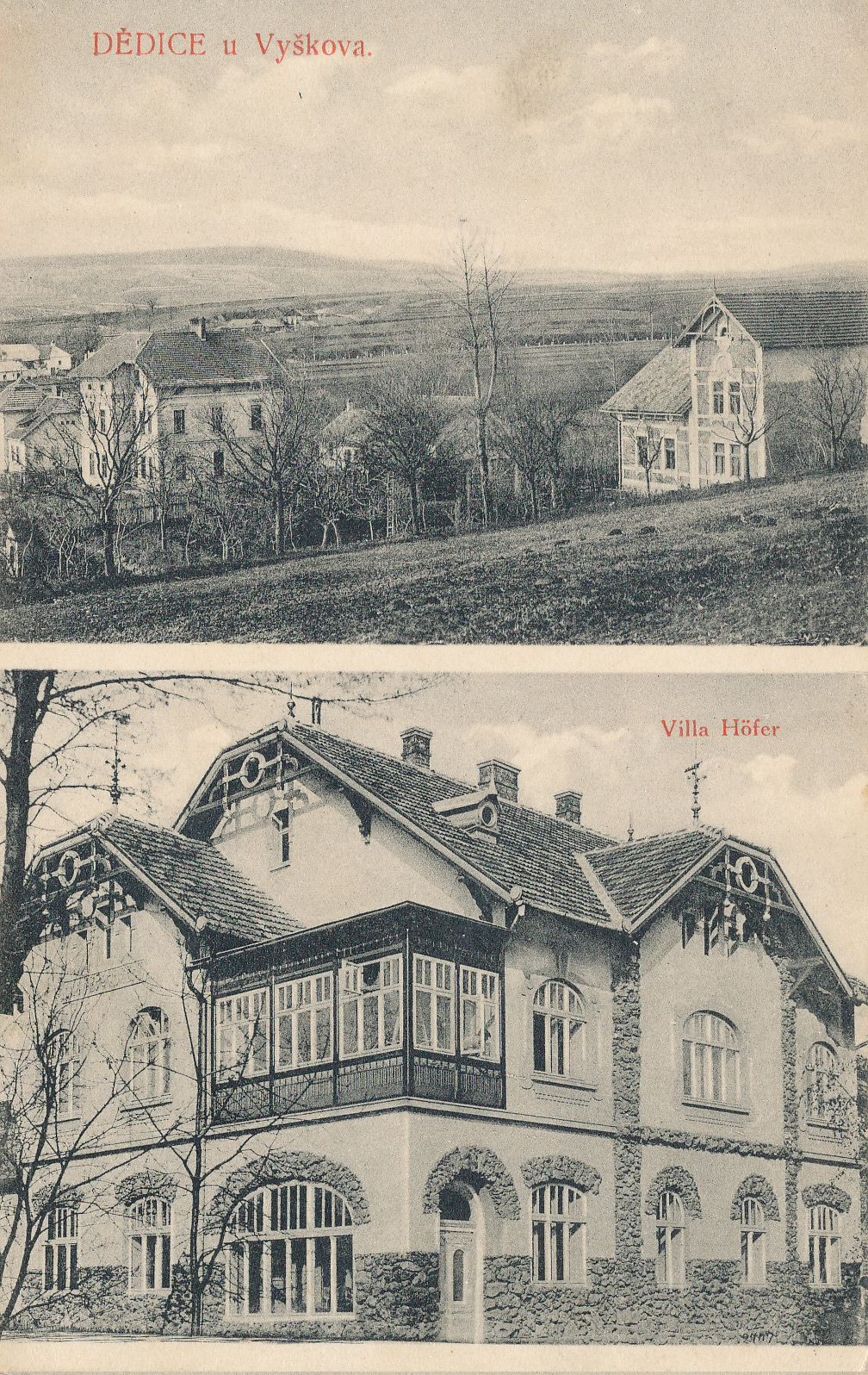
Première moitié des années 1910. La villa de Höfer
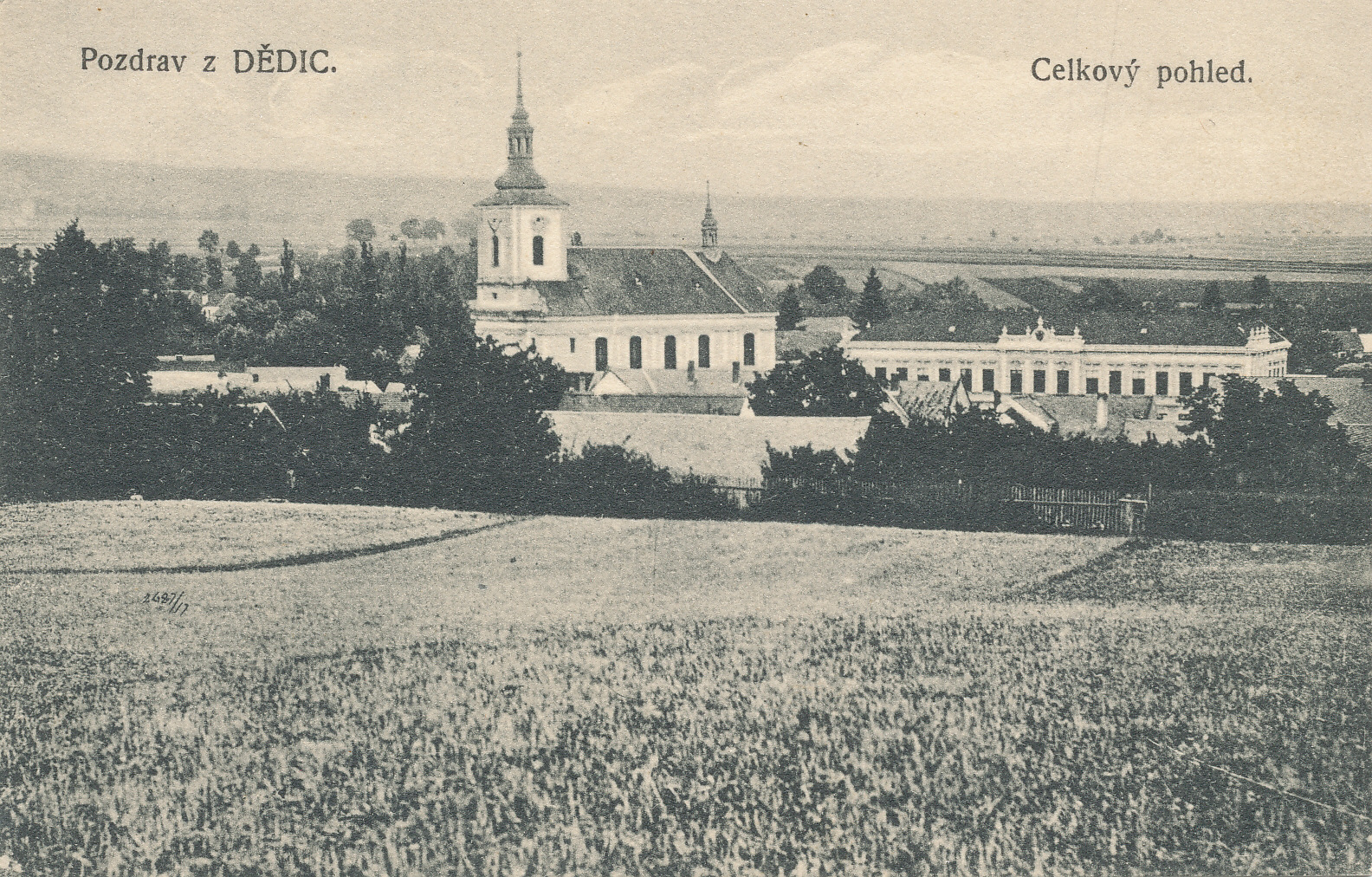
Dědice, 10s à 20s[Quoi ?] du XXe siècle
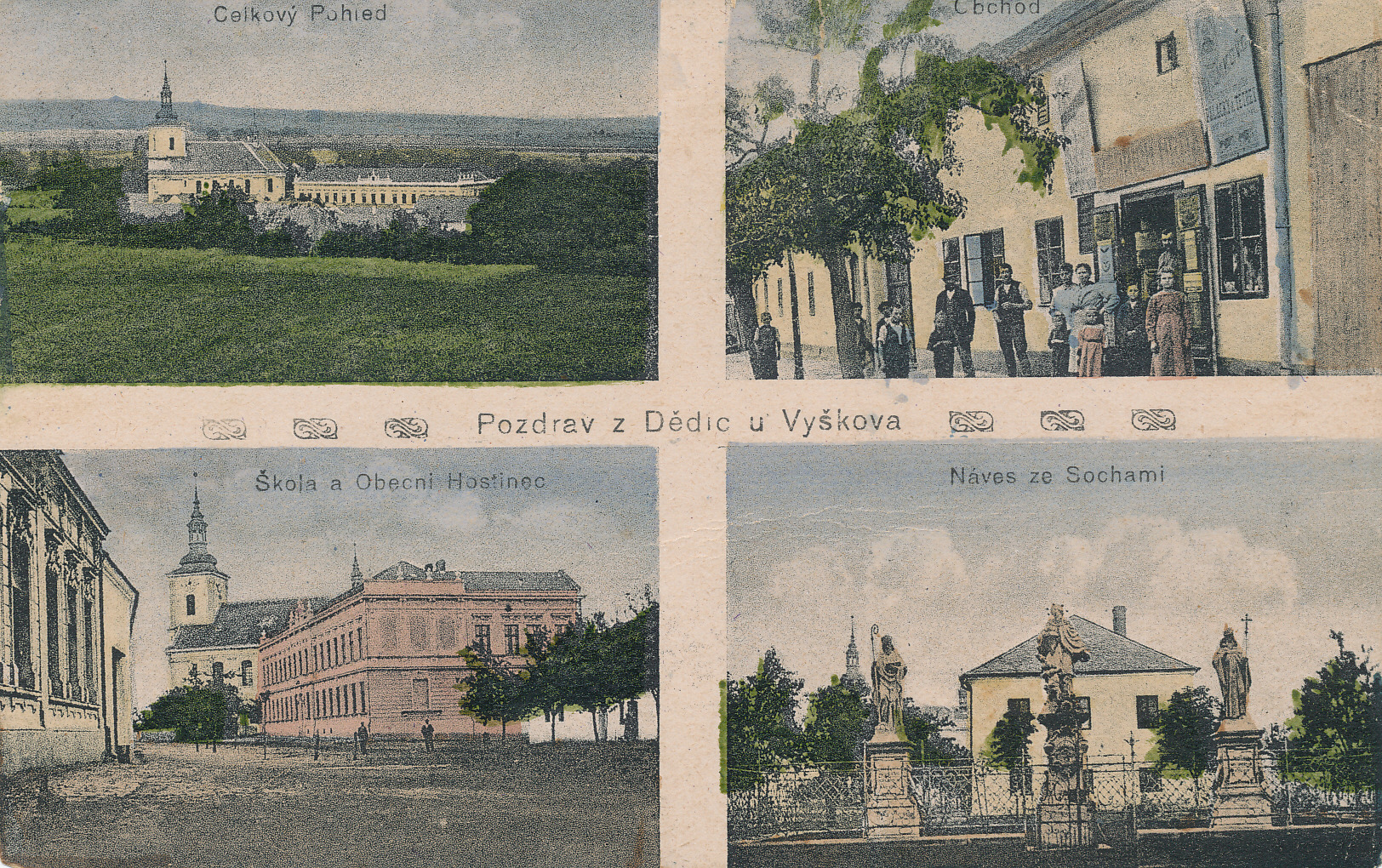
Dědice, 1920s
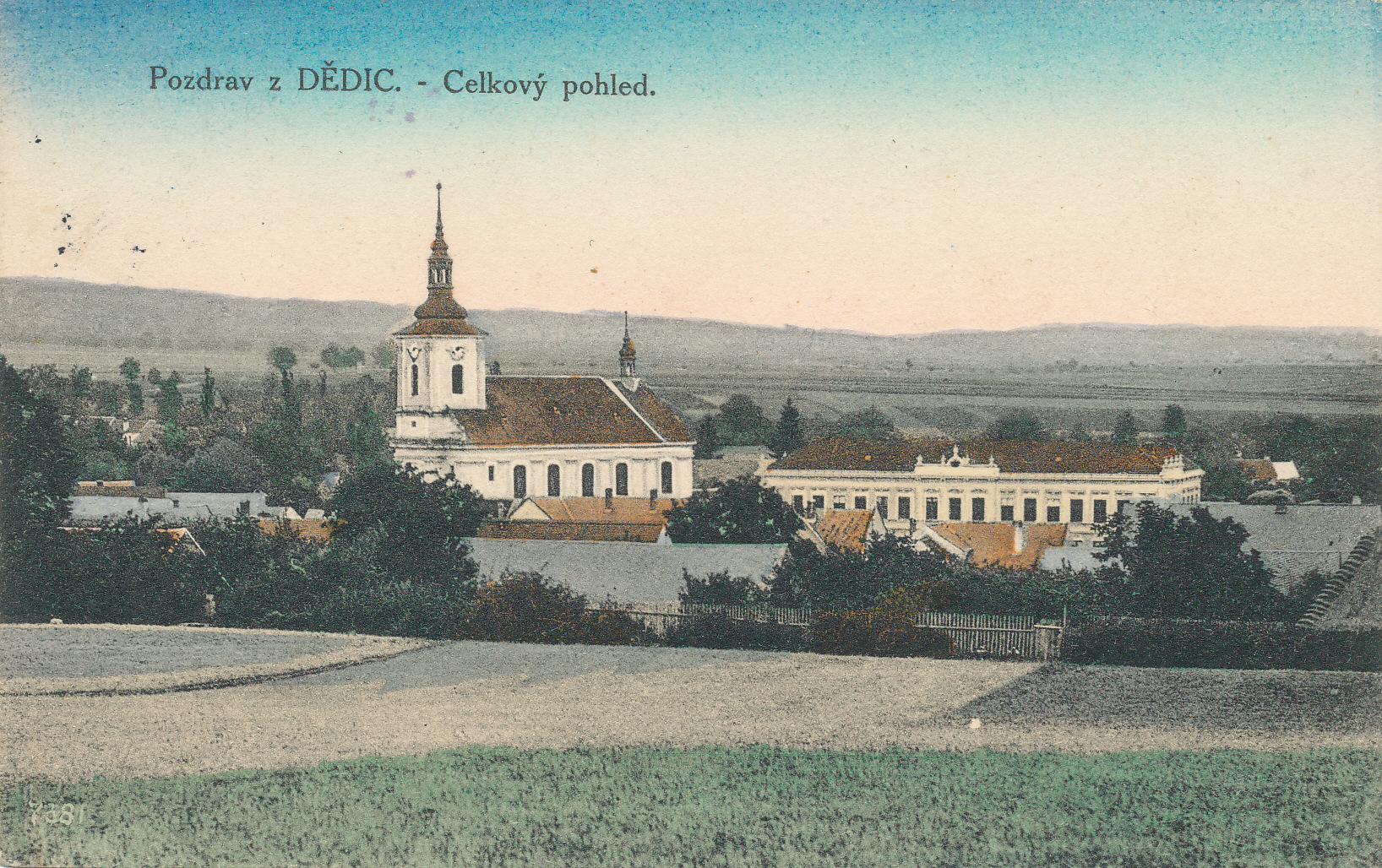
Dědice, 1920s
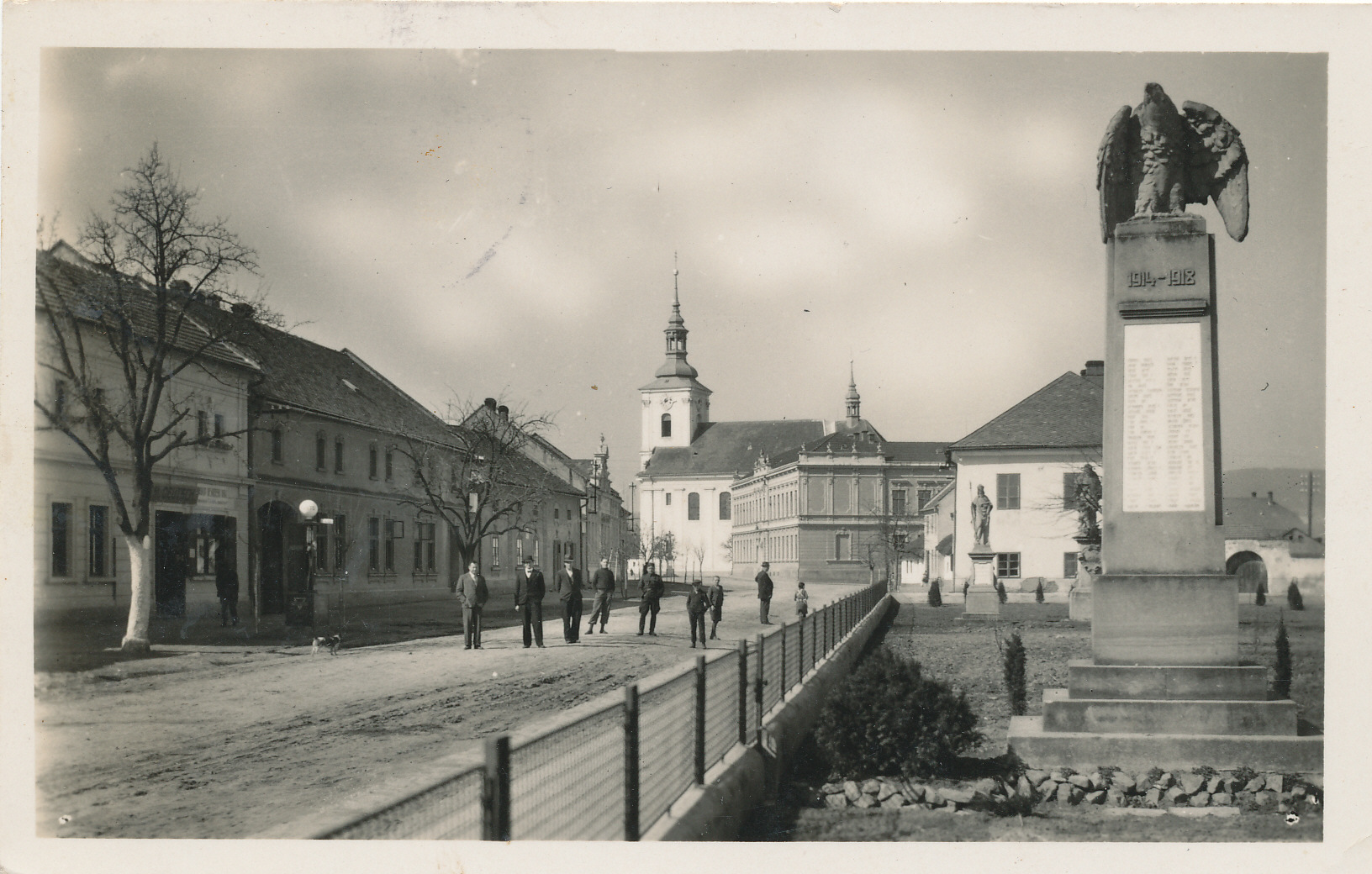
Dědice, 2e moitié des années 1930
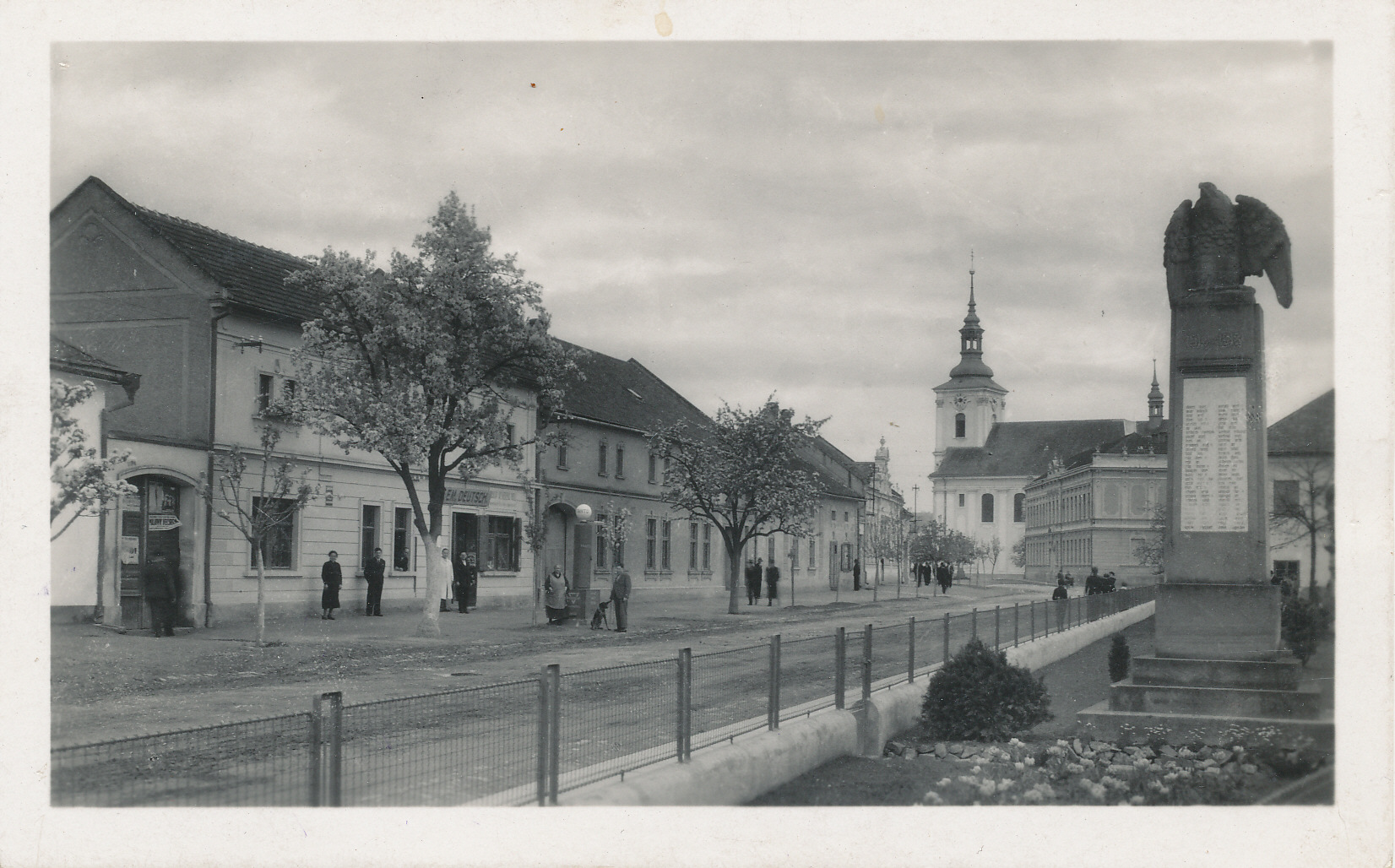
Première moitié des années 1940
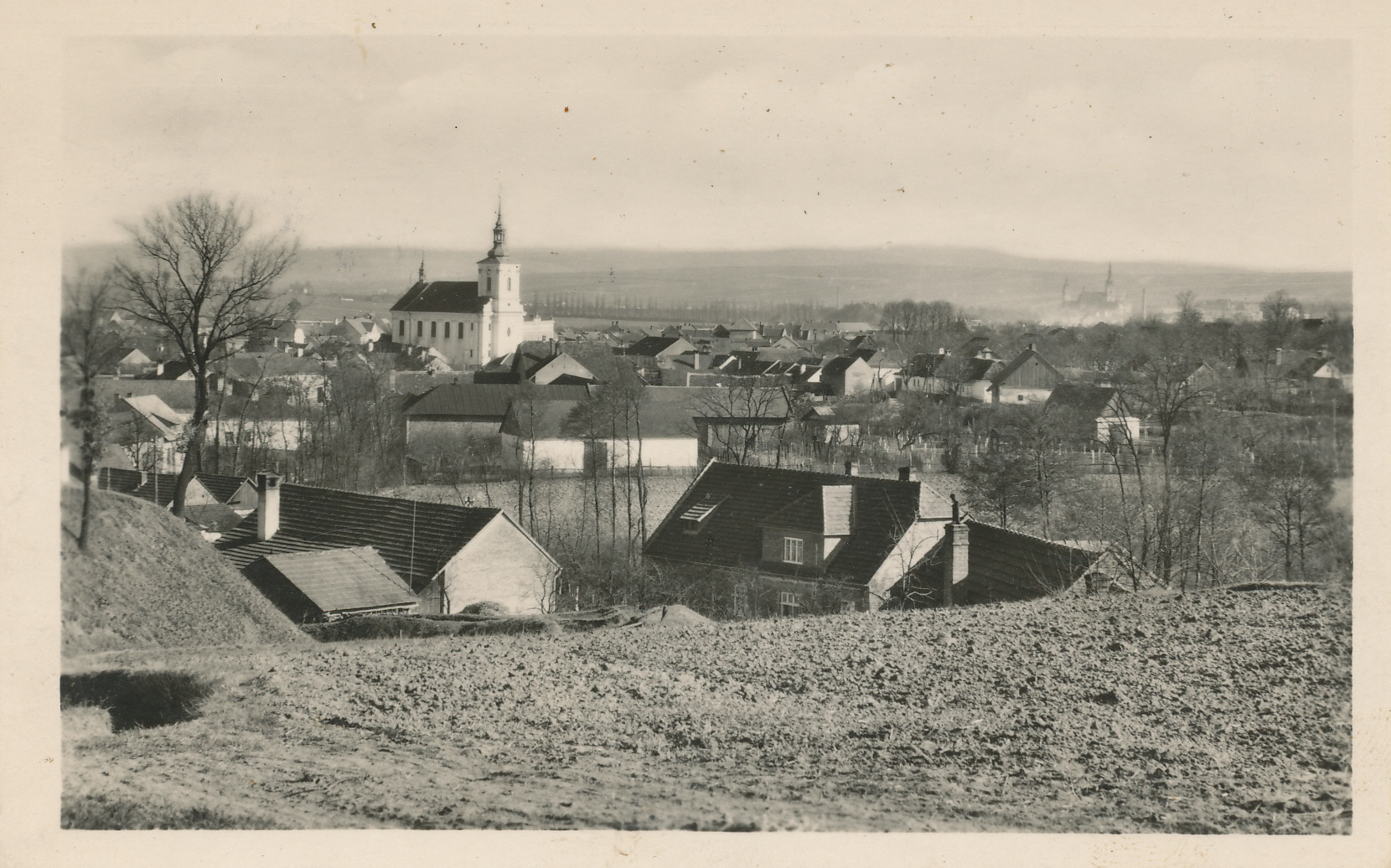
Seconde moitié des années 1940
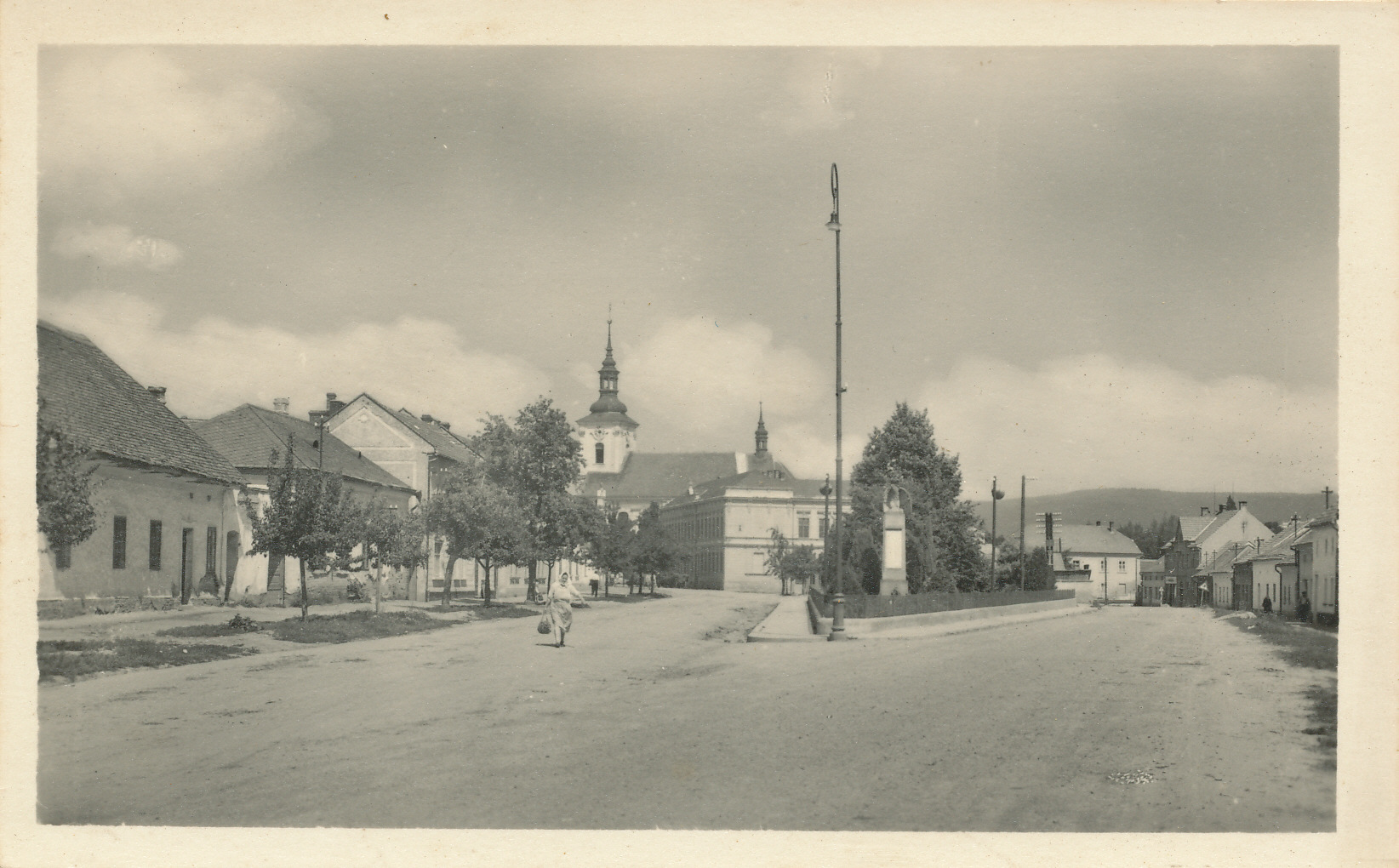
Carré en Dědice, fin des années 1940 ou début des années 1950
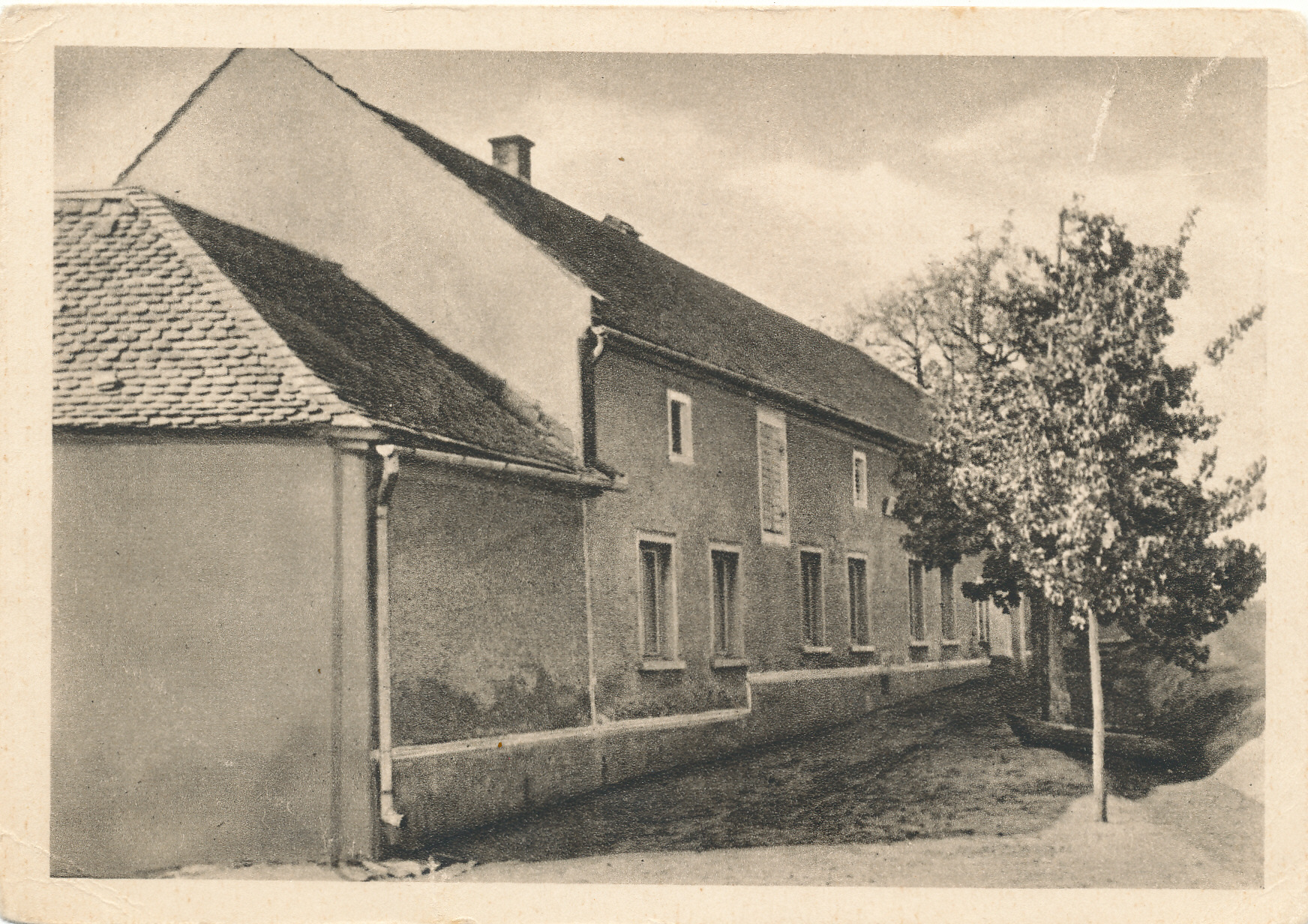
La maison dite de naissance de Klement Gottwald à Dědice sur Haná dans l'état avant la reconstruction. 2e moitié des années 1940 / début des années 1950
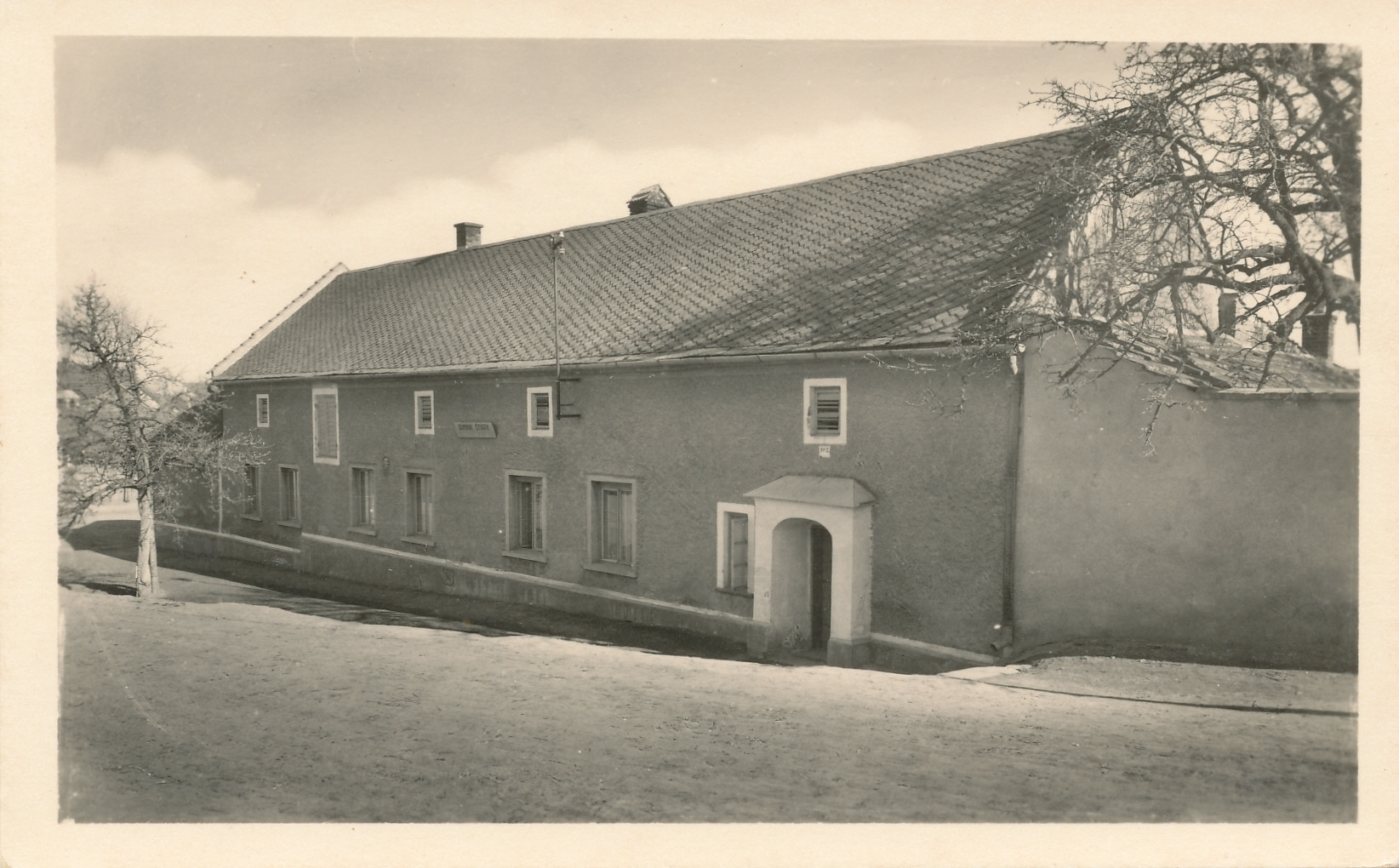
La maison natale de Klement Gottwald avant sa reconstruction en 1954
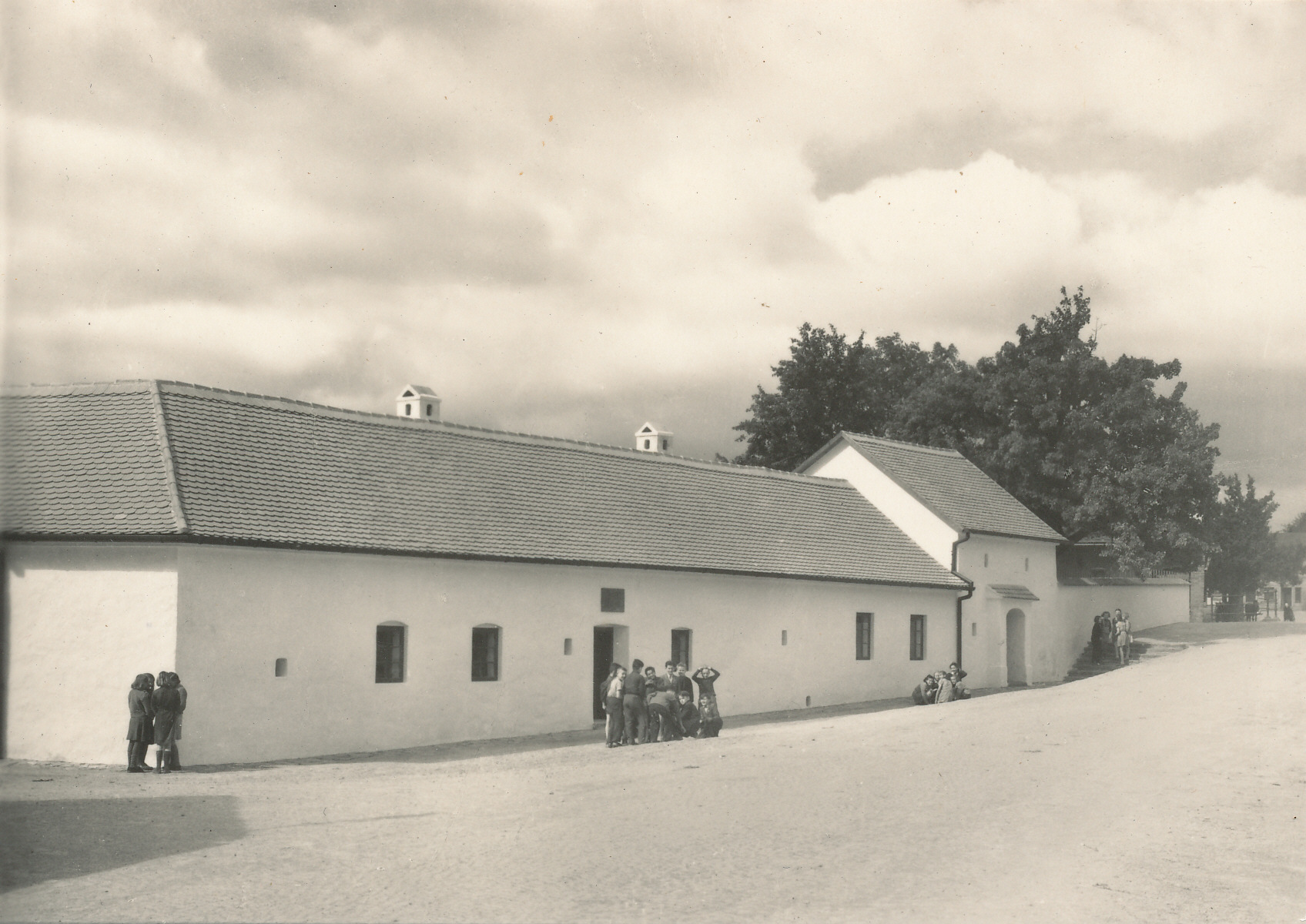
La maison natale de Klement Gottwald après sa reconstruction, deuxième moitié des années 1950
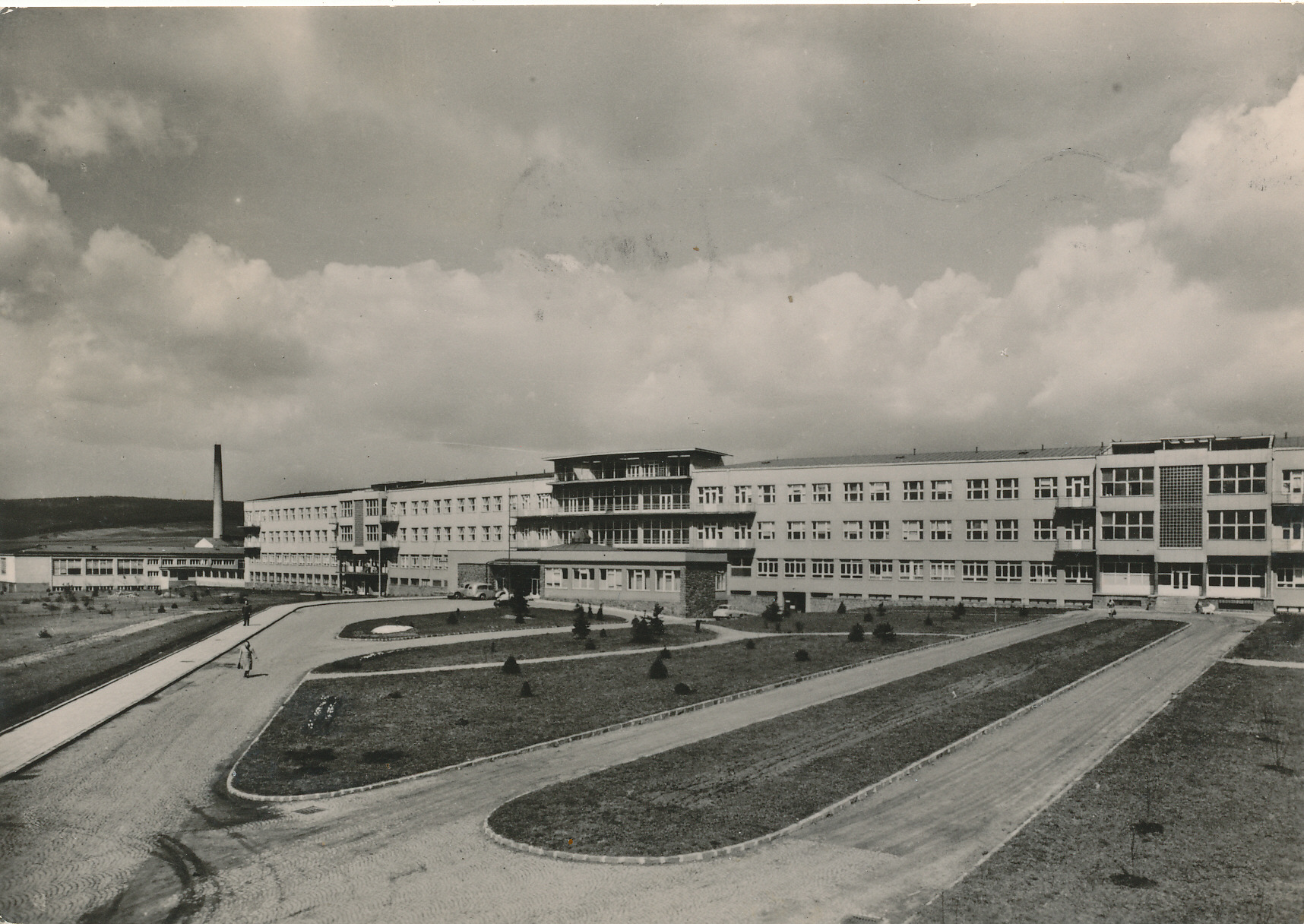
Hôpital Vyškov à Dědice, début des années 1960
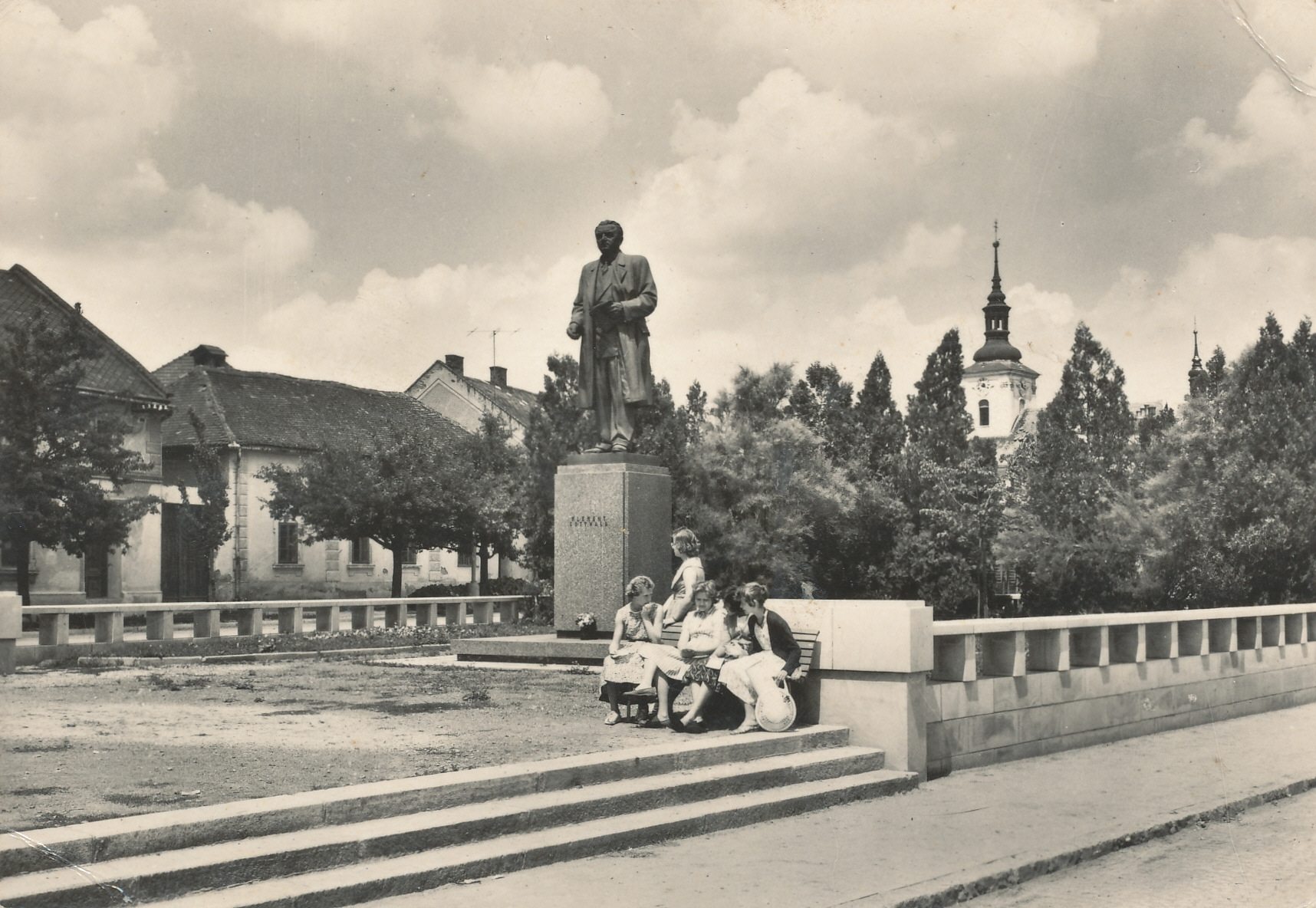
Monument à Klement Gottwald sur la place Svobody, début des années 1960
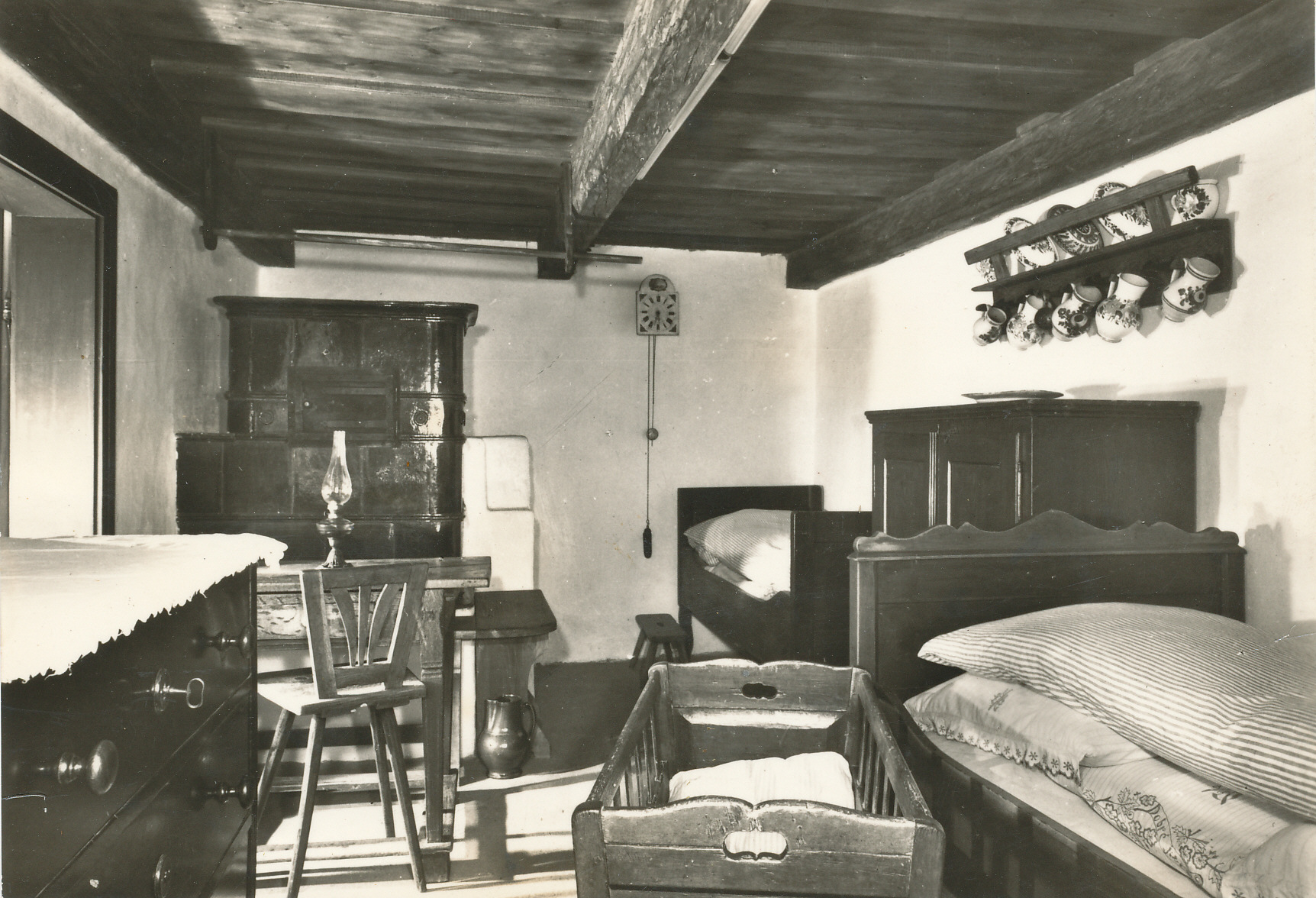
Mémorial Klement Gottwald - pièce indigène, années 1950 ou 1960
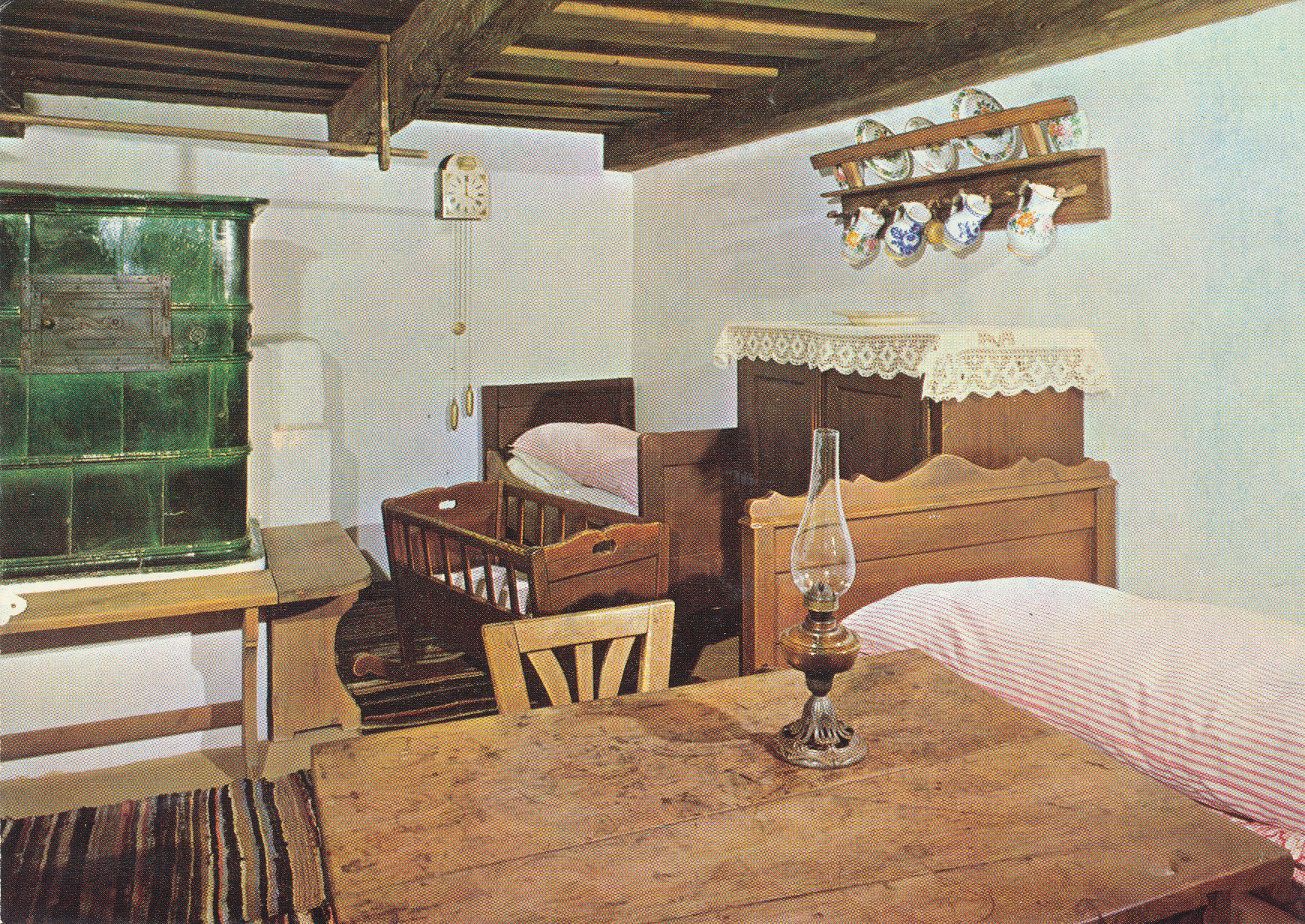
Mémorial Klement Gottwald - pièce indigène, années 1960 à 1970

Jusqu'au tournant des XXe et XXIe siècles, la partie historique de Dědice a été préservée dans la disposition originale du plan et avec la structure matérielle d'origine, à quelques exceptions près. Ainsi, un certain nombre de maisons de la rue Dědická ne se trouvent plus sur la place Svobody, là où, par exemple, se trouve aujourd'hui un arrêt de transport public. L'aspect de la place a été modifié, par exemple, dans les années 1980, lorsque le monument à Klement Gottwald a été déplacé de son emplacement initial, et même plus tard. Après la Révolution de velours, la statue de Klement Gottwald de 1956 (réalisée par Vincenc Havel d'Opava) a été retirée,.

#### Monuments

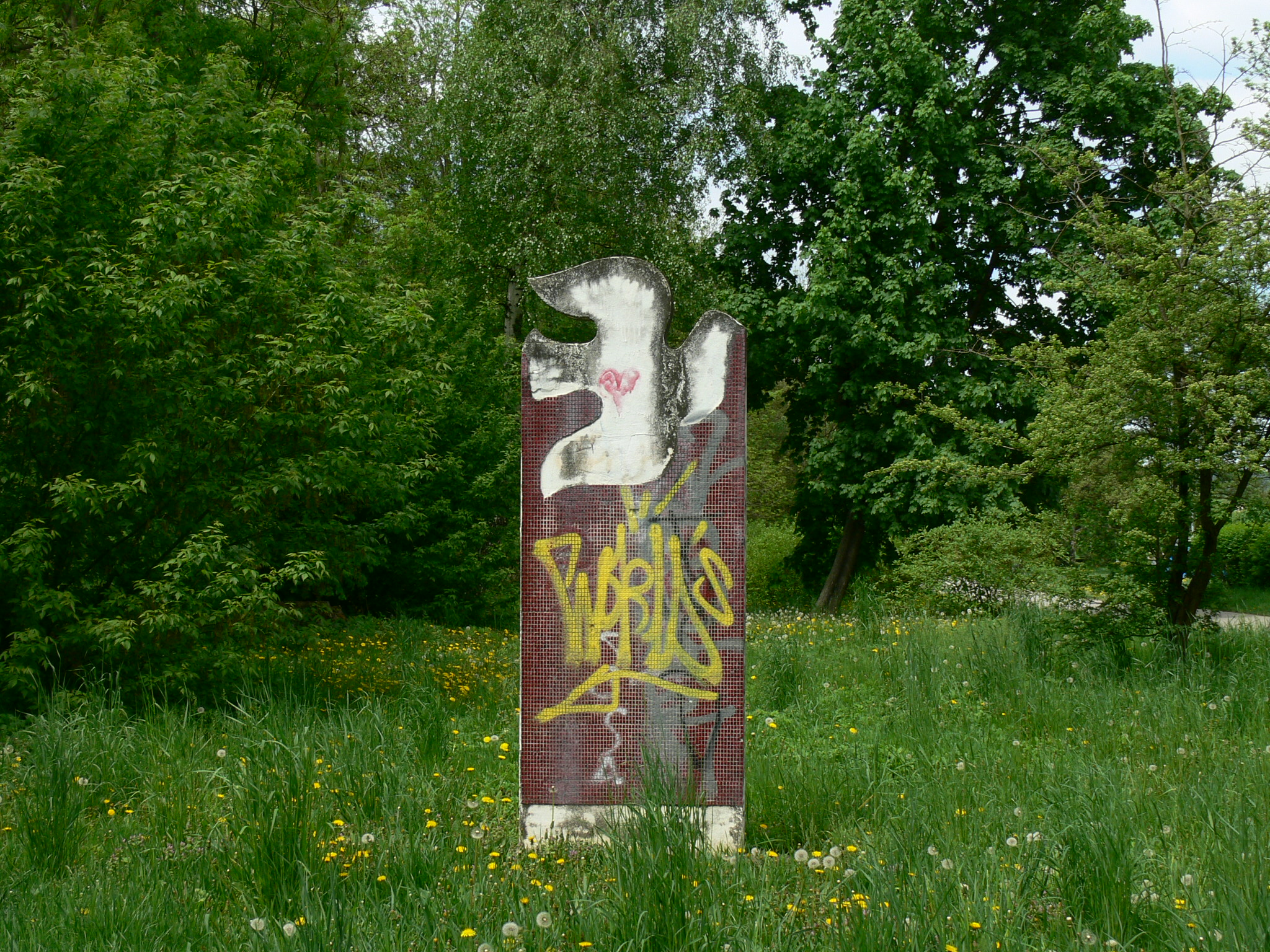
Colombe de la paix dans le parc Dědice près de la rivière Haná

Aujourd'hui, il y a un monument aux victimes de la Première Guerre mondiale portant l'inscription : À la mémoire des citoyens de Dědice, Hamiltony et Pazderna tombés pendant la Première Guerre mondiale en 1914-1918, qui a été construit ici en 1921. Plus tard, le monument a été déplacé et se trouvait au sommet du cimetière de Dědice, et un monument à la mémoire de Klement Gottwald a été érigé sur la place, qui est resté là jusqu'au début des années 1990, quand il a été enlevé et ensuite stocké dans le dépôt du Musée de la région de Vyškov à Dědice. Après le changement de circonstances en 1989, le monument aux victimes de la Première Guerre mondiale a été réparé et déplacé en 2009 sur la place Svobody.
Dans la zone des casernes, à côté du lotissement de Vít Nejedlý (Kozí Horka) il y a un monument à Ludvík Svoboda et au bord sud de la plate-forme il y a un monument aux opérations militaires de la 1ère et de la 2ème guerre mondiale de 1977. Il y a également un monument aux opérations de la Seconde Guerre mondiale.

## Développement urbain

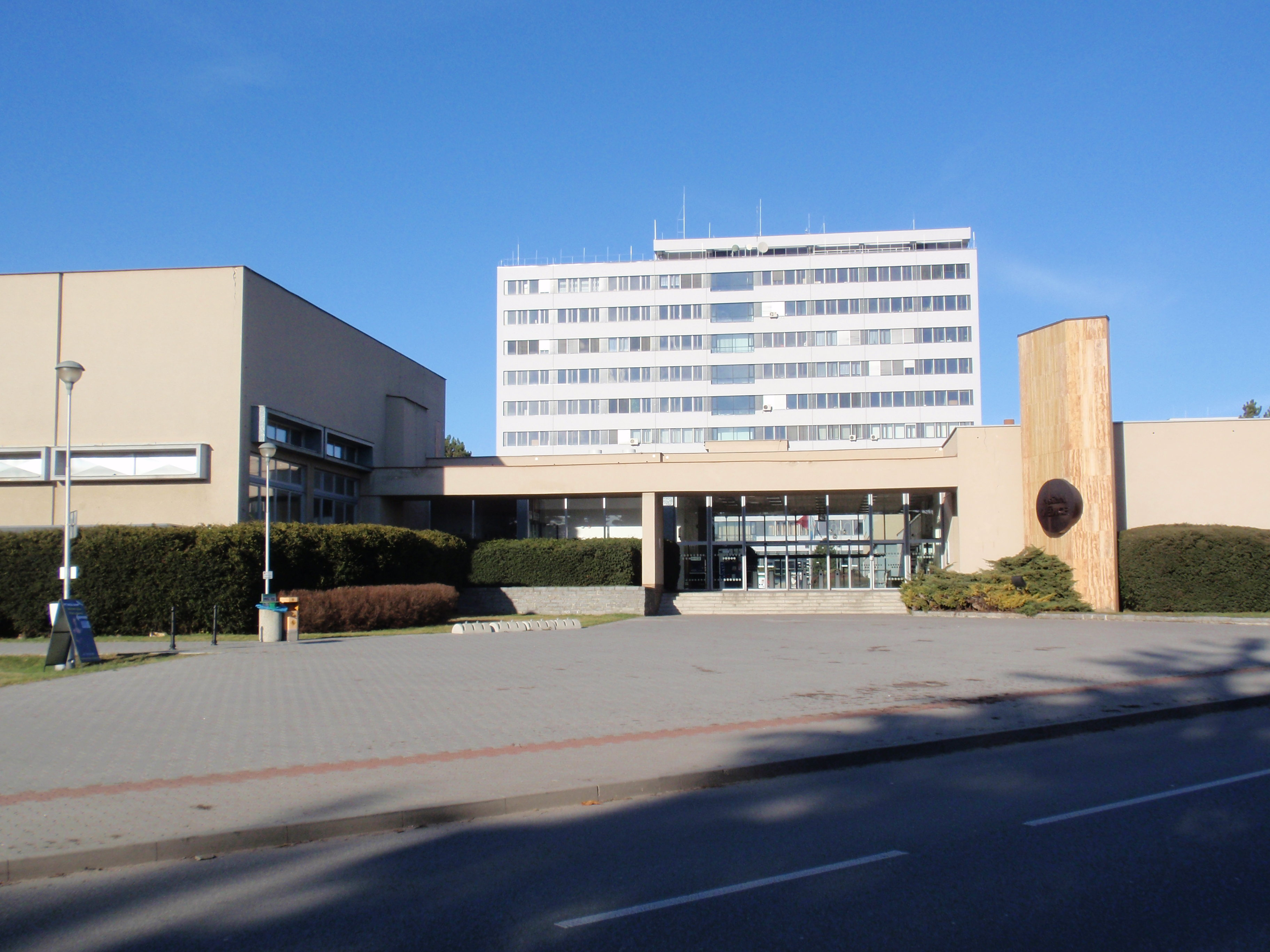
Campus des écoles militaires de Dědice, Caserne Dědice

On ne sait pas quand l'ancien établissement a été réorganisé en une unité avec un grand carré en fuseau avec une église au milieu. Le cœur de Dědice est une route semi-fermée, dont la forme est influencée par un ruisseau au nord-ouest. Les bâtiments résidentiels et agricoles sont disposés dans une rue. Derrière les cours fermées se trouvent des jardins et des champs. Les Hamiltony étaient à l'origine une allée de raabisation. Après leur création, ils ont été construits sur un côté de la route. Le noyau de Pazderna est une petite place de village rectangulaire, ouverte vers l'ouest.
Dans le troisième quart du XIIIe siècle, un château a été construit sur une tour de guet en amont dans la vallée de Velká Haná, selon laquelle Milota de Dědice avait le surnom. Le château était situé près d'une route longue distance menant à la Moravie du Sud (région d'Hodonín) en passant par les hauts plateaux de Drahany et la porte de Vyškov. Le château de Dědice a disparu au plus tard au début du XVe siècle, comme en témoignent les céramiques trouvées sur le site. Le château disparaît des sources historiques dans le deuxième quart du XVIe siècle. Jusqu'au début du 3e millénaire, des vestiges de terrain et des fondations sur une courte tour de guet de la rive droite au coude de Velká Haná ont été conservés.
Le château a été construit sur le dernier promontoire approprié des hautes terres de Drahany, avant que la vallée de la rivière Haná ne se fonde dans la plaine. Le plan du château se composait de deux parties. Deux douves séparaient le fort du prolongement ascendant et élargi du promontoire. L'espace a été violé après la Seconde Guerre mondiale par des transformations de l'auditorium et du théâtre d'été. Il semble que le château ait été dépourvu de tour. En 1372, le burgrave Šternberk se trouvait ici, ce qui signifie qu'après le milieu du XIVe siècle, le château de Dědice appartenait à la famille Šternberk et que son utilisation a continué.

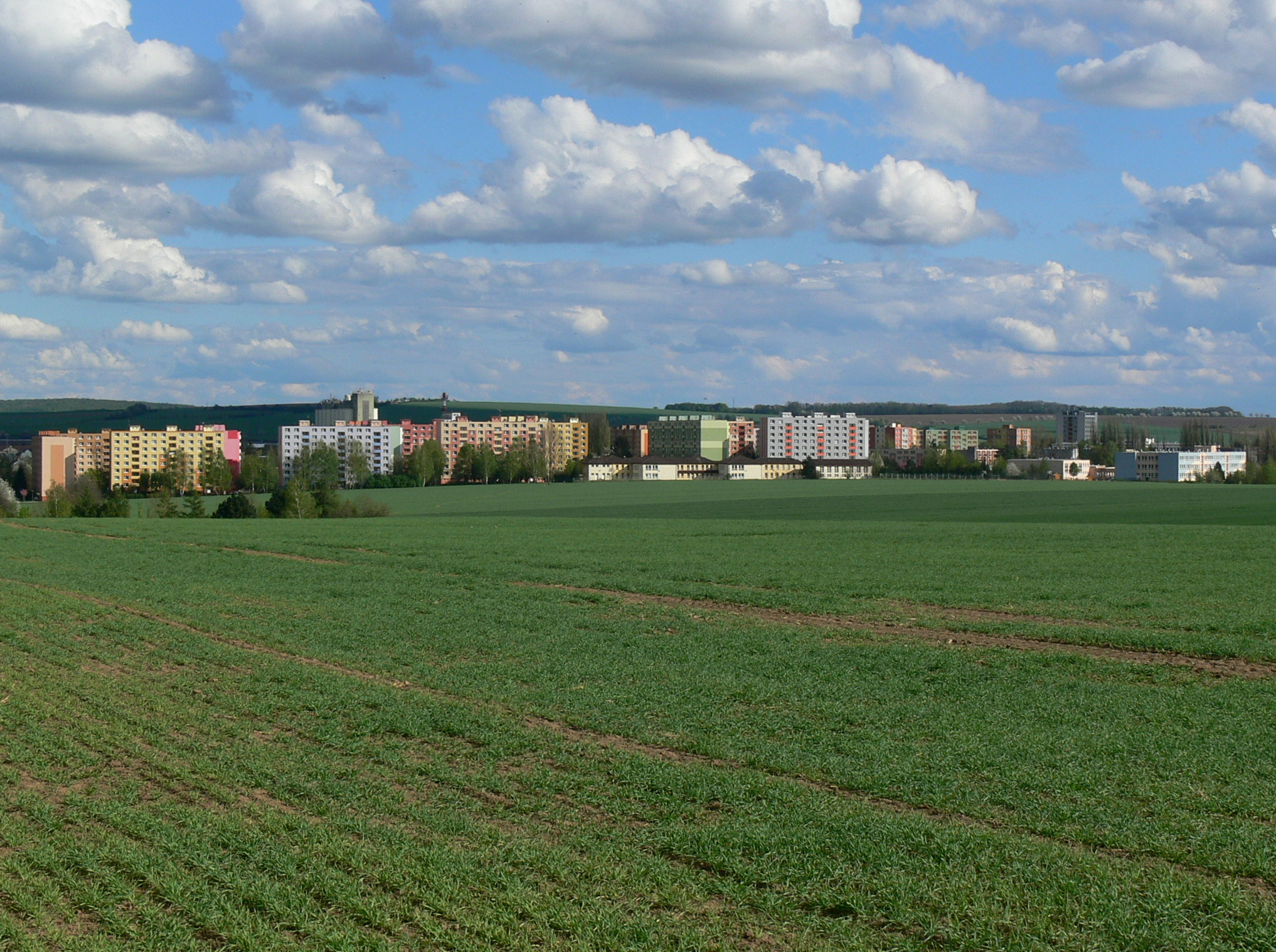
Lotissement Osvobození, lotissement Hraničky

Le rôle du château de Dědice a été repris avant 1381 par le château de Stagnov nouvellement construit, situé plus profondément dans les hauteurs de Drahany. La promotion de Dědice, qui a eu lieu quelque temps avant 1371, s'explique principalement par son rôle de petite ville. Dědice a clairement été construit au Moyen Âge comme concurrent de la ville voisine de Vyškov.
Le noyau originel de Dědice est situé à droite de la rivière Haná. Sur la rive gauche de la Haná, à Závodí, il n'y avait que la cour seigneuriale et en face du pont sur la Haná, il y avait plusieurs homesteads. La guerre de Trente Ans a gravement affecté Dědice. A la fin du XVIIe et dans la première moitié du XVIIIe siècle, le développement se stabilise et se développe légèrement. Après l'incendie, l'église médiévale a été remplacée par un nouveau bâtiment de style baroque tardif, beaucoup plus grand. La ville avait un caractère plus rural à cette époque. Vers 1760, un petit établissement Pazderna a été fondé entre Dědice et Vyškov sur le territoire de Dědice, et peu après, un établissement de type villageois Hamiltony a été fondé dans la vallée en dessous des vestiges du château de Dědice. Pazderna et Hamiltony devinrent des colonies de Dědice.
Dans la seconde moitié du XIXe siècle, le nombre de maisons augmente progressivement à mesure que les bâtiments existants se densifient. Un grand bâtiment scolaire est construit à côté de l'église.
Après l'arrivée des soldats au milieu des années 1930, un complexe de casernes a commencé à se développer au-dessus de Dědice et Hamiltony, qui a progressivement atteint une taille considérable. La construction du lotissement situé à côté des casernes a commencé dans les années 1950. Des immeubles de grande hauteur ont été construits au tournant des années 1970 et 1980, lorsque l'école militaire locale, qui ressemblait à l'origine à une autre, est devenue la plus grande école militaire de l'État. Au début, l'ensemble établi dans la partie orientale des hauteurs de Drahany, qui comprend des champs de tir et des terrains d'entraînement pour les unités de chars, l'infanterie et l'artillerie et d'autres types de troupes situées en Moravie centrale, était appelé camp d'entraînement militaire de Dědice, puis de Březina. Le district militaire a été formé sur le territoire appartenant initialement aux territoires cadastraux des municipalités des anciens districts politiques de Prostějov, Boskovice et Vyškov. Des parties des territoires cadastraux de ces municipalités ont été nouvellement fusionnées en six territoires cadastraux (Doubrava u Březiny, Kotáry, Osina, Pulkava, Stříbrná u Březiny, Žbánov) lors de la création du district. Au début du 3e millénaire, " Kozina " est le centre d'entraînement de l'armée de la République tchèque. Il existe également un centre de formation britannique (British Military Advisory and Training Team (BMATT ČR)).
En 1960, une colonie de Vyškov, nommée Vít Nejedlý's Housing Estate, a été nouvellement créée sur la zone cadastrale de Dědice. Cette localité a été fusionnée avec la localité de Dědice le 1er janvier 1980. Outre la création d'un lotissement " militaire " à Kozina, de nouvelles constructions en direction de Vyškov, comme le lotissement Hraničky, la rue Juranova, la rue Pionýrská, la rue Antonína Zápotockého, ont contribué à l'augmentation de la population dans la seconde moitié du XXe siècle. Cette forte augmentation a été causée par la construction du nouveau lotissement Osvobození. Un autre nouveau développement a été créé dans la zone située sur le côté gauche de la rivière Haná, autour de la rue A. B. Svojsíka.

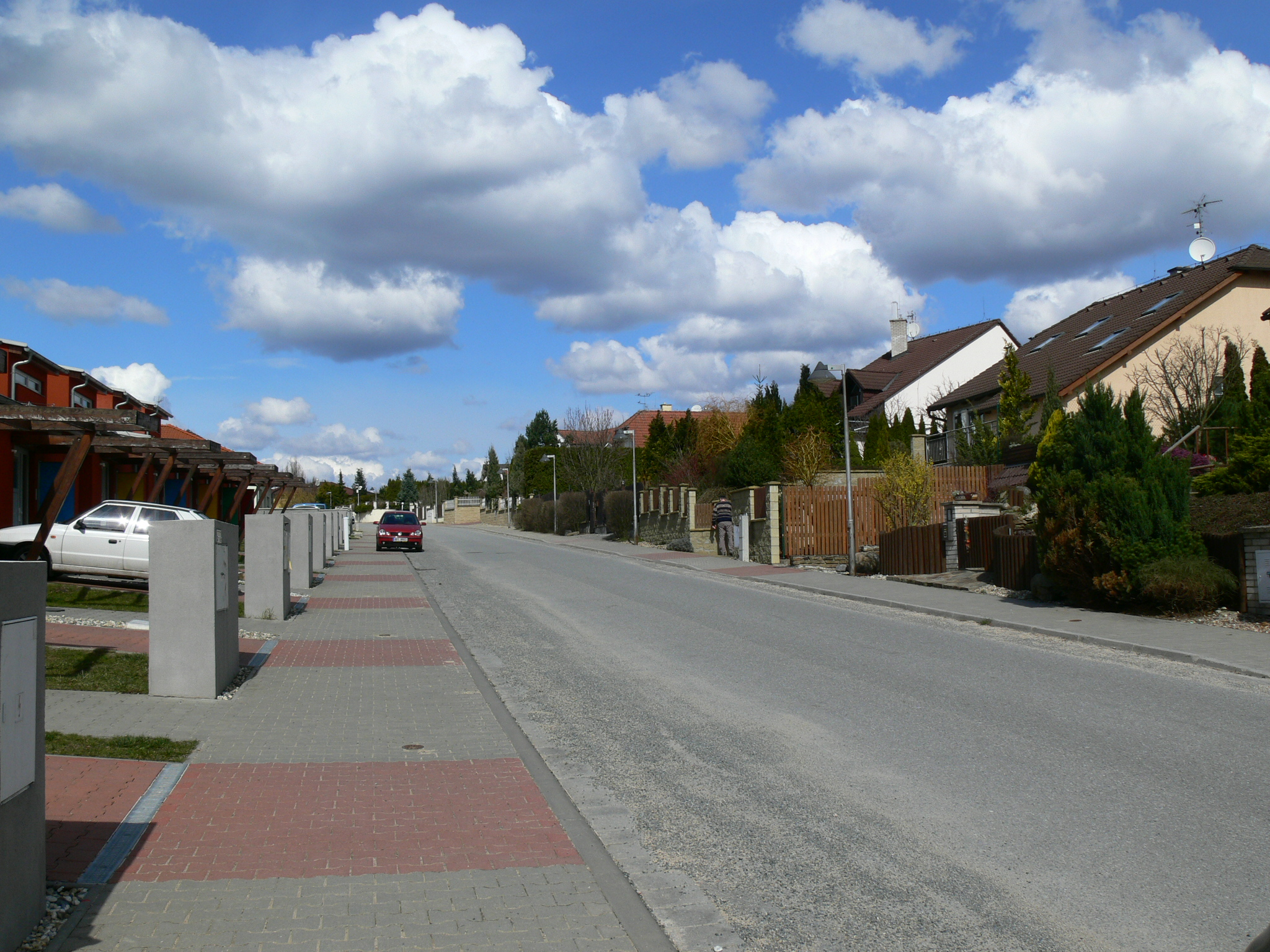
Rue A. B. Svojsíka
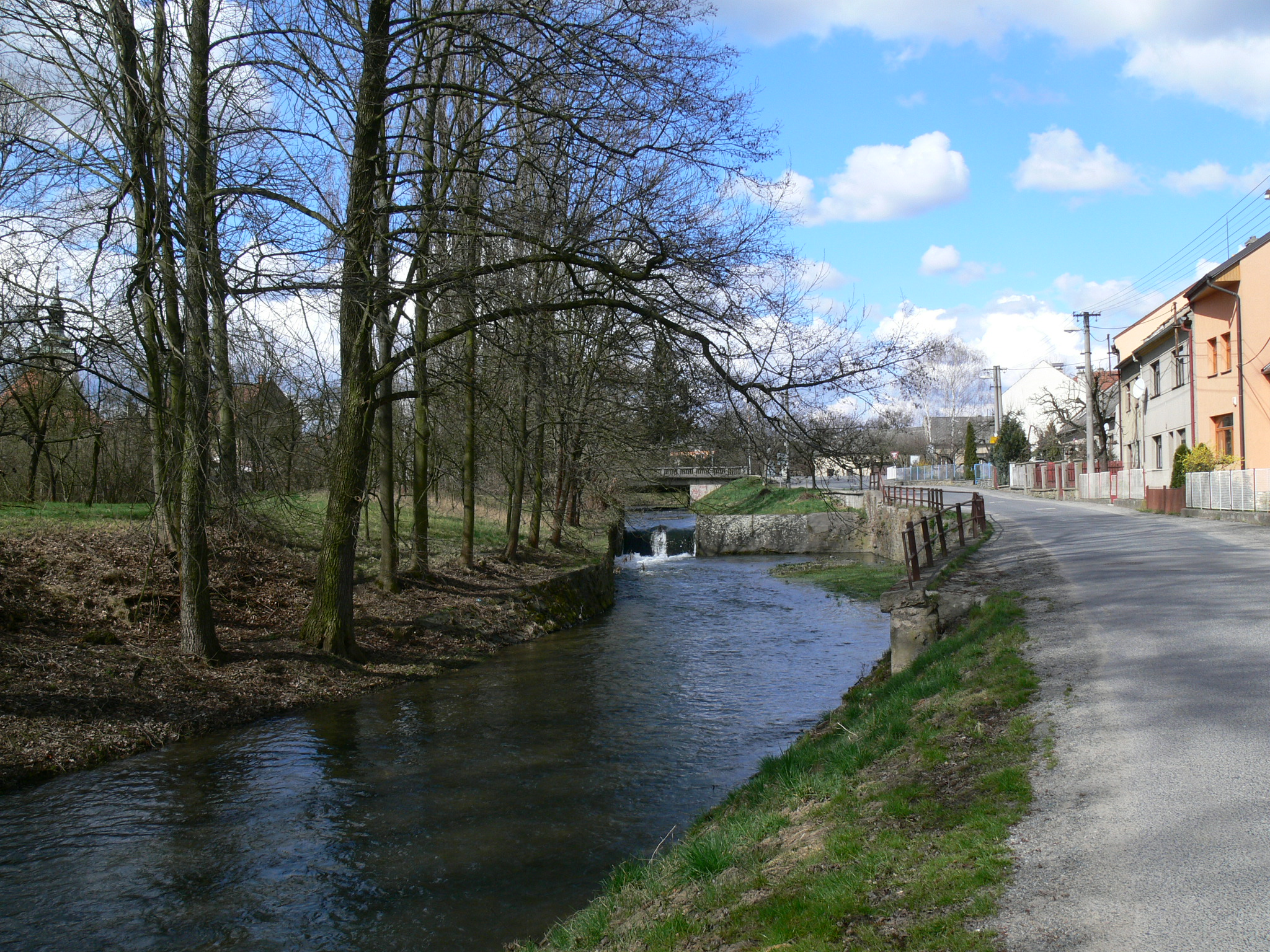
Rue Závodí
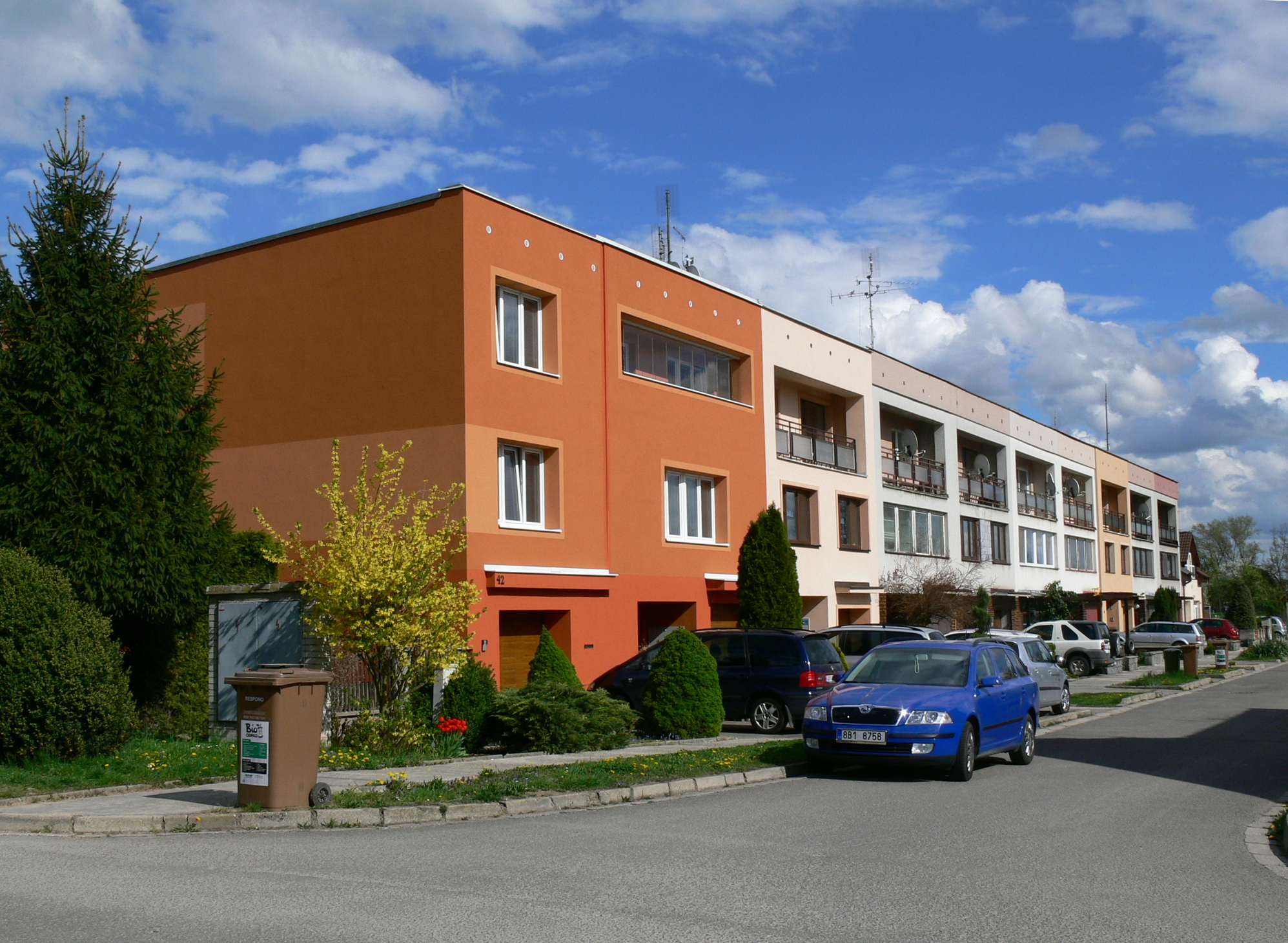
Rue Revoluční
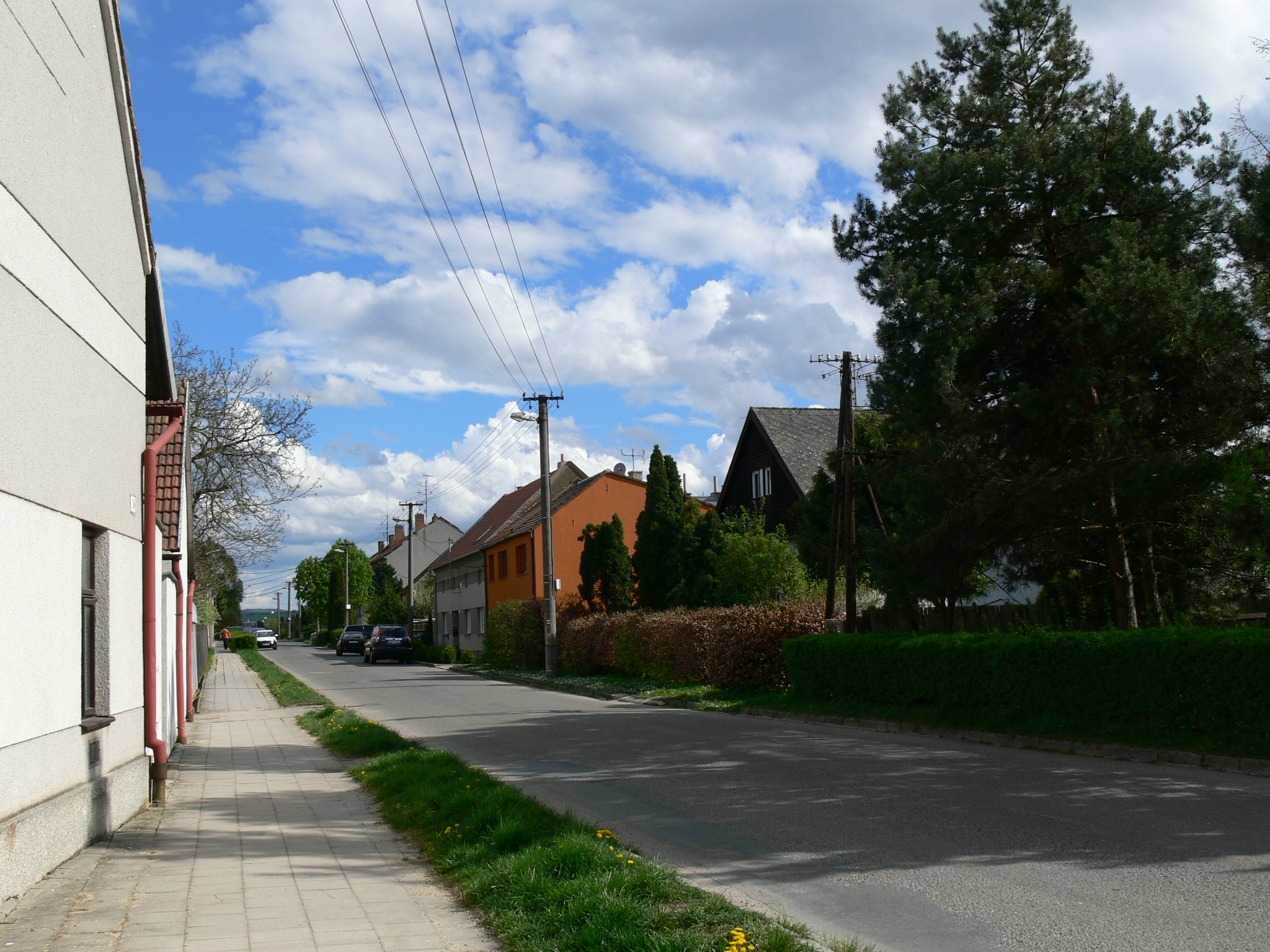
Rue Jízdárenská
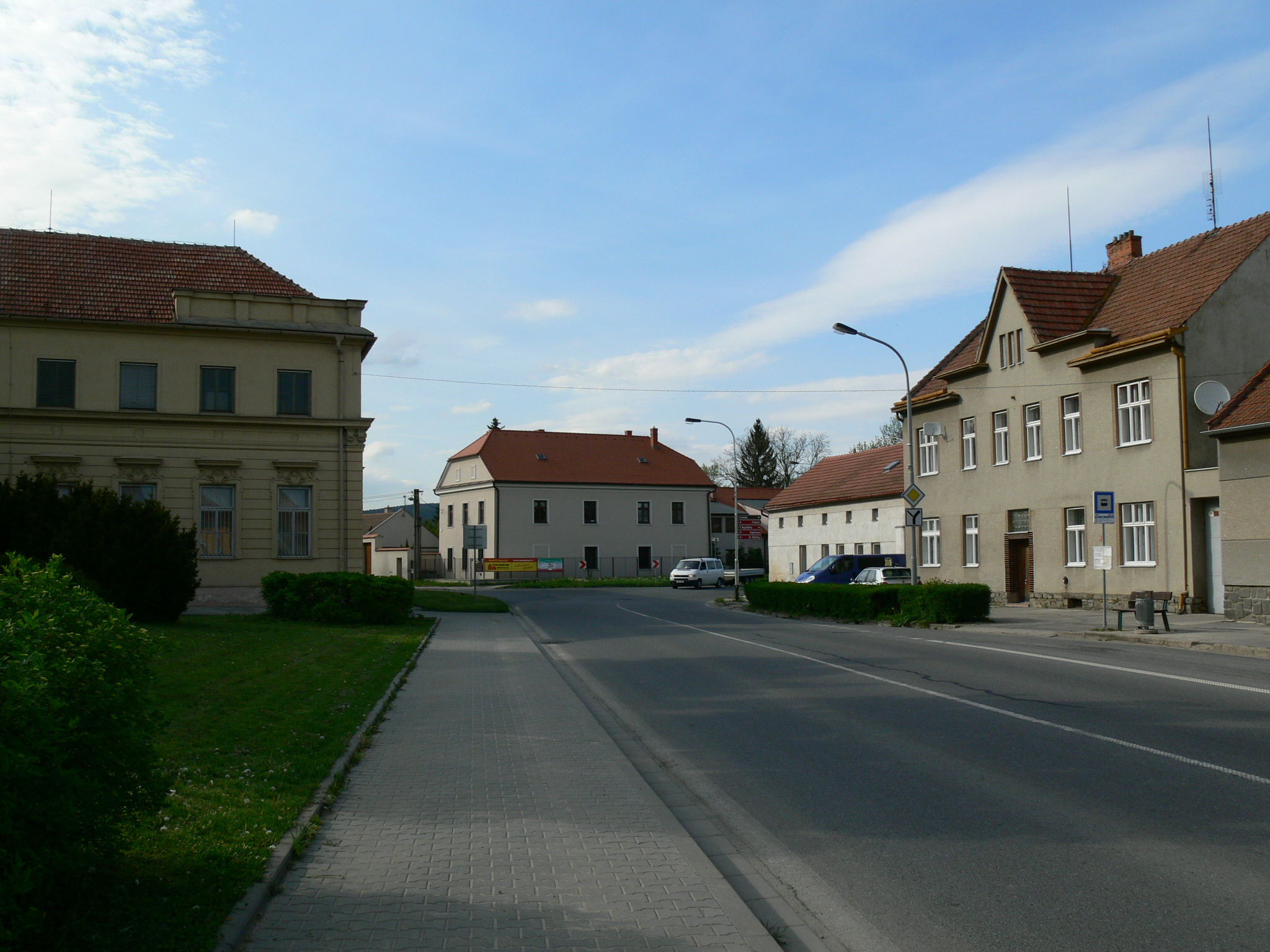
Place Svobody
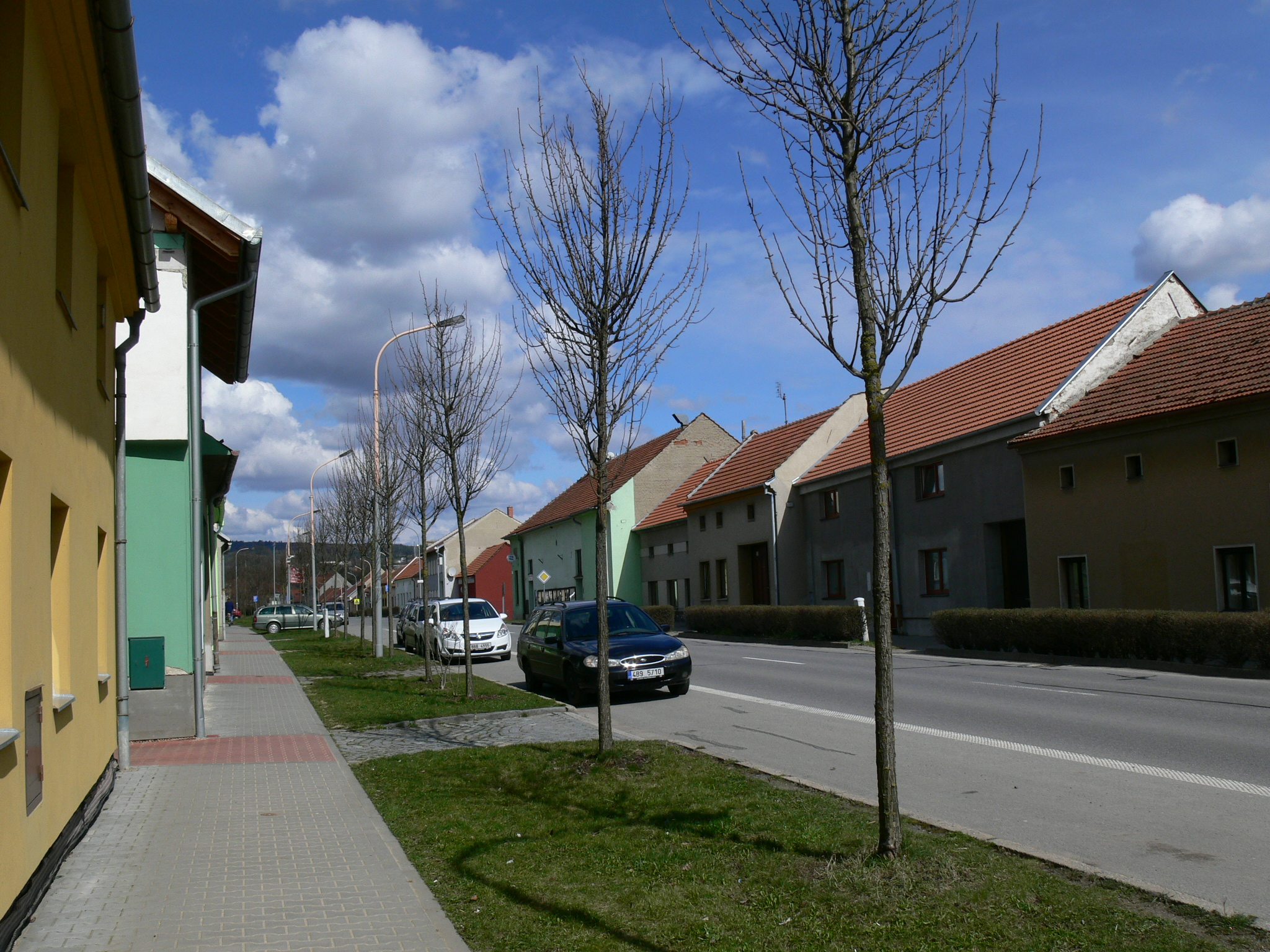
Rue Dědická
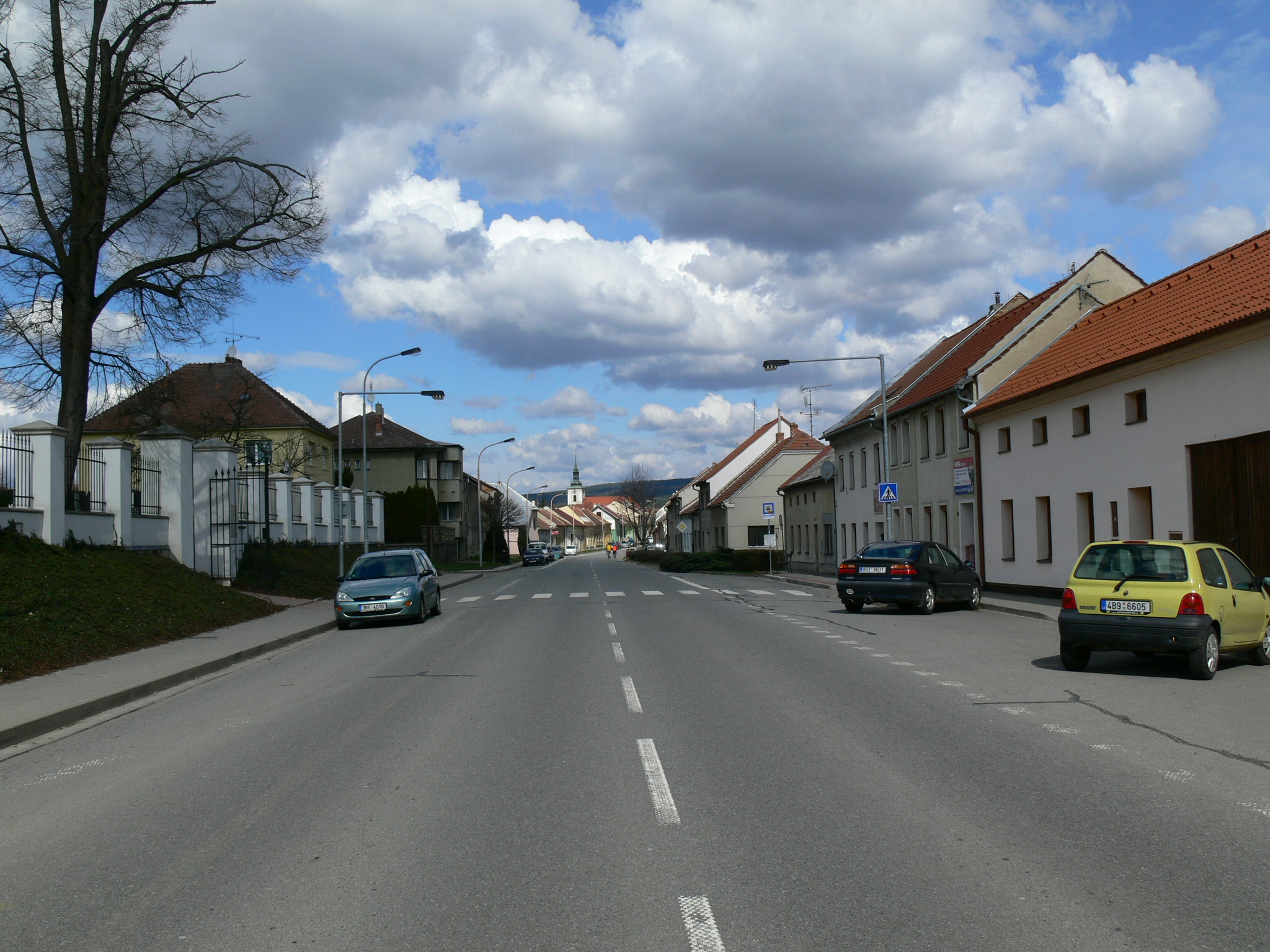
Rue Dědická
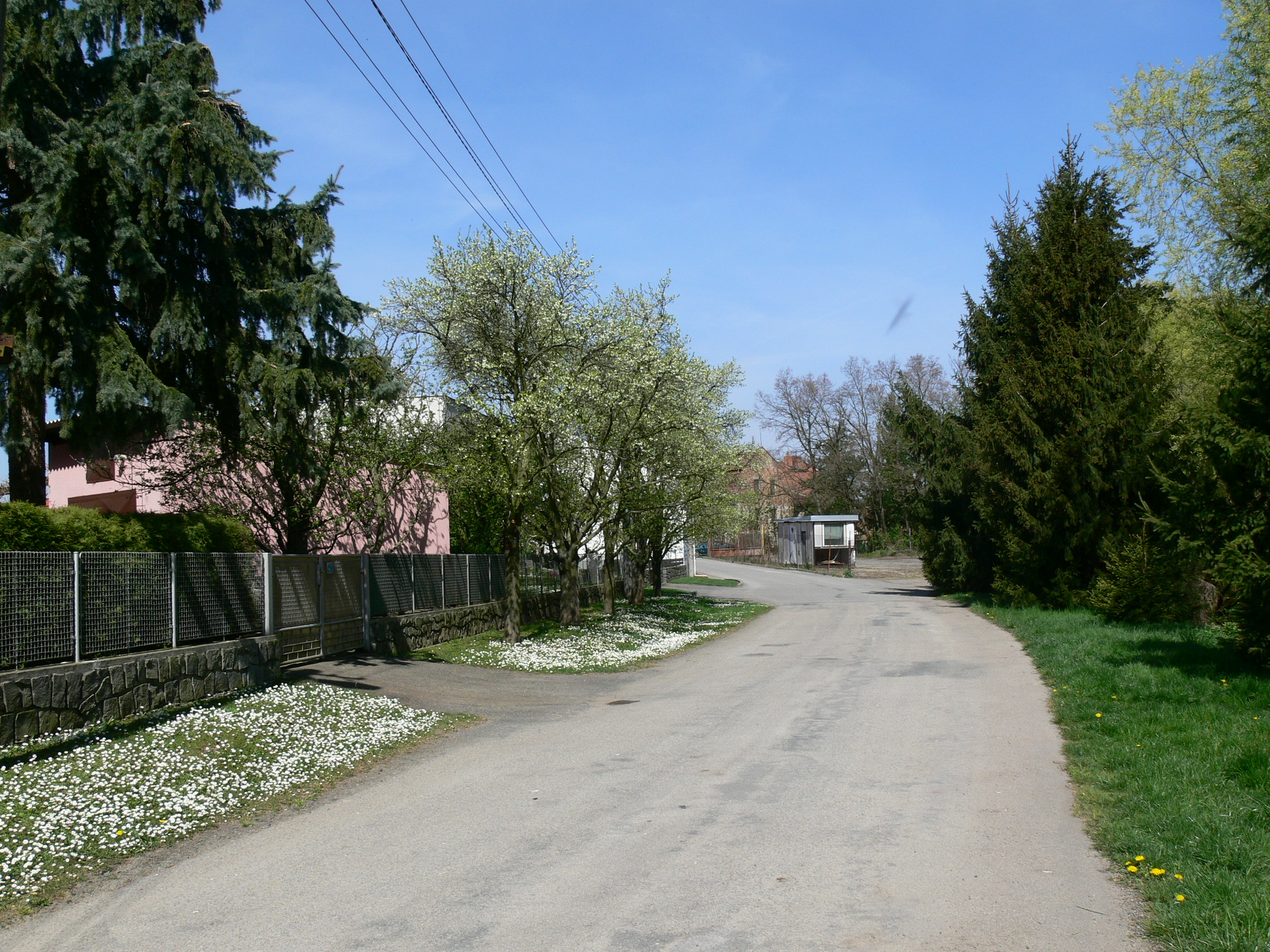
Rue U Mlýna
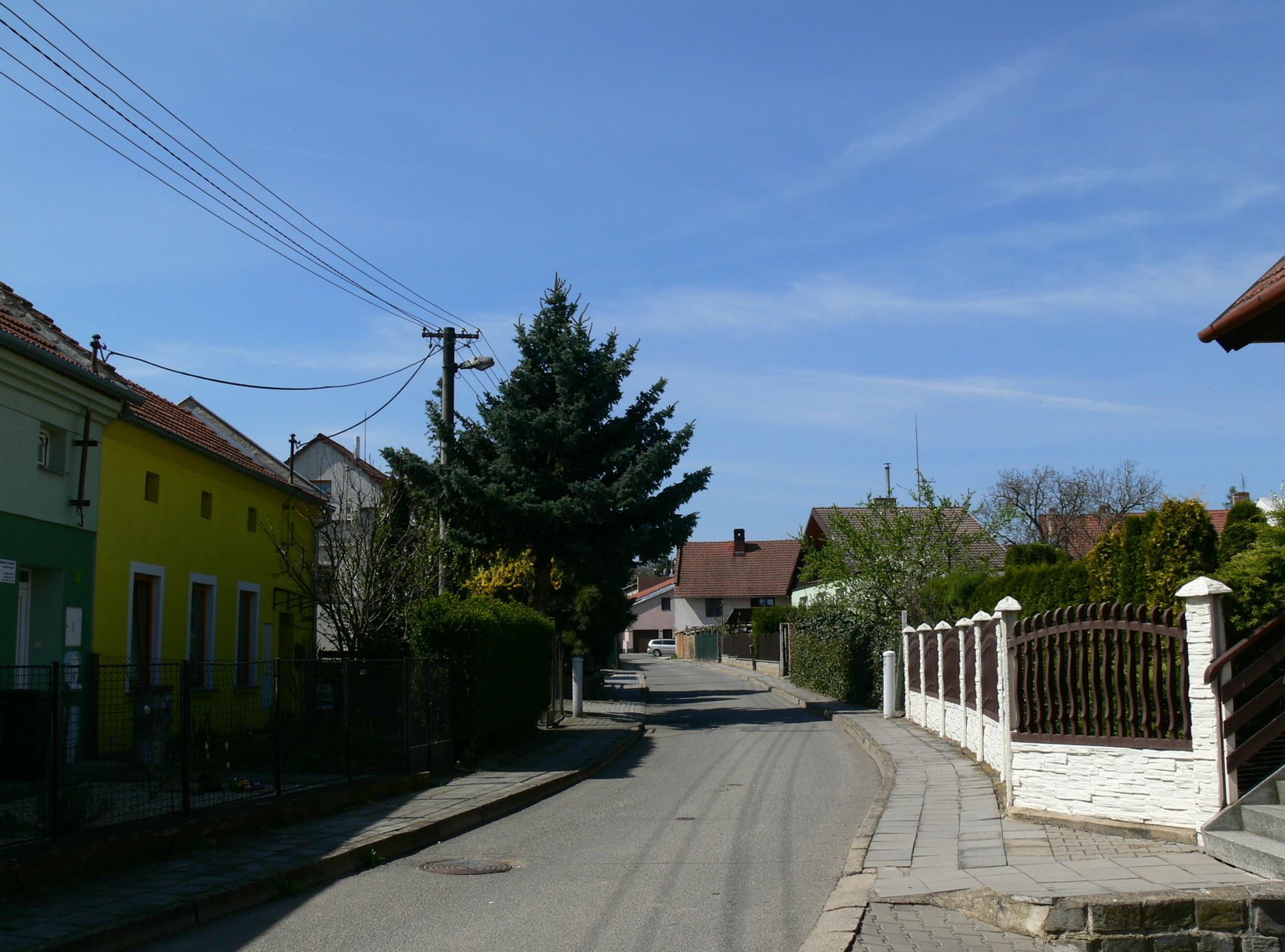
Rue U Mlýna
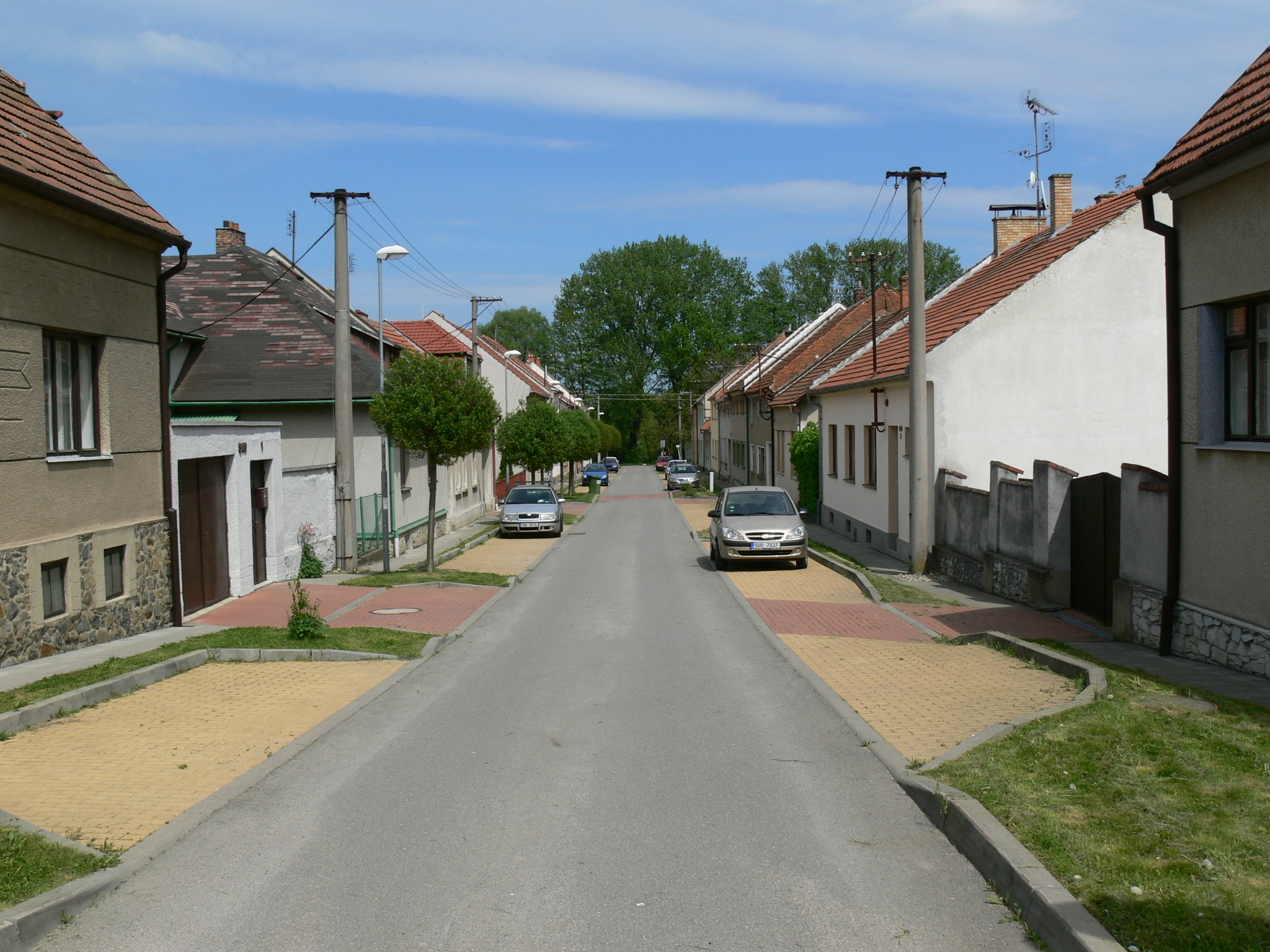
Rue Mánesova
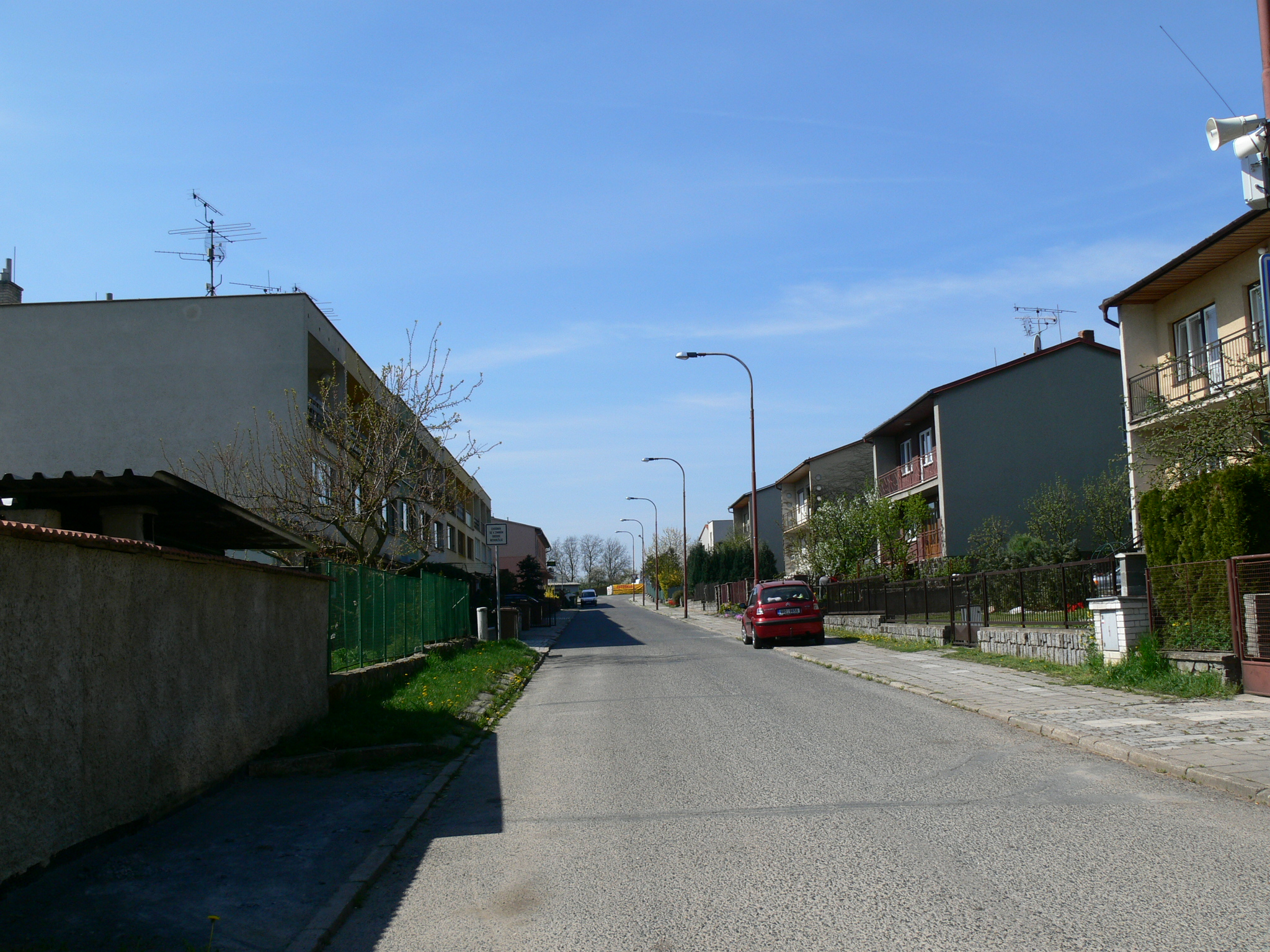
Rue Juranova
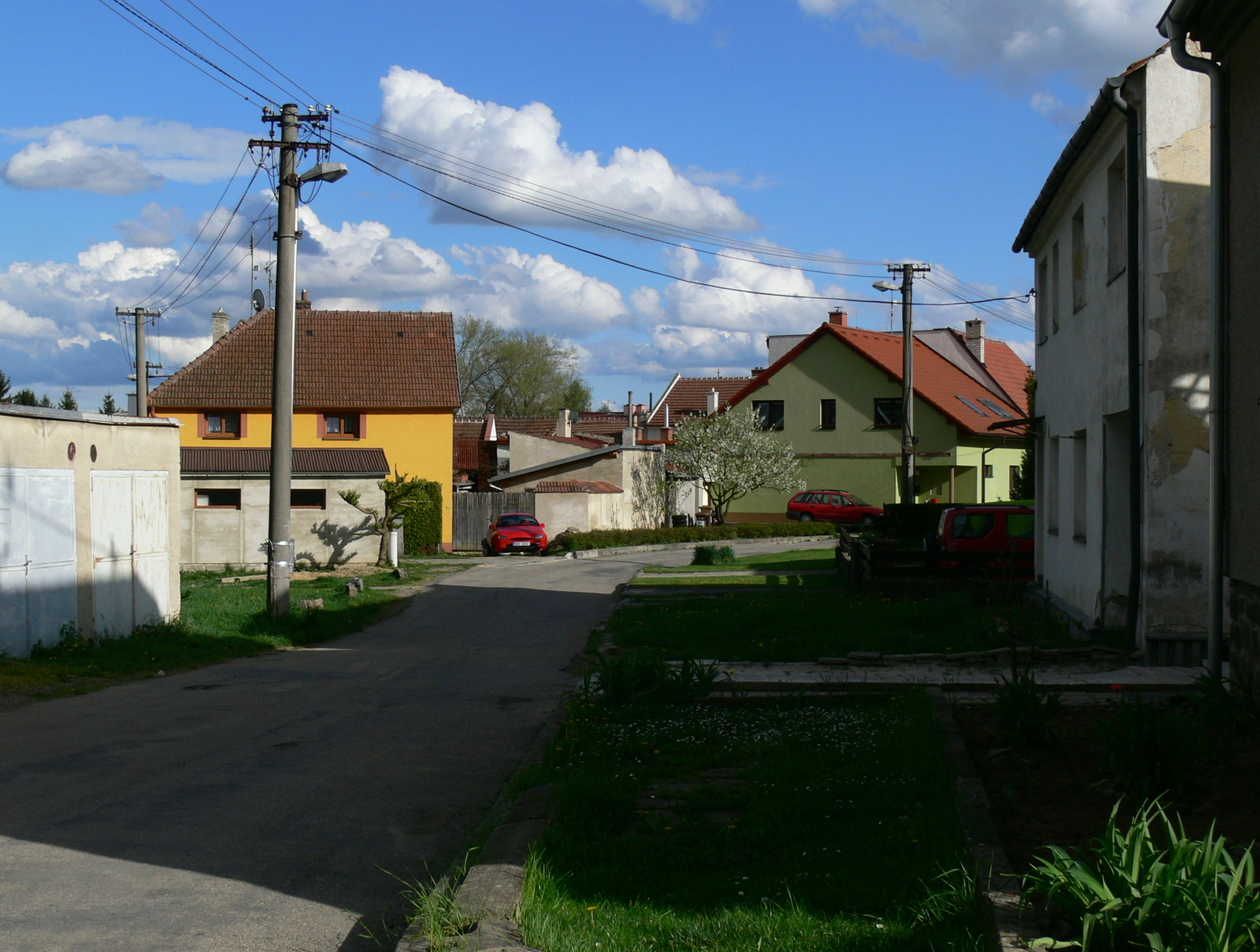
Rue U Splavu
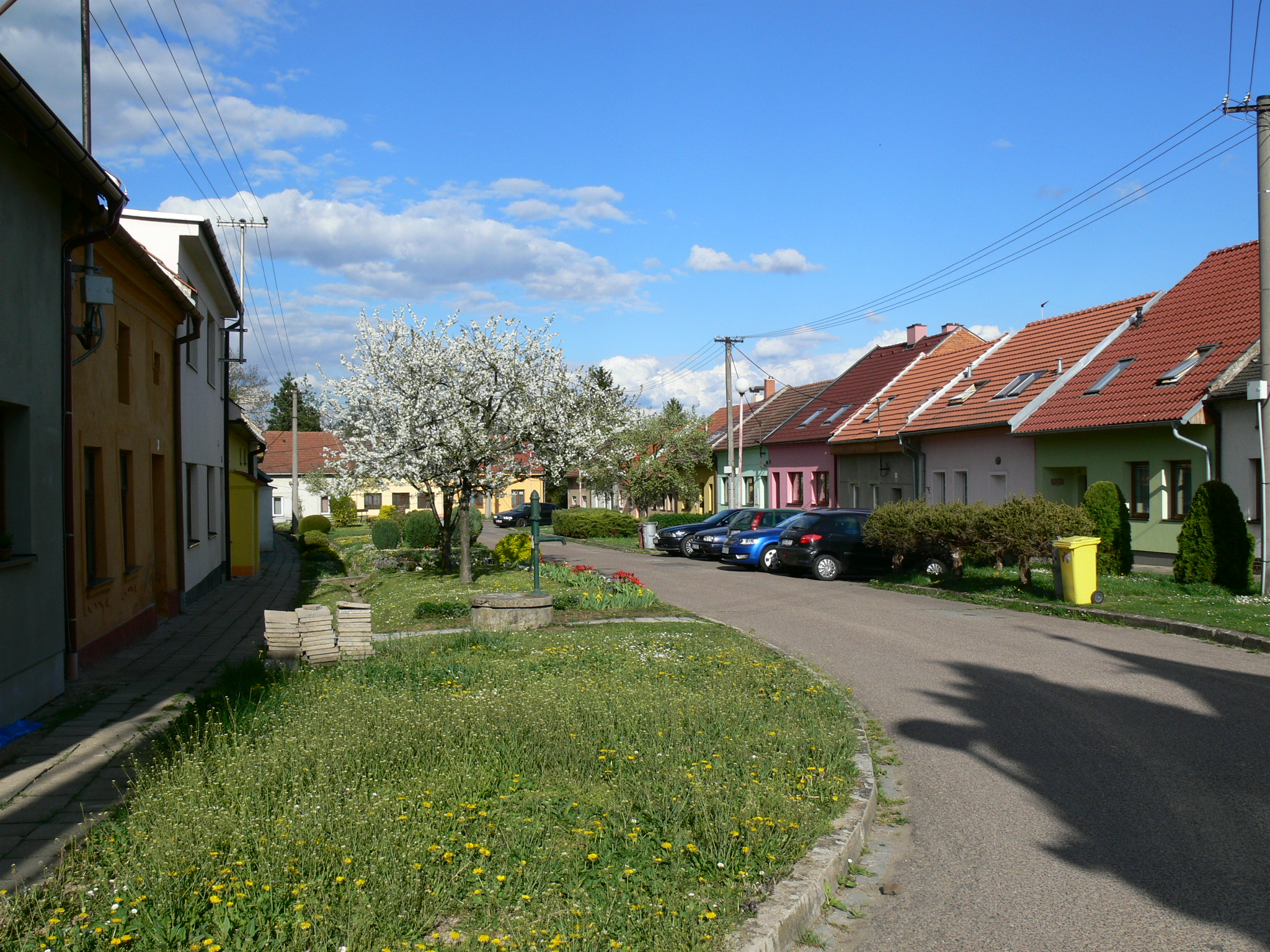
Pazderna
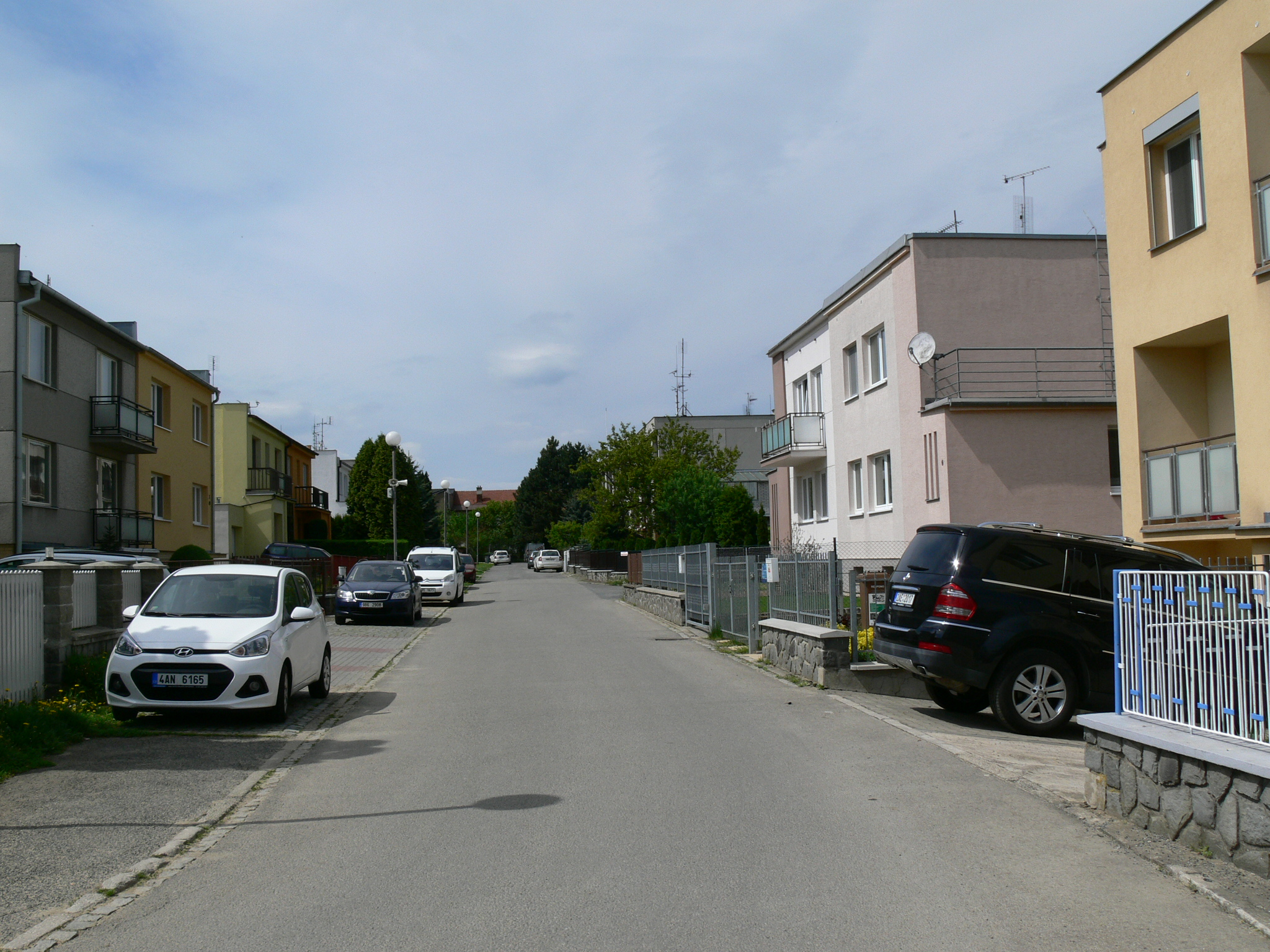
Rue Antonína Zápotockého
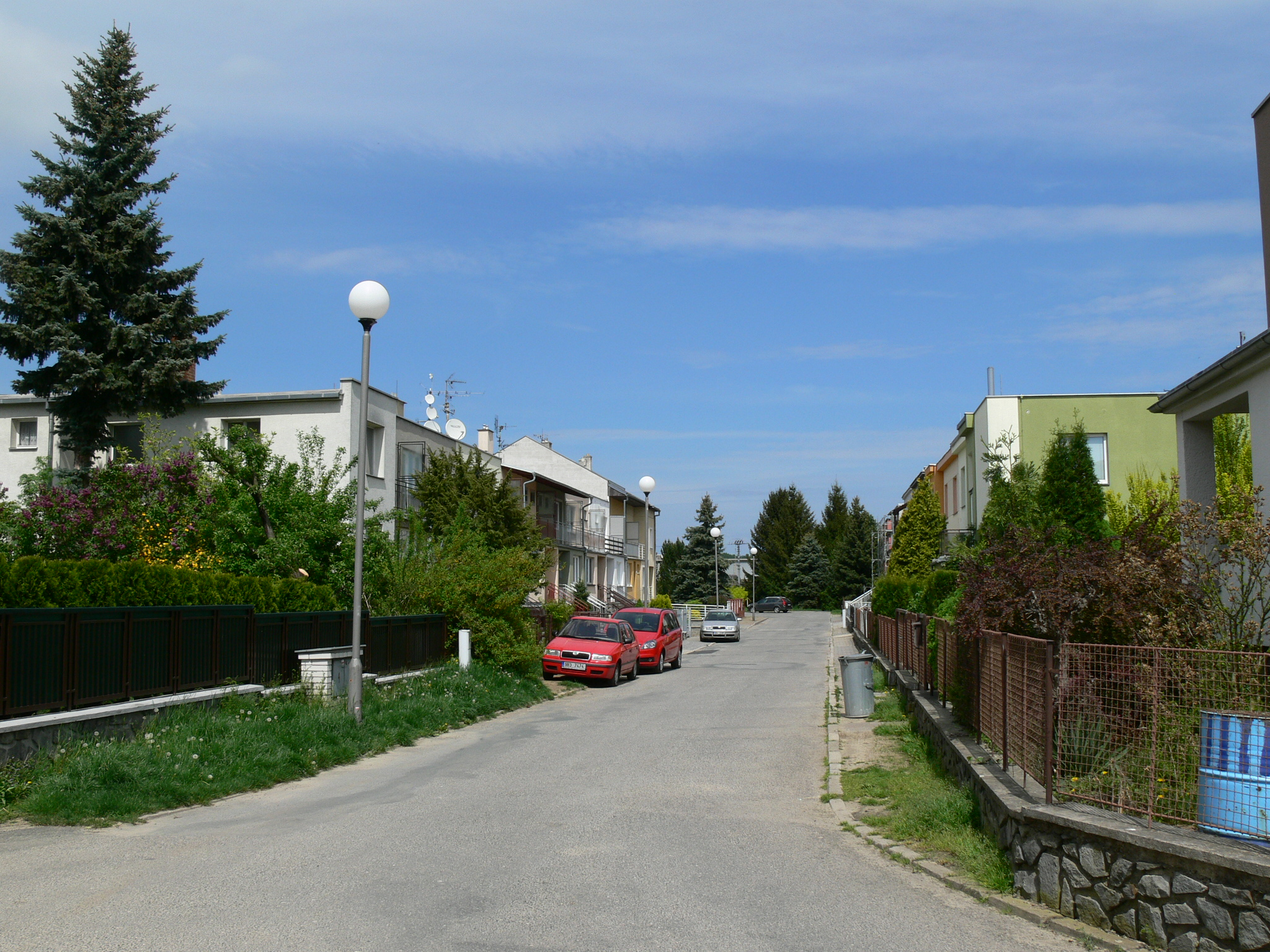
Rue Pionýrská
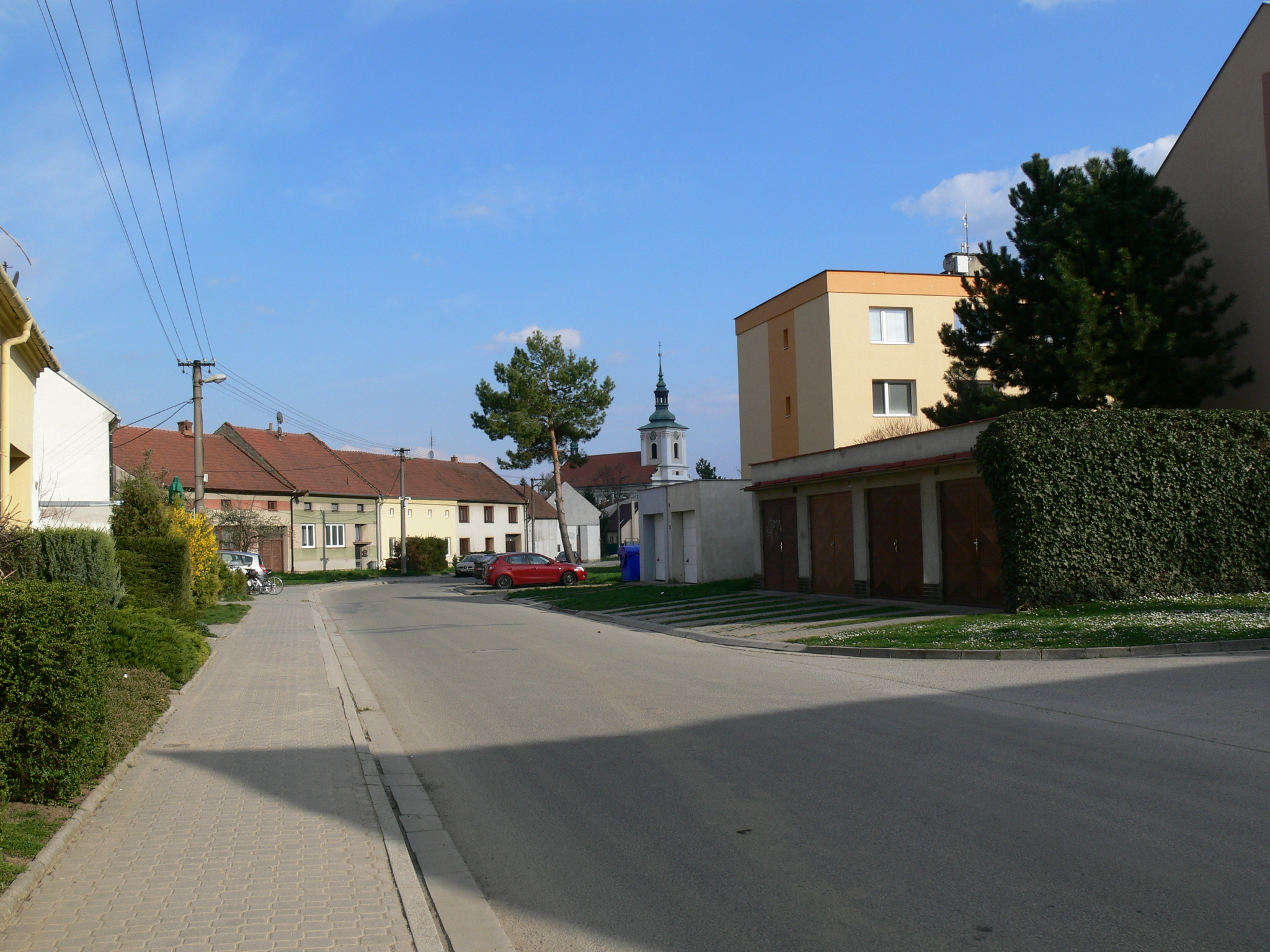
Rue Potoční
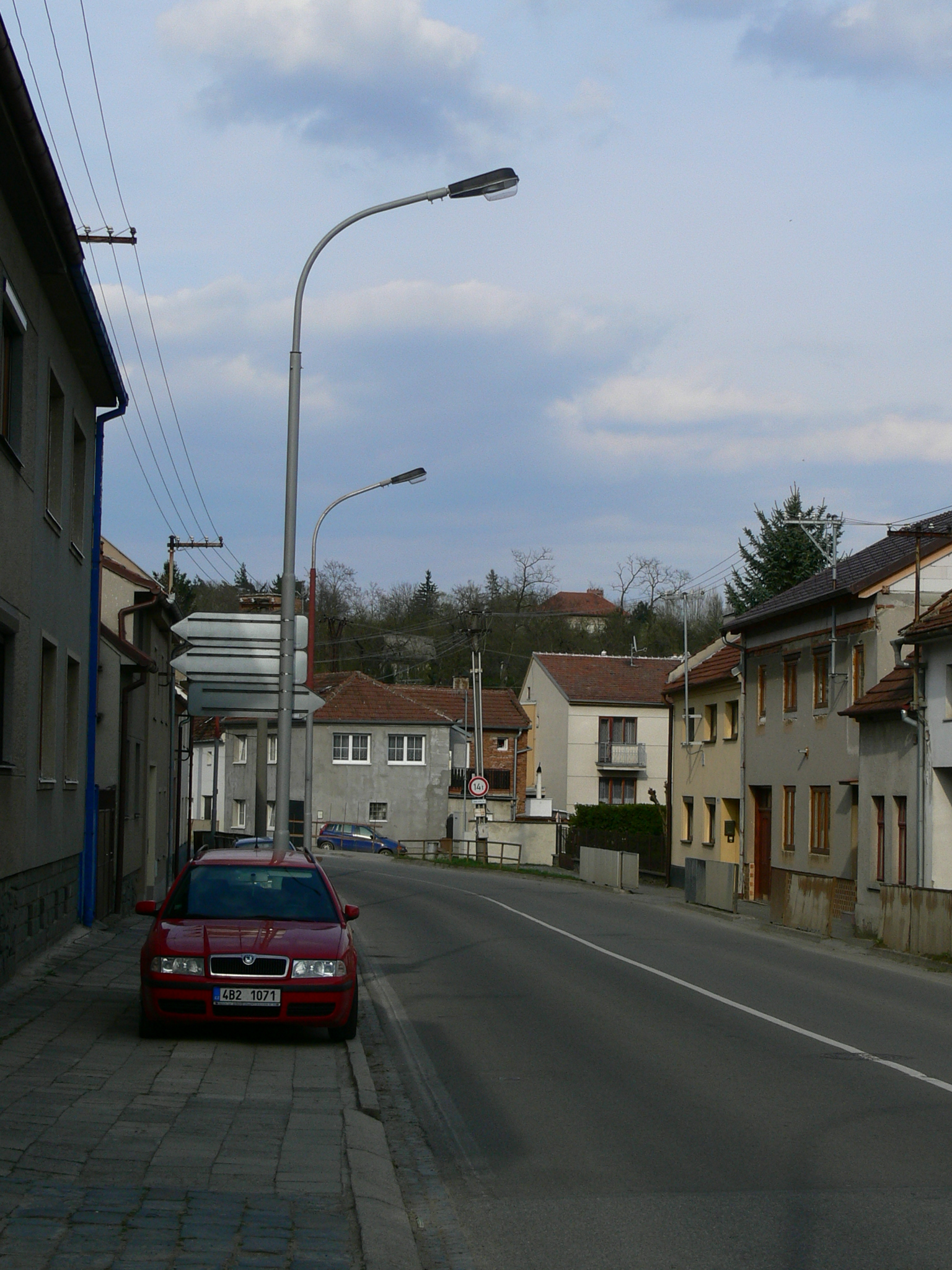
Rue Palackého
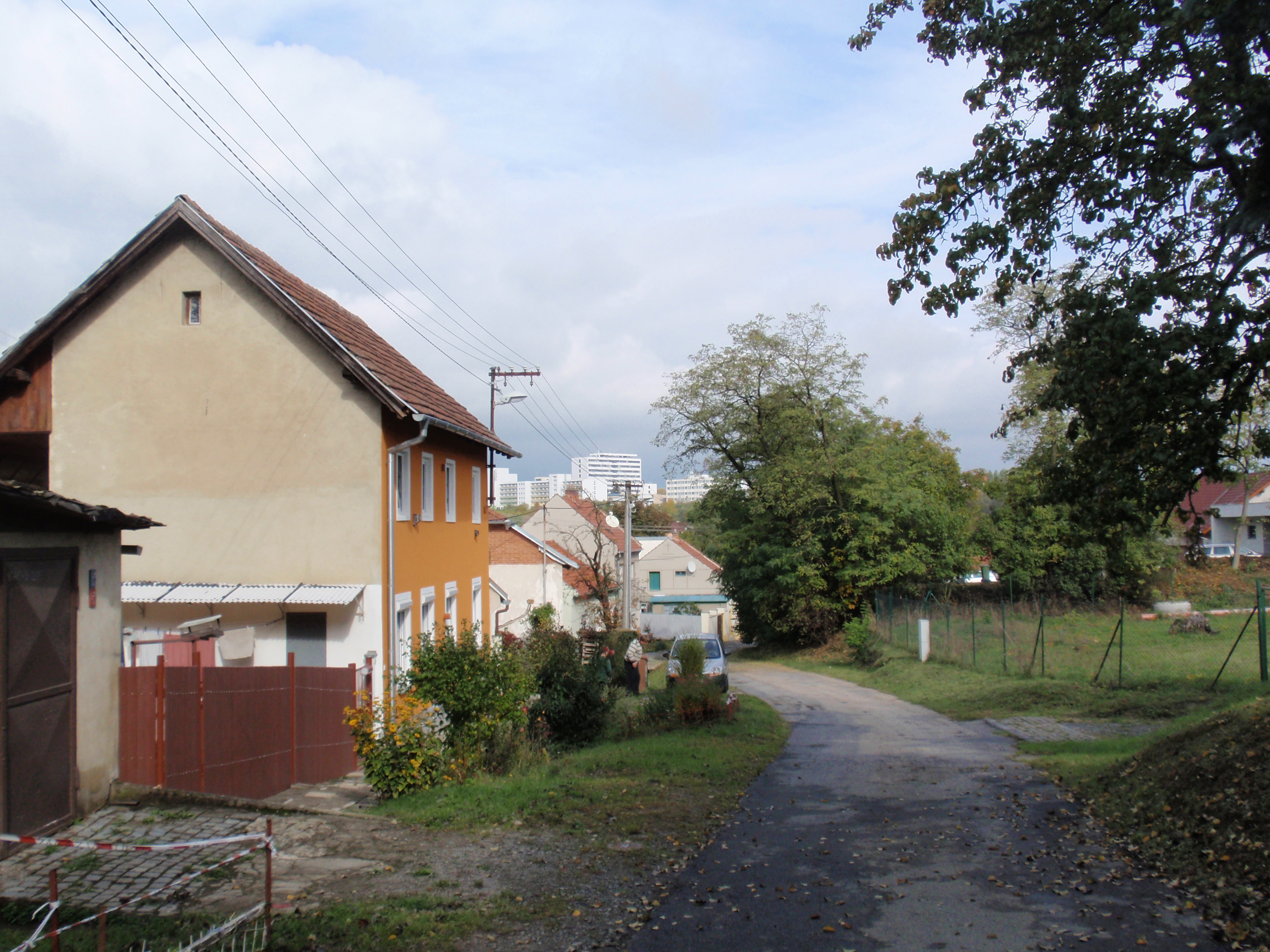
Padouchy, Rue  Doktora Růžičky
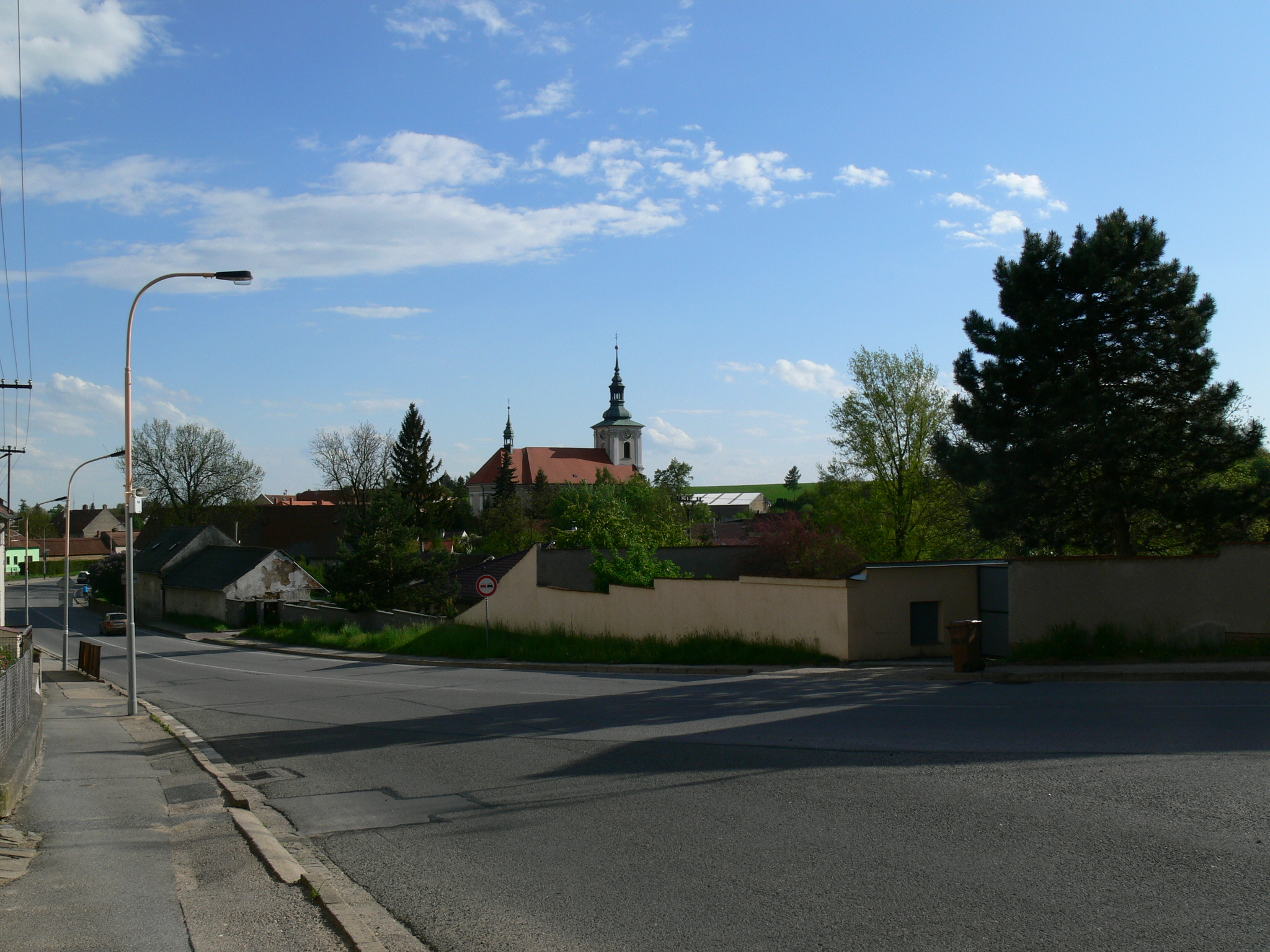
Rue Morávkova
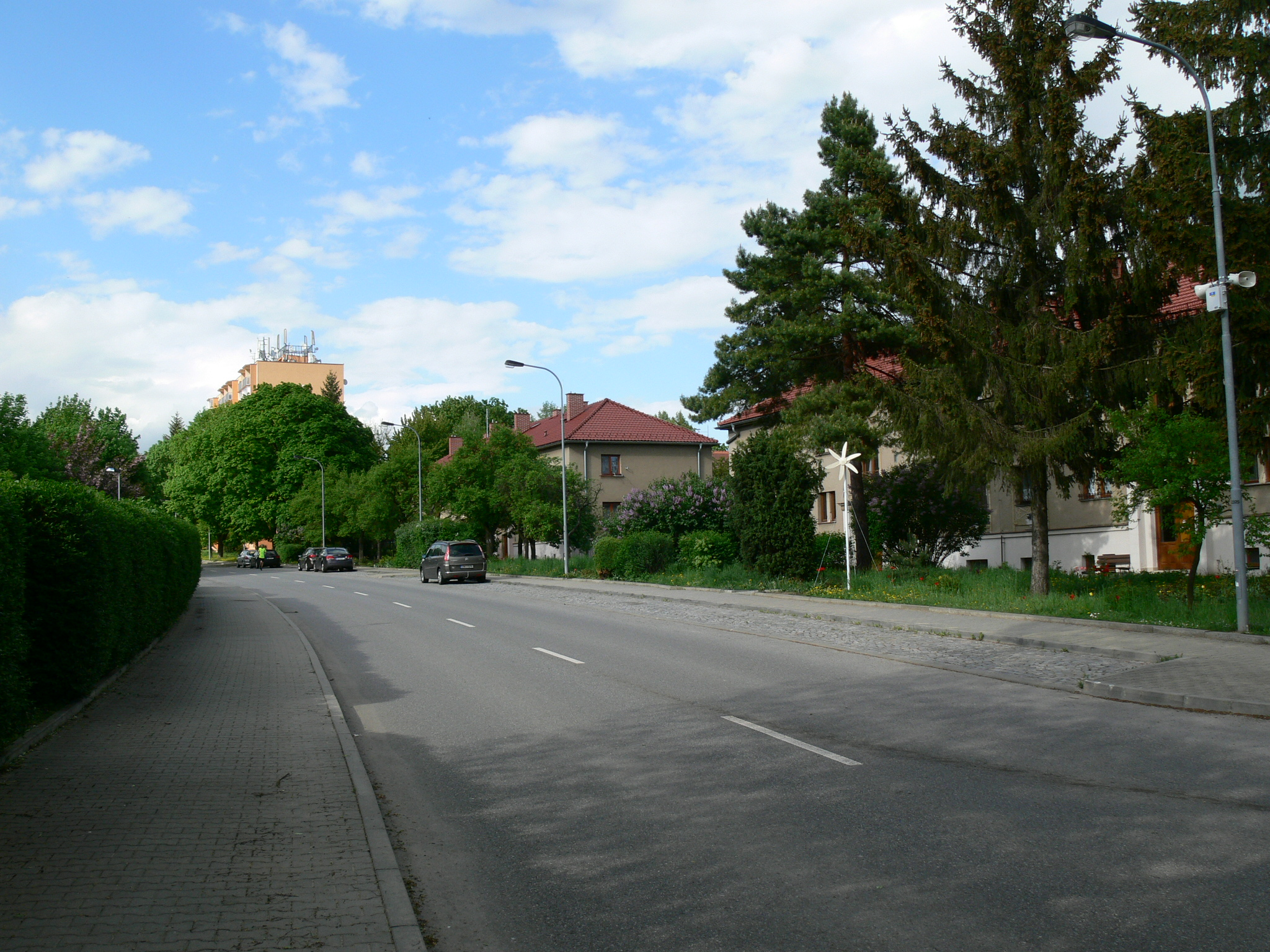
Rue Víta Nejedlého
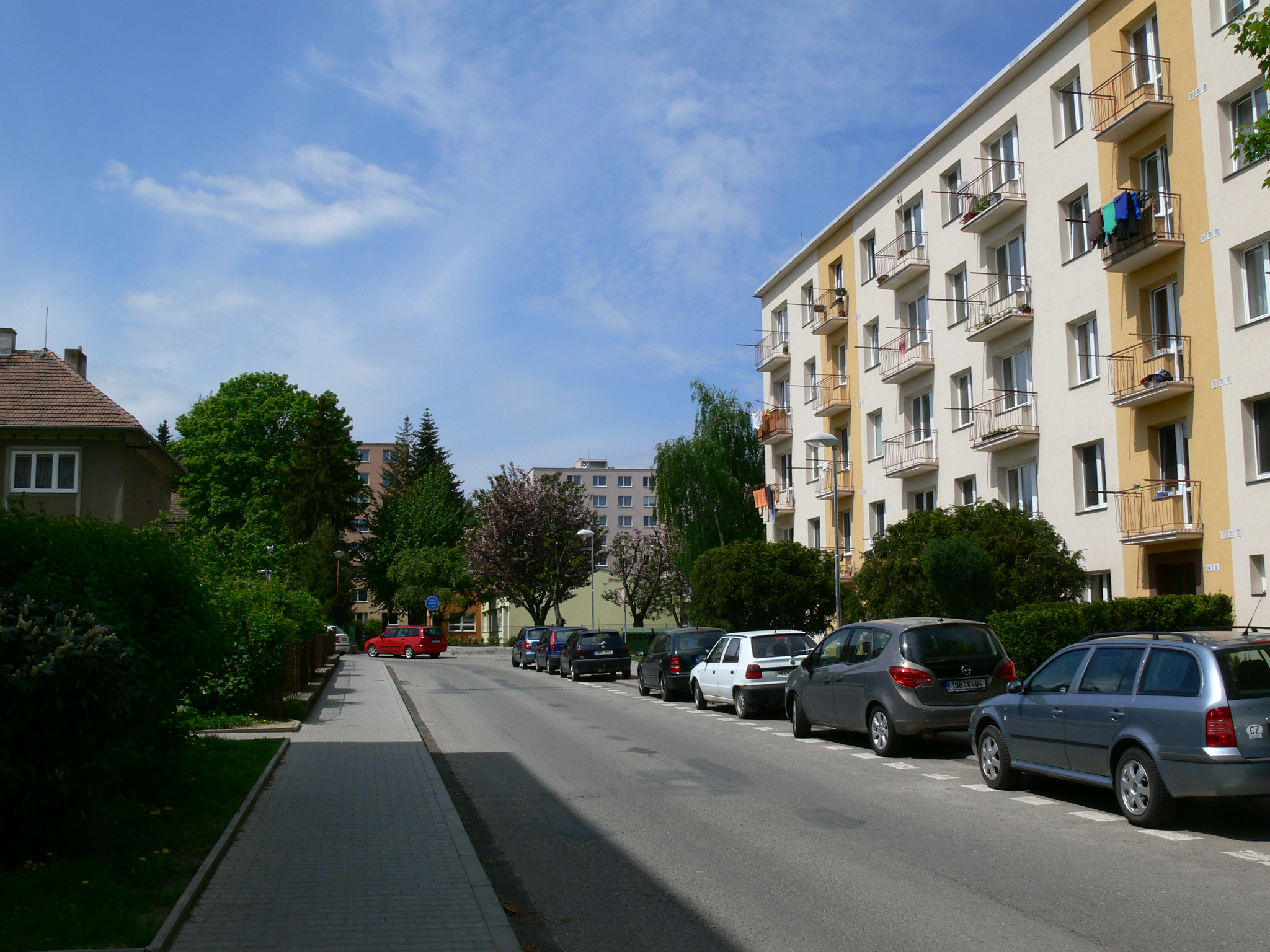
Rue Na Hraničkách
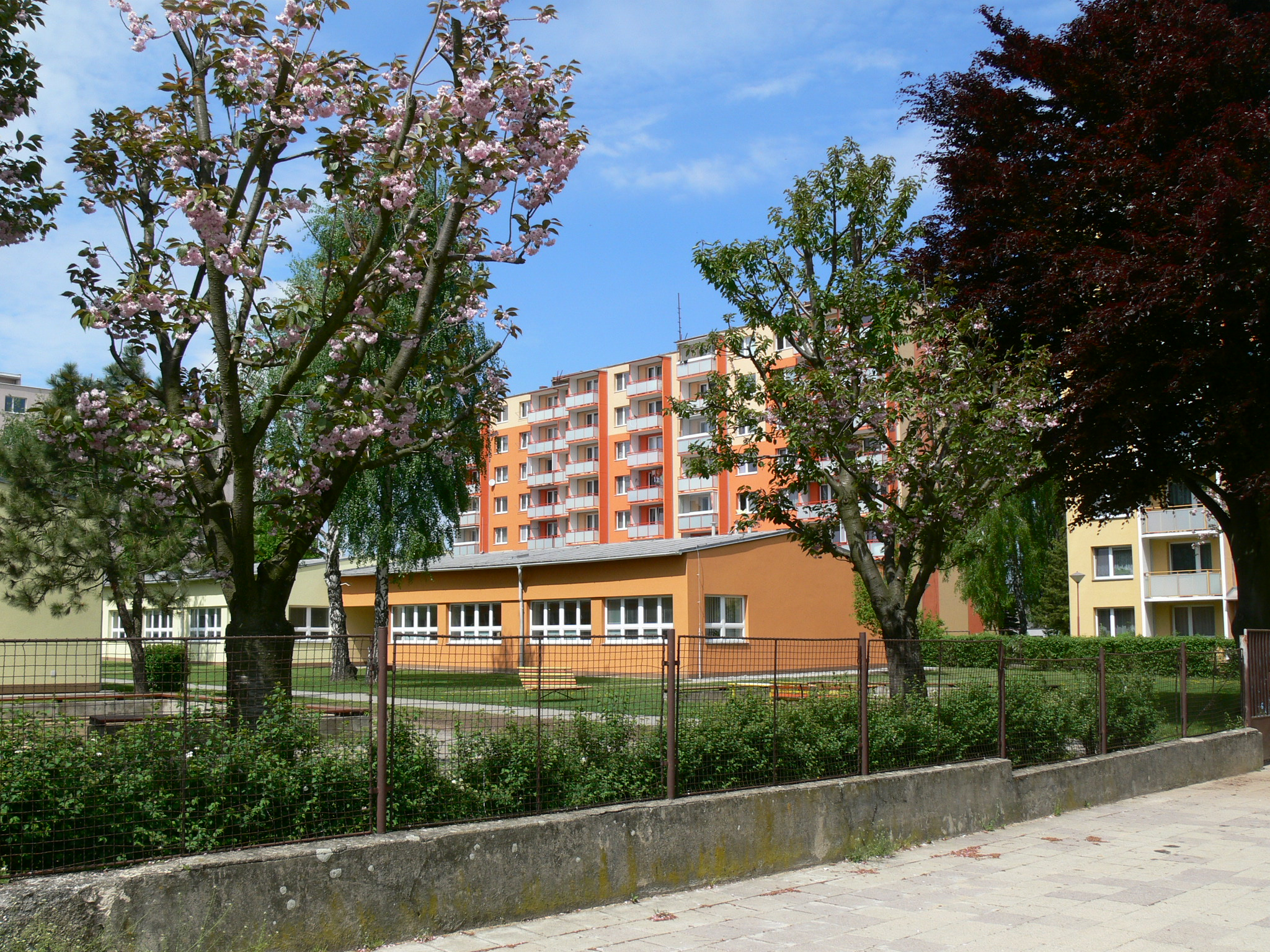
Rue Puškinova
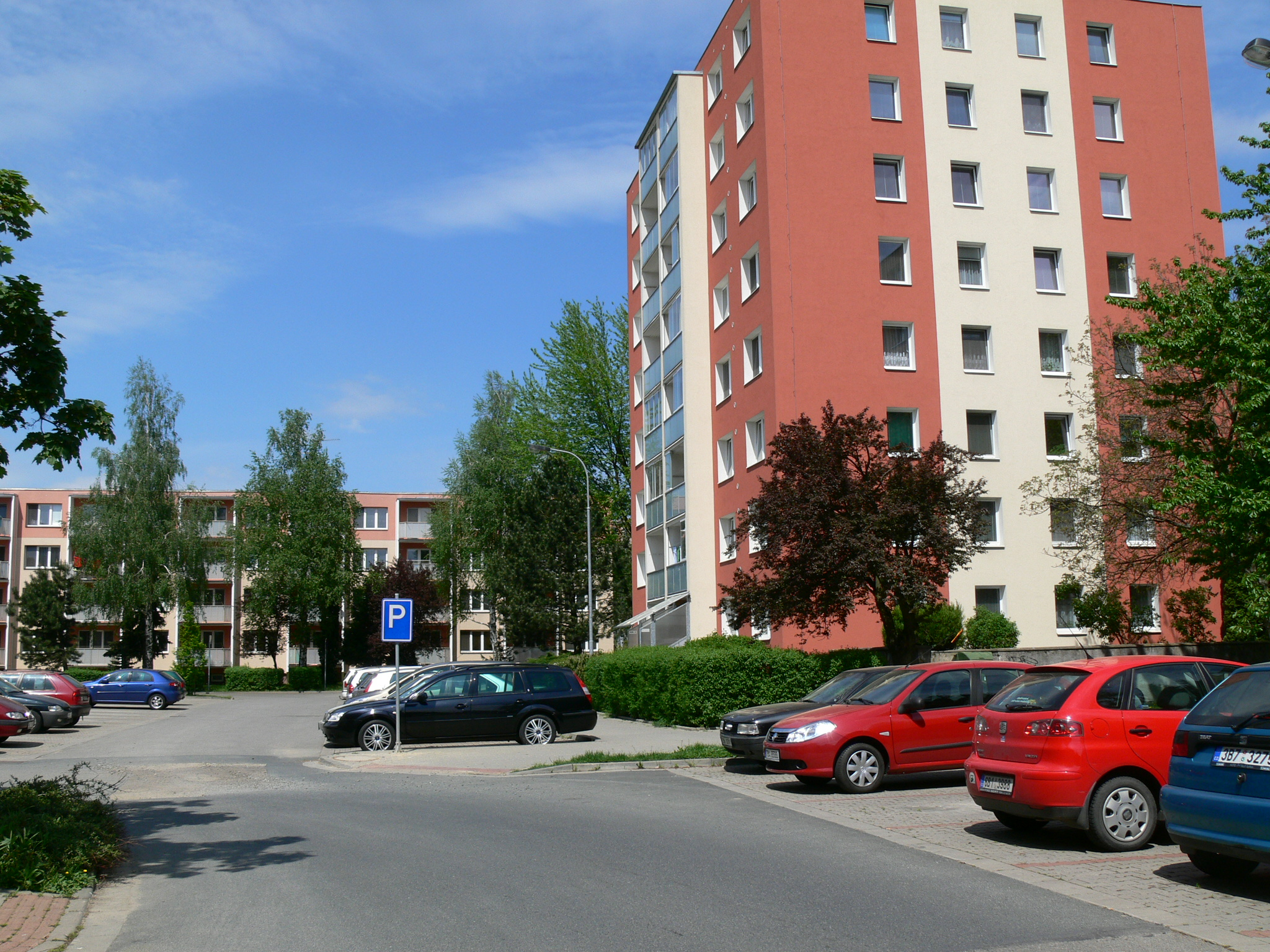
Rue Maxima Gorkého
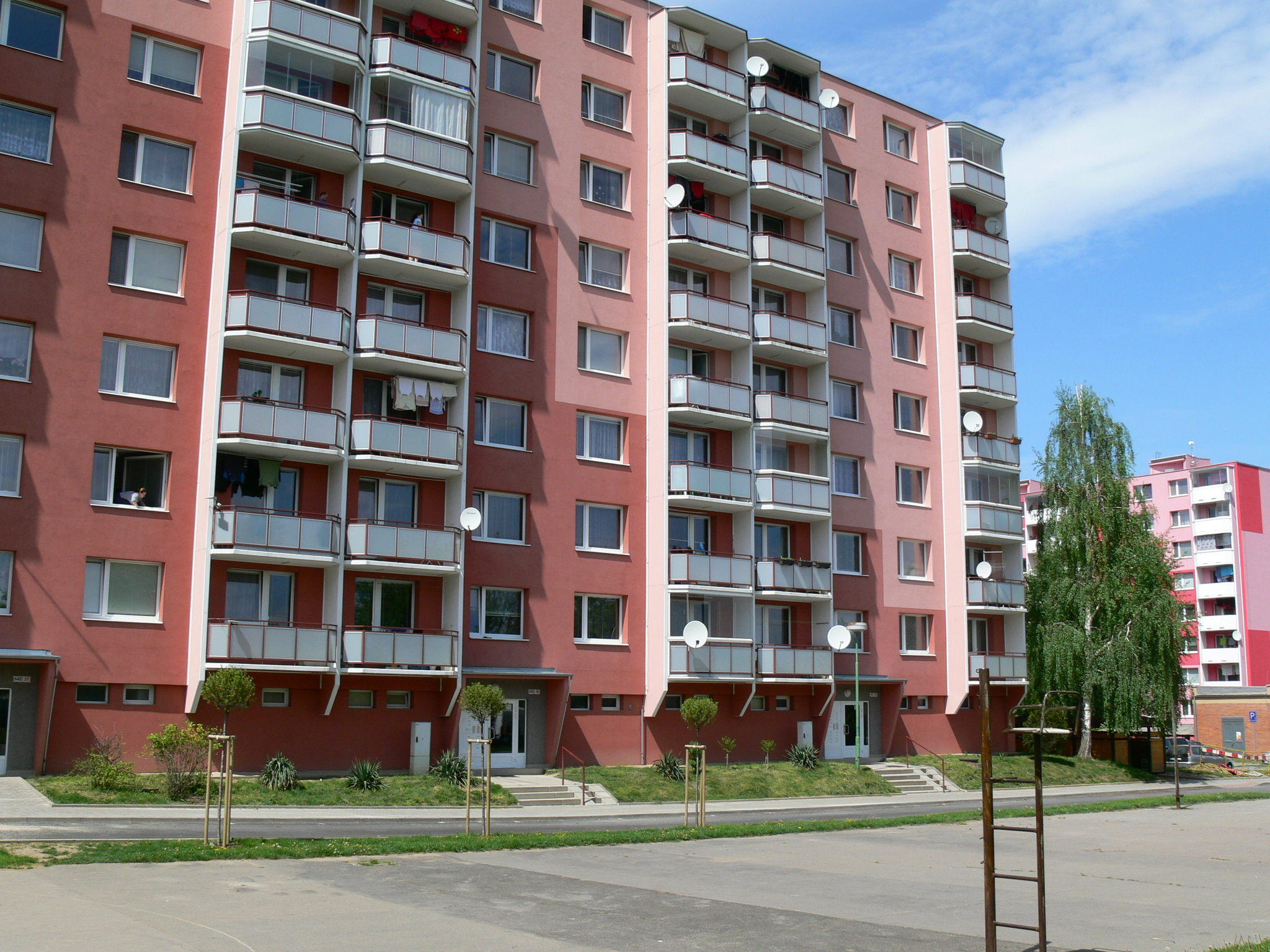
Rue Sídliště Osvobození

## Armoiries
La ville de Dědice avait dans ses armoiries une étoile brillante à huit branches d'or dans un champ bleu. Ces armoiries historiques sont toujours utilisées. Dědice a apparemment accepté cette étoile comme sceau lorsque leurs maîtres Albrecht et Pierre de Šternberk ont confirmé le marché annuel à Dědice en 1371 et ont libéré leurs serfs de la déshérence et du travail obligatoire. Pour les années 1370, lorsque la ville a obtenu des privilèges, l'étoile de Šternberk est documentée sur la couverture peinte du Livre de Ješek ou Jean de Šternberk de (1370) 1373-1384, la série de Brno des registres fonciers de Moravie,,,.

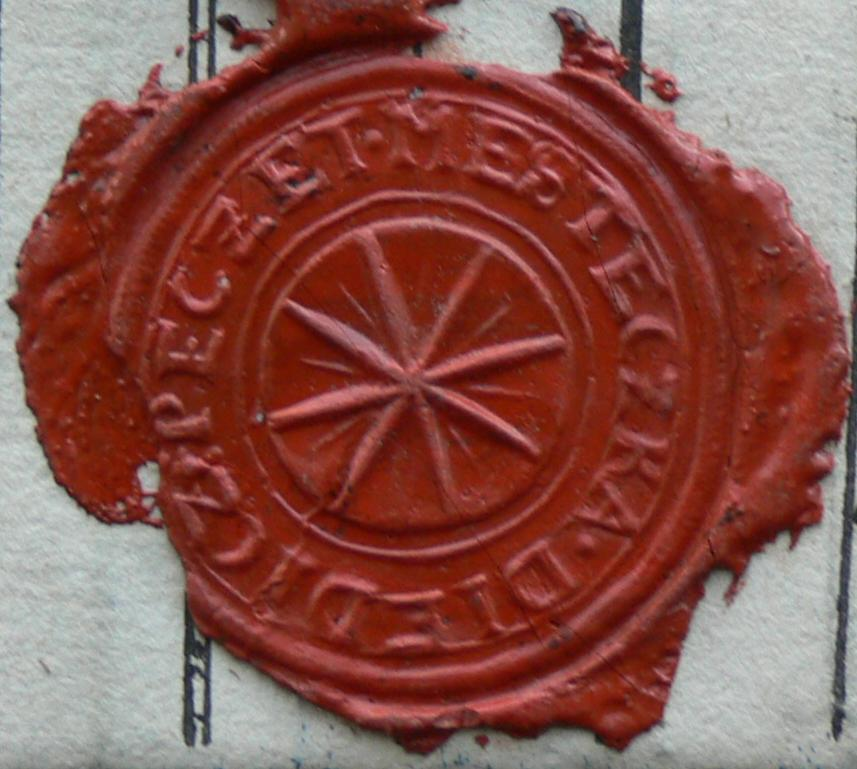
Sceau de la ville de Dědice, étoile brillante à huit branches (année 1787)

Alors que sur la couverture peinte du Livre d'Albrecht de Boskovice de la série d'Olomouc des registres fonciers moraves de 1567–1572, on trouve une simple étoile de Sternberg à huit branches, sur la couverture du livre d'Albrecht Černohorský de Boskovice de la série de Brno des registres fonciers de Moravie des mêmes années, l'étoile dorée dans le champ bleu est faite par l'artiste comme brillant.
Comme signe de scellement, cette étoile brillante figure sur un sceau de la fin du XVIIIe siècle, d'un diamètre de 35 mm, qui a été utilisé pour le scellement du cadastre de Joseph II. Voici le sceau de la ville de Dědice imprimé en cire rouge. Le sceau est imprimé dans un livre du cadastre de Joseph II datant de 1787. Le sceau décrit : "+ Peczet mesteczka Diedicz". Sur le sceau de la partie Vícoměřice de la même année, qui a été imprimé sur la même page du livre, St Jean de Népomucène sur le pont.

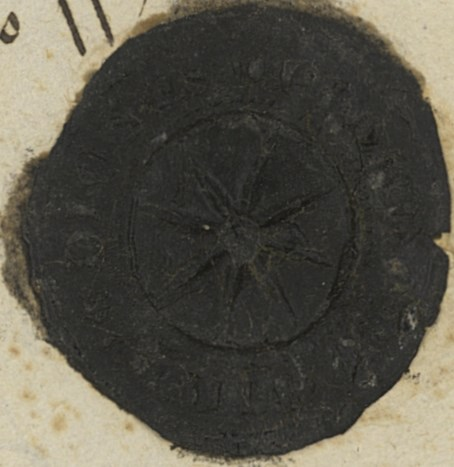
Sceau imprimé de Dědice (année 1524)

Un autre sceau, d'un diamètre d'environ 38 mm, date du milieu du XVIIIe siècle. Dans le champ de scellement se trouve un bouclier baroque ovale avec une étoile à huit branches placée dans un cartouche richement décoré. La description est illisible. La fausse empreinte ne permet pas de savoir s'il y a des rayons entre les différents coins. Dans le champ de scellement du sceau du Viceměřice partie de 1734, on trouve une figure de saint Jean de Népomucène avec des rayons d'auréole autour de sa tête, avec une croix dans sa main gauche plissée et une branche de palmier dans sa main droite tendue. La copie écrite en lettres capitales est séparée du champ du sceau par une ligne épaisse, à l'extérieur par une couronne : "+ Peczet mesteczka Diedicz po stranie wiczo mierske leta 1734".
Dědice n'a jamais reçu le privilège du signe. Pour cette raison, les sceaux conservés sont étudiés lors de l'examen de l'histoire de l'origine et du développement des armoiries de Dědice. Sur le sceau de la partie épiscopale de Dědice près du domaine de Vyškov d'un diamètre de 26 mm, qui a été utilisé en 1589, il y a un bouclier avec une étoile à huit branches dans le champ de scellement. La description séparée du champ de scellement par une ligne, séparée à l'extérieur par une couronne, est indistincte.
La partie Viceměřice de Dědice n'avait probablement pas d'armoiries du tout. Les armoiries de la partie appartenant au domaine de Vyškov ont probablement évolué à partir du sceau des seigneurs de Šternberk, qui étaient l'un des héritiers. L'existence du sceau, qui servait à sceller les documents, qui a précédé de peu l'étoile à huit branches, unique parmi les armoiries des autres villes et villages sur lesquelles se trouve également l'étoile à huit branches, est attestée par une empreinte plus ancienne d'un sceau sous une couverture en papier (1749), redessinée dans le Livre des souvenirs de la ville de Dědice, où d'autres sceaux existants ont été imprimés par exemple. L'étoile de ce sceau, gravée en 1686, est à huit branches. Les couleurs de ce blason ne sont pas documentées. Il est très probable qu'elles étaient les mêmes que celles des armoiries familiales des Šternberk, où l'étoile dorée est dans le champ bleu.

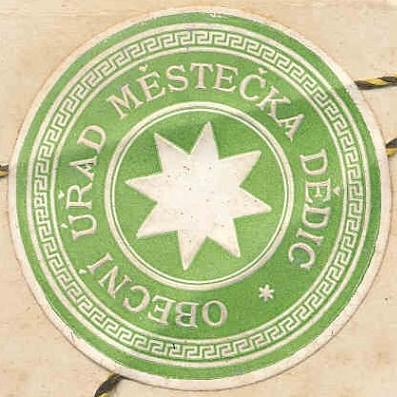
Bureau municipal de Dědice, sceau en papier (année 1905)

Les armoiries de la ville de Dědice ont évolué à partir de ces signes de scellement, et puisque les Šternberks avaient une étoile d'or à huit branches dans leurs armoiries, les armoiries de Dědice doivent également être considérées comme une étoile d'or à huit branches sur un bouclier bleu ou une étoile d'or à huit branches avec huit rayons au milieu entre les deux car le signe de scellement de Viceměřice partie de Dědice n'est pas devenu les armoiries de la ville. Après la fusion des deux parties de Dědice en 1850, seul le blason de la partie appartenant auparavant au domaine de Vyškov est resté en usage.
À l'heure actuelle, le plus ancien sceau encore existant peut être considéré comme l'empreinte du 12 janvier 1524. La couleur du sceau rond en cire d'abeille est noire. Une étoile à huit branches se trouve dans le champ du sceau, et dans la description écrite en latin, qui se trouve parmi les nacres, il est écrit en majuscule gothique (avec un uncial) : + S : OPIDAnORVm : En : DYEDICZ. Dans la corrigation de l'acte auquel le sceau est apposé, il est indiqué : " A protož my purgmistr a rada svrchupsaní ... rozkázali sme k tomuto listu svú pečeť vlastní městečka našeho přitisknúti nám bez škody i všem budúcím potomkom našim. "
Sur les timbres du bureau municipal de la ville de Dědice de la seconde moitié du XIXe siècle et de la première moitié du XXe siècle, nous rencontrons une simple étoile à huit branches. Cette typographie, attestée par un sceau du cadastre de Joseph II datant de 1787 avec une étoile brillante à huit branches, a également été utilisée dans des documents importants au XIXe siècle. La description du sceau en papier du début du XXe siècle indique : « Bureau municipal de la ville de Dědice ». La couleur du sceau en papier utilisé dans le cahier imite la couleur de la cire verte utilisée par les villes médiévales. L'étoile à huit branches n'est pas rendue brillante ici. L'étoile et le texte de la description sont blancs.

### Étoile de Bethléem
L'étoile à huit branches est arrivée dans les armoiries de la ville de Dědice sous l'influence des armoiries de Šternberk, puis au XVIIIe siècle, des rayons lumineux uniques lui ont été ajoutés (dans l'héraldique des pays tchèques), ce qui en a fait une étoile brillante à huit branches.
Les Šternberk sont la seule famille de rang manorial de notre pays qui a longtemps été gouvernée. Conformément à la vieille légende familiale, les Šternberk tirent leur origine de Kaspar, qui était l'un des trois rois bibliques venus à Bethléem pour vénérer le Christ né. Le nom Kašpar est populaire dans la famille,.
La légende romantique des armoiries de Šternberk a ensuite été restaurée et nourrie, surtout au XIXe siècle, en relation avec des batailles de manuscrits Les trois rois (ou plutôt sages) apparaissent pour la première fois dans l'Évangile de Matthieu, mais ne sont pas mentionnés nommément. Les noms de ces sages Kaspar, Melichar et Baltazar n'apparaissent que plus tard (l'abréviation C + M + B + signifiait à l'origine "Christus mansionem benedicat", "que le Christ bénisse cette demeure".
L'étoile d'or des armoiries des Šternberk est donc l'étoile de Bethléem. La devise de la famille "Nescit occasum" y est attachée, ce qui signifie que cette étoile "ne se couche jamais". L'étoile de Bethléem brillait et guidait le roi (sage). Ce symbolisme crée un lien avec les rayons uniques de l'étoile de Dědice.

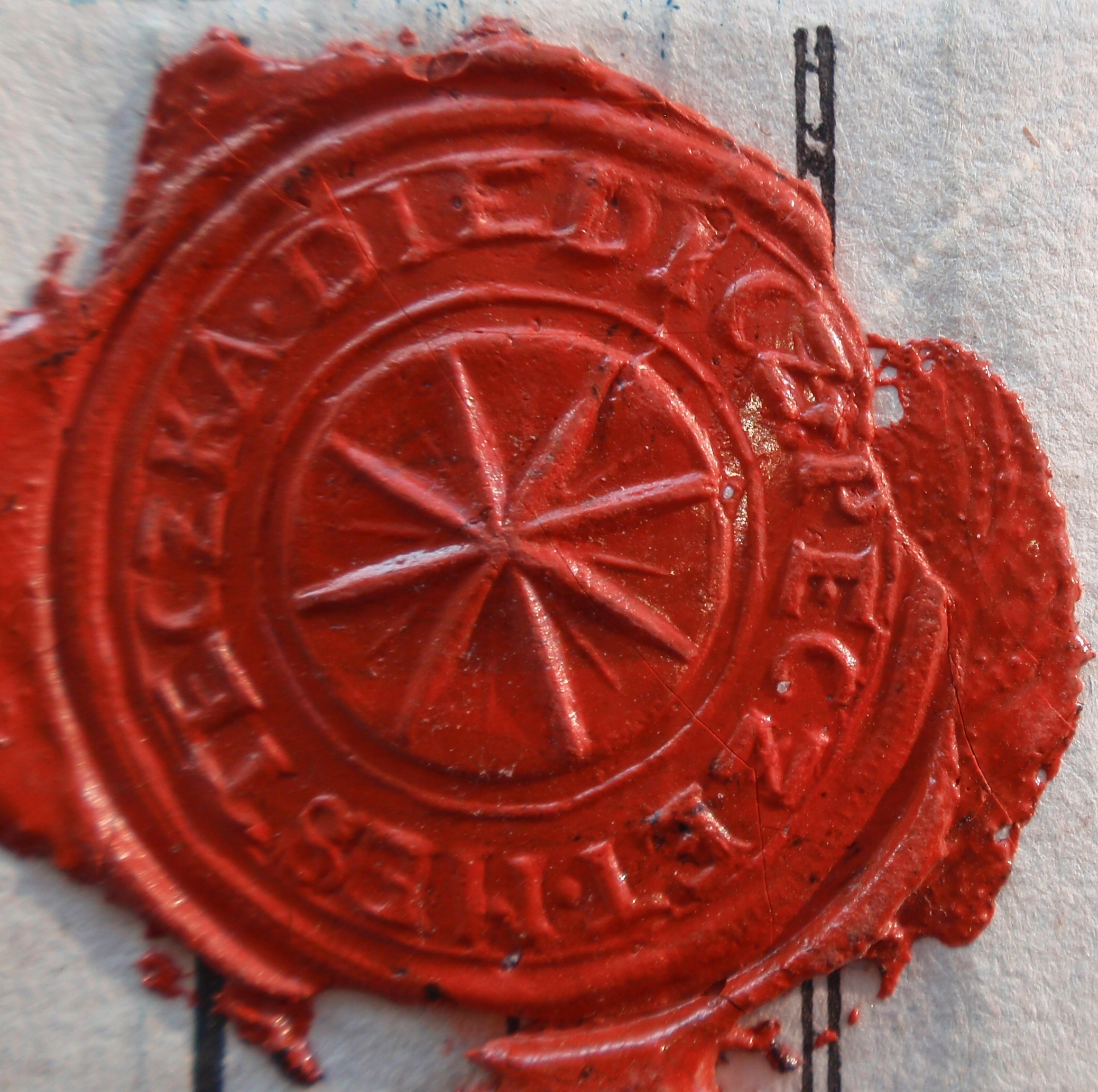
Sceau de la ville de Dědice (1787)
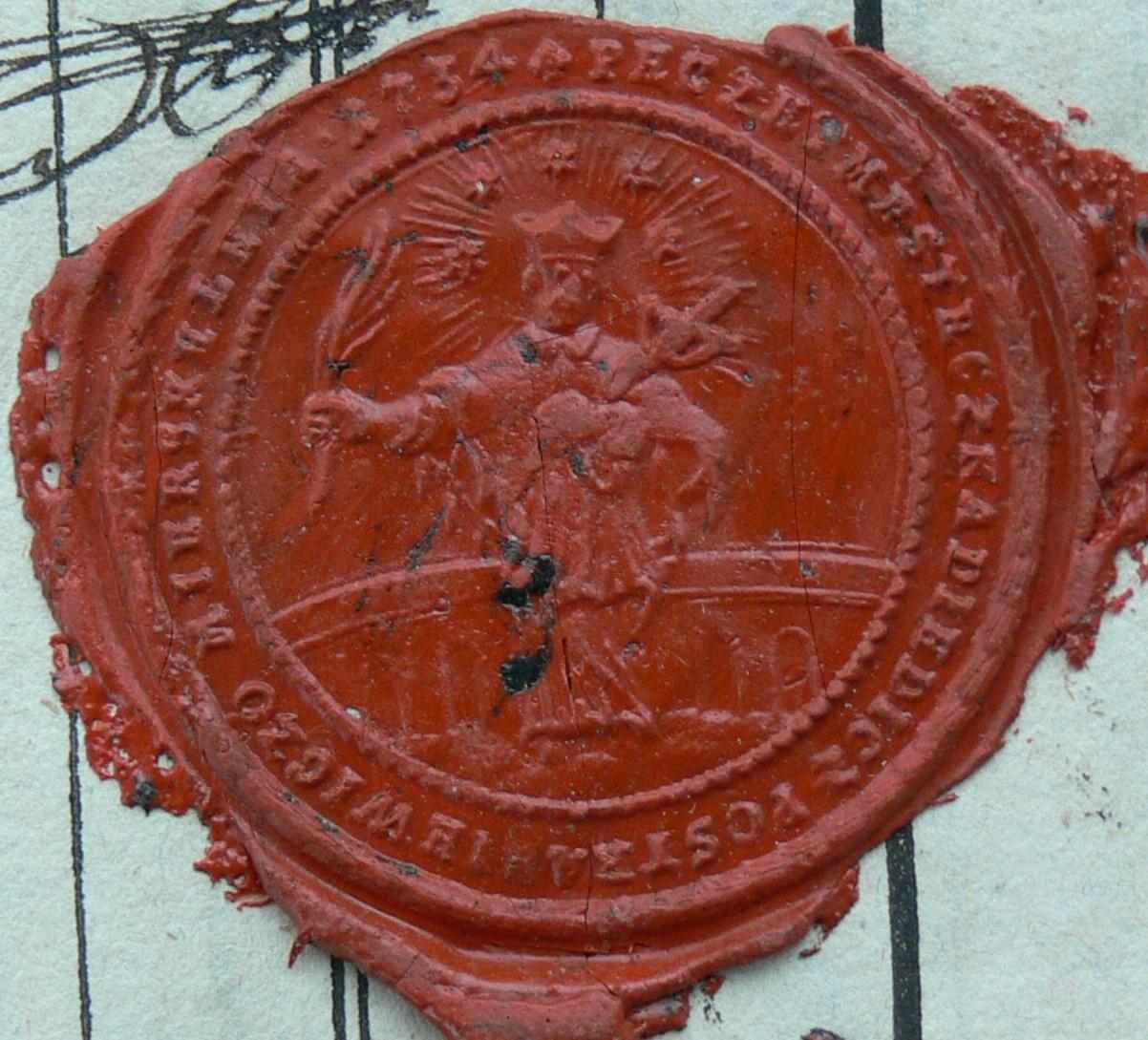
Le sceau de la partie Viceměřice de la ville de Dědice. Dans la description, l'année 1734
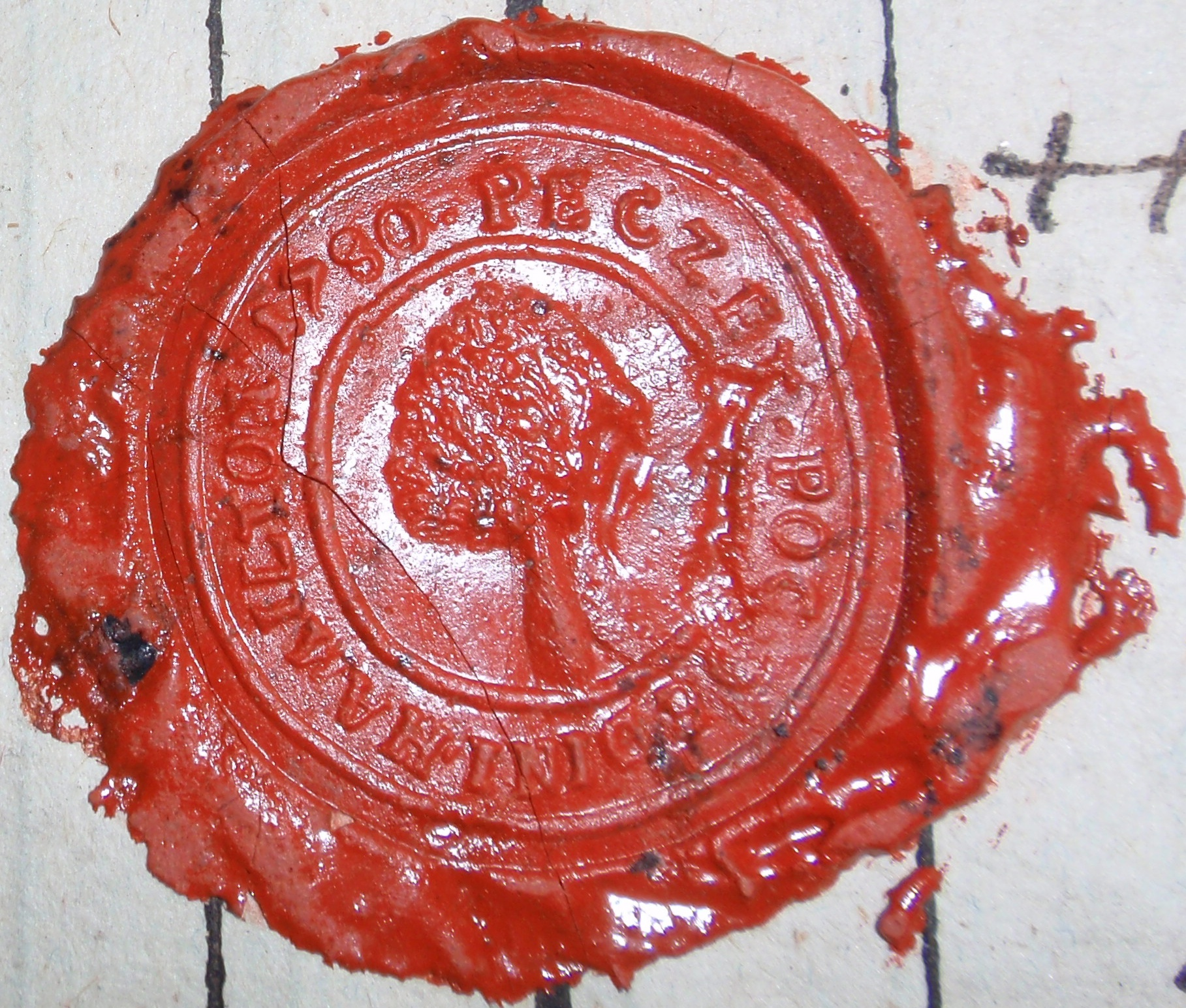
Sceau Hamiltony. Dans la description, l'année 1780
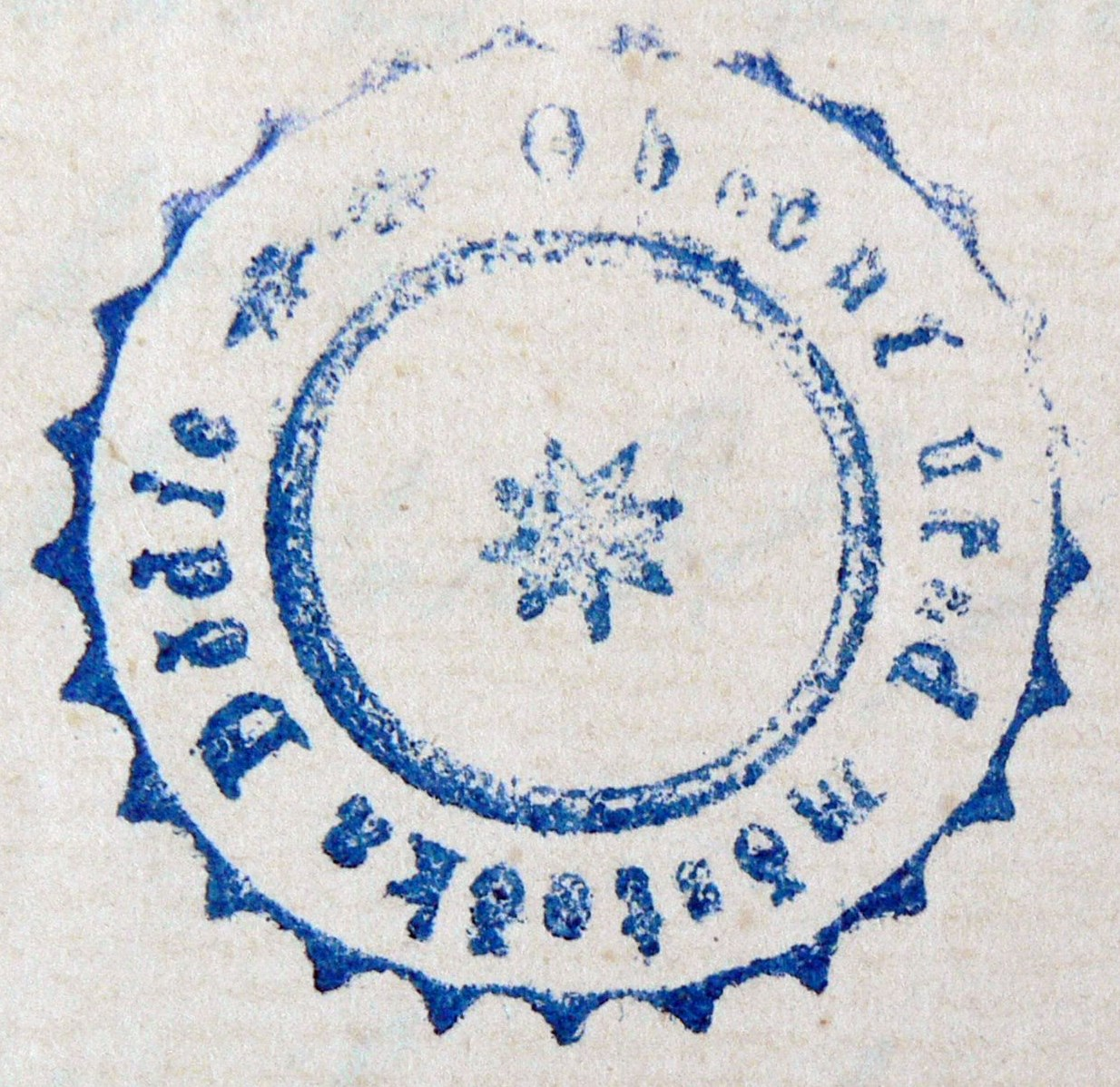
Timbre. Bureau municipal de Dědice (année 1887)

## Personnalités
Ludvík Fiala : le fondateur des stations d'observation apicole de Moravie. En 1898, il a fondé le premier rucher, la première station d'élevage et de fécondation d'Autriche-Hongrie à Ferdinandsko près de Dědice.

## Viseurs
- Église de la Sainte Trinité
- Statue du Christ crucifié devant l'église
- Statues des patrons de Moravie et de toute l'Europe Cyrille et Méthode (1901) et Saint Jean Népomucène (1826) à côté de l'église
- Statue du Christ crucifié (crucifix) à Padouchy
- Statue de Saint Jean de Népomucène à Padouchy, rue Kopřivova
- Statue du Christ crucifié (crucifix) sur la rue Palackého de 1881
- La maison natale de Klement Gottwald dans la rue Revoluční. La "chambre natale" de Klement Gottwald est citée comme un exemple de lieu de pèlerinage communiste souvent visité pendant la République socialiste tchécoslovaque (ČSSR). À côté se trouve une extension datant des années 80, utilisée plus tard comme salle d'exposition du musée. La maison natale a été protégée comme monument le 3 mai 1958. La protection a été révoquée par le décret gouvernemental n° 112/1991 Coll.
- Statue du Christ crucifié de 1890 à Pazderna (crucifix reconstruit en 2016)
- Statue du Christ crucifié près de la route de Vyškov, rue Dědická, près du lotissement Osvobození
- Statue de la Vierge Marie avec Jésus - " sur František ", dans le champ au-dessus des rues Revoluční et A. B. Svojsíka
- Vieux moulin

## Littérature
- Jan Bistřický, Zdíkovy listiny, In: Český časopis historický, 1998, 292–306 p. (ISSN 0862-6111), chap. 2
- (cs) Vratislav Janák, Sídliště lidu s moravskou malovanou keramikou ve Vyškově - dědické cihelně a počátky mladšího lengyelského stupně na Moravě a ve Slezsku, In: Pravěk 2, 1992, Brno, 1994, 105–130 p.
- (cs) Libor Jan, Milota z Dědic. Zpráva o věrné službě a mýtu o zradě, In: Campana codex civitas. Miroslao Flodr octogenario, Brno, Archiv města Brna, 2009, 248–265 p.
- Vladimír Kotulán, Vyškovská zastavení, Vyškov, Město Vyškov, 2003, 94 p. (ISBN 80-239-3257-8)
- Štěpán Mleziva et Karel Kuča, Historický lexikon městysů a měst, Vývoj postavení a funkce městských sídel v dějinách územněsprávního členění českých zemí od roku 1850 do současnosti, Prague, Nakladatelství Miloš Uhlíř - Baset, 2006
- Otakar Franěk et Zdeněk Stránský, Památník Klementa Gottwalda v Dědicích, Brno, 1978
- Vyškov. Dějiny města, Vyškov, Město Vyškov, 2016, 944 p. (ISBN 978-80-906656-0-6)